# Kuchnia rosyjska

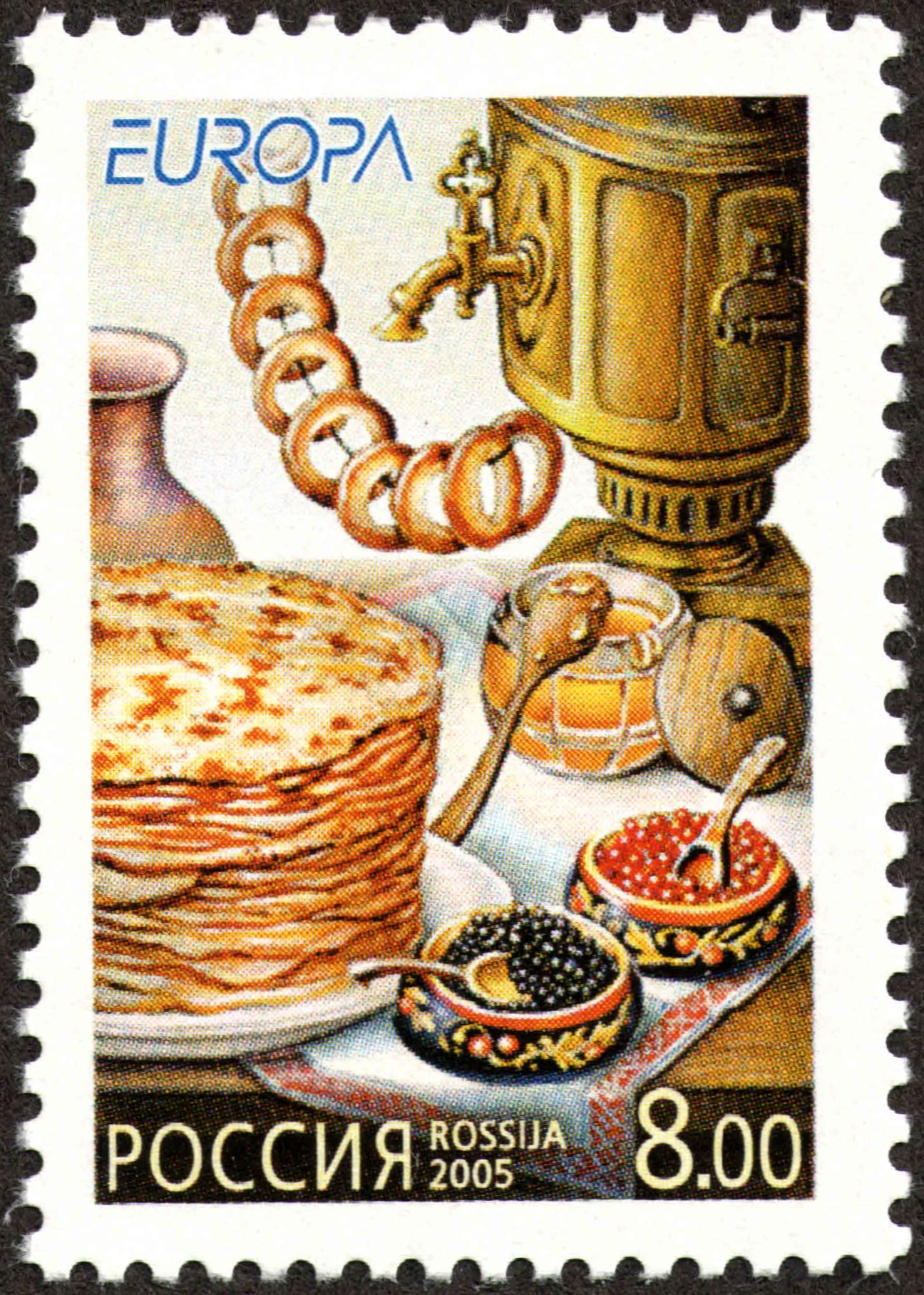
Tradycyjne produkty spożywcze konsumowane podczas święta Maslenicy (bliny, czarny i czerwony kawior, suszki i miód) oraz samowar, ukazane na znaczku pocztowym

Kuchnia rosyjska – narodowa kuchnia Rosjan. Tradycyjna kuchnia rosyjska dominowała na obszarze leżącym pomiędzy zachodnią granicą kraju a Wołgą, włącznie z obszarami metropolitalnymi Moskwą i Sankt Petersburgiem. Występowała w wielu wariantach, od kuchni chłopskiej aż do kuchni carskiej. Wykwintna kuchnia klas średniej i wyższej przeżywała okres swojej największej świetności sto lat przed wybuchem rewolucji w 1917 roku. Prosta kuchnia chłopska wykorzystywała surowce możliwe do wyprodukowania we własnym zakresie w północnym klimacie. Jej podstawę stanowiły: ciemny chleb żytni, różne warianty zupy szczi oraz kasza gryczana, co znalazło swój wyraz w przysłowiu rosyjskim: Szczi i kasza – strawa nasza. Znaczny wpływ na narodową kuchnię w europejskiej części Rosji wywarł obrządek Kościoła prawosławnego ze względu na bardzo dużą liczbę dni postnych w roku. W związku z tym kuchnia rosyjska oferuje bogaty wybór przepisów na potrawy z rybami oraz potrawy, w których główną rolę odgrywają warzywa, grzyby i leśne owoce. W procesie kształtowania się tradycyjnej kuchni rosyjskiej wyróżniamy następujące okresy: kuchni staroruskiej, kuchni moskiewskiej, kuchni za panowania Piotra Wielkiego i Katarzyny Wielkiej, kuchni petersburskiej, kuchni wszystkich Rusinów, kuchni radzieckiej oraz współczesnej kuchni rosyjskiej.
Kuchnia rosyjska słynie z kawioru – luksusowego artykułu spożywczego, z tradycji podawania zakąsek, od których dawniej rozpoczynał się każdy uroczysty posiłek, oraz kiszonych warzyw (kapusty, ogórków i pomidorów). Lista potraw, charakterystycznych dla tradycyjnej kuchni rosyjskiej, obejmuje: bliny, pi(e)róg i małe pirożki, pielmieni, wareniki (pierogi gotowane) i boeuf Stroganow. Z zup tradycyjną kuchnię rosyjską reprezentują szczi, ucha, okroszka i barszcz. Smak potraw wzbogacano dodatkiem koperku i śmietany. Głównym tradycyjnym napojem bezalkoholowym jest herbata, którą Rosjanie piją gorącą, bez mleka, czasami posłodzoną i doprawioną do smaku konfiturą owocową. Dawniej herbatę zaparzano przy użyciu samowaru i serwowano do niej lekko słodkie wypieki o charakterze obwarzanków tzw. suszki. Innymi tradycyjnymi napojami, które w dalszym ciągu cieszą się popularnością, są także kwas chlebowy i kefir. Najpopularniejszym napojem alkoholowym Rosjan jest wódka. Jako deser tradycyjnie podawany był kisiel i kompot. Współcześnie Rosjanie preferują lody i torty.

## Rys historyczny
Narodowa kuchnia Rosjan kształtowała się przez kilka stuleci. W tym czasie jednocześnie podtrzymywano rodzime tradycje kulinarne oraz adaptowano potrawy i zwyczaje kulinarne innych narodów. W procesie tym Wiliam Pochlobkin wyróżnił sześć następujących okresów: kuchnię staroruską, kuchnię staromoskiewską, kuchnię za czasów panowania Piotra Wielkiego i Katarzyny Wielkiej, kuchnię petersburską, kuchnię trójjedynego narodu rosyjskiego i kuchnię radziecką. W latach 90. XX wieku nastał okres współczesnej kuchni rosyjskiej.

### Okres staroruski
Okresem staroruskim w kuchni rosyjskiej nazywa się kuchnię związaną z tradycjami i zwyczajami kulinarnymi dawnej Rusi i jej mieszkańców. Historycznie okres ten obejmuje przedział czasowy od IX wieku, czyli od narodzin Rusi, do XVI wieku włącznie. W tym czasie na ziemiach ruskich nastąpił etap rozbicia dzielnicowego, który zakończył się dopiero po długotrwałym procesie niepodległościowo-zjednoczeniowym, polegającym na wyzwalaniu księstw ruskich spod jarzma mongolsko-tatarskiego i na łączeniu ich pod przywództwem władców Moskwy. Wojna polsko-rosyjska i powstanie Bołotnikowa z początków XVII wieku, prowadzące do trwającego blisko ćwierć wieku upadku gospodarczego, wyznaczają granicę pomiędzy końcem okresu kuchni staroruskiej a początkiem okresu kuchni staromoskiewskiej, czyli kuchni XVII-wiecznego państwa moskiewskiego w historii kuchni rosyjskiej.
W Kronice Nikona, spisywanej w latach 1127–1303, odnotowano jedenaście klęsk głodu. Wystąpienie klęski głodu nieustannie zagrażało bytowi Rusinów, w tym przodkom Rosjan. W związku z niesprzyjającym uprawom klimatem, groźbą nieurodzaju, długą srogą zimą, oraz ciągłym zagrożeniem wojną, mieszkańcy Rusi starali się mieć jak największe zapasy, aby przeżyć w niesprzyjających okolicznościach zewnętrznych. W tym celu żywność mrożono, suszono, kwaszono, moczono w wodzie z solą (głównie owoce), solono lub wędzono.
Okres największego rozkwitu kuchni staroruskiej, rozwijającej się przez pół tysiąclecia, przypadł na pierwszą połowę XVI wieku. Informacji na temat ówczesnych produktów spożywczych, potraw i napojów dostarczył potomnym Domostroj, zabytek literatury staroruskiej z 1547 roku, jak również zachowane do dzisiejszych czasów kroniki z końca XVI wieku, spisywane przez mnichów w większych staroruskich monasterach. Przodkowie współczesnych Rosjan żyli w zgodzie z naturą i wykorzystywali wszystkie dary przyrody.
Podstawowe surowce dostępne do gotowania obejmowały: ziarna zbóż (żyto i pszenicę, kasze, w tym gryczaną), produkty mleczne, jaja, kapustę, rzepę, groch, buraki ćwikłowe, brukiew, żółtą marchewkę, ogórki, olej konopny, leśne borówki i jagody, nasiona maku, orzechy, grzyby, dziczyznę, dziko rosnące rośliny, cebulę, czosnek i koperek. Warzywa (m.in. korzenne) i przyprawowe zaczęto wówczas uprawiać w przydomowych ogródkach. Pożywienie konserwowano, stosując suszenie, wędzenie i kiszenie, np. kapustę kiszono na zimę już w IX wieku, bez dodatków lub z przyprawami tj. kminek albo żurawina. Kiszoną kapustę wykorzystywano do gotowania zupy szczi i robienia sałatek (w połączeniu z jabłkiem). Małe główki kapusty kiszono w całości, a ich liście służyły do serwowania zakąsek. Do kiszenia używano drewnianych beczek. W XVI wieku zaczęto także kisić ogórki, uprzednio w XIII i XIV wieku spożywano ogórki jedynie na surowo. Kiszenie było bardzo popularną metodą konserwowania, na Rusi ponadto kiszono (moczono w wodzie z solą) także jabłka, gruszki, wiśnie i dynie. W XVI wieku na Rusi były już dostępne cytryny, ale gościły jedynie na stołach u bogatych bojarów.
Ze względu na warunki klimatyczne na północy Rusi (dzisiejsze tereny wokół Nowogrodu i Jarosławia) ze zbóż uprawiano na polach wykarczowanych toporem w tajdze wyłącznie żyto, które ścinano używając sierpu. Dietę wzbogacano dziczyzną i rybami. W środkowej części Rusi (dzisiejsze tereny wokół Smoleńska i Briańska) uprawiano żyto i jęczmień, oraz hodowano krowy, kozy i świnie, dodatkowo menu uzupełniano rybami. Na południowych terenach stepowych uprawiano pszenicę, którą ścinano za pomocą kosy. Tam zajmowano się też uprawą lnu i konopi.
W okresie staroruskim do gotowania służył specjalny piec, w którym pożywienie mogło być tylko gotowane lub pieczone, w stałej lub obniżającej się temperaturze. Materiałem opałowym było drewno. W piecu można było także suszyć leśne borówki, zioła, grzyby oraz przyspieszać proces fermentacji ciasta i kwasu, „piec mleko” aż do uzyskania brązowej skórki.
Już we wczesnym średniowieczu, po przyjęciu chrześcijaństwa na Rusi, wszystkie potrawy zostały ze względów religijnych wyraźnie podzielone na dwie kategorie:
- kategorię potraw postnych, w skład których mogły wchodzić ziarna zbóż (kasze, chleb, wypieki z mąki), warzywa, grzyby i ryby – będące źródłem pełnowartościowego białka w dni postne; oraz
- kategorię potraw niepostnych (inaczej nazywanych zwykłymi, tłustymi, mięsnymi lub świątecznymi), czyli takich, które nie mogły być konsumowane podczas postów i mogły zawierać w swoim składzie tłuszcz zwierzęcy, mleko, jaja i mięso[1][2][6]. Podział taki nie istniał przed przyjęciem chrześcijaństwa[6].

Podział potraw na postne i świąteczne miał ogromny wpływ na dalszy rozwój kuchni aż do końca XIX wieku. Oddzielenie jednych produktów od drugich i ścisłe przestrzeganie zakazu ich mieszania lub łączenia przyczyniło się do powstania oryginalnych potraw, ale dawało też wrażenie monotonności menu. Na rok przypadało od 192 do 216 dni postnych, dlatego kuchnia rosyjska wykreowała bogaty wybór potraw postnych: rybnych, z grzybami, warzywami, kaszą, owocami leśnymi i roślinami zielonymi (np. pokrzywą). Każdy rodzaj warzyw, grzybów czy ryb był przyrządzany w kuchni osobno, niezależnie, aby urozmaicić postne menu. Warzywa (kapusta, rzepa, rzodkiewka, groch i ogórek, znane już w IX wieku) były oddzielnie konserwowane, tj. solone, gotowane, pieczone bądź jedzone na surowo. Sałatki nie były charakterystyczne dla dawnej kuchni rosyjskiej i pojawiły się w niej w XIX wieku jako zapożyczenie z kuchni zachodnich, przy czym pierwotnie były robione przeważnie z jednego warzywa, od którego brały swoją nazwę, np. sałatka ogórkowa, buraczana czy kartoflana.

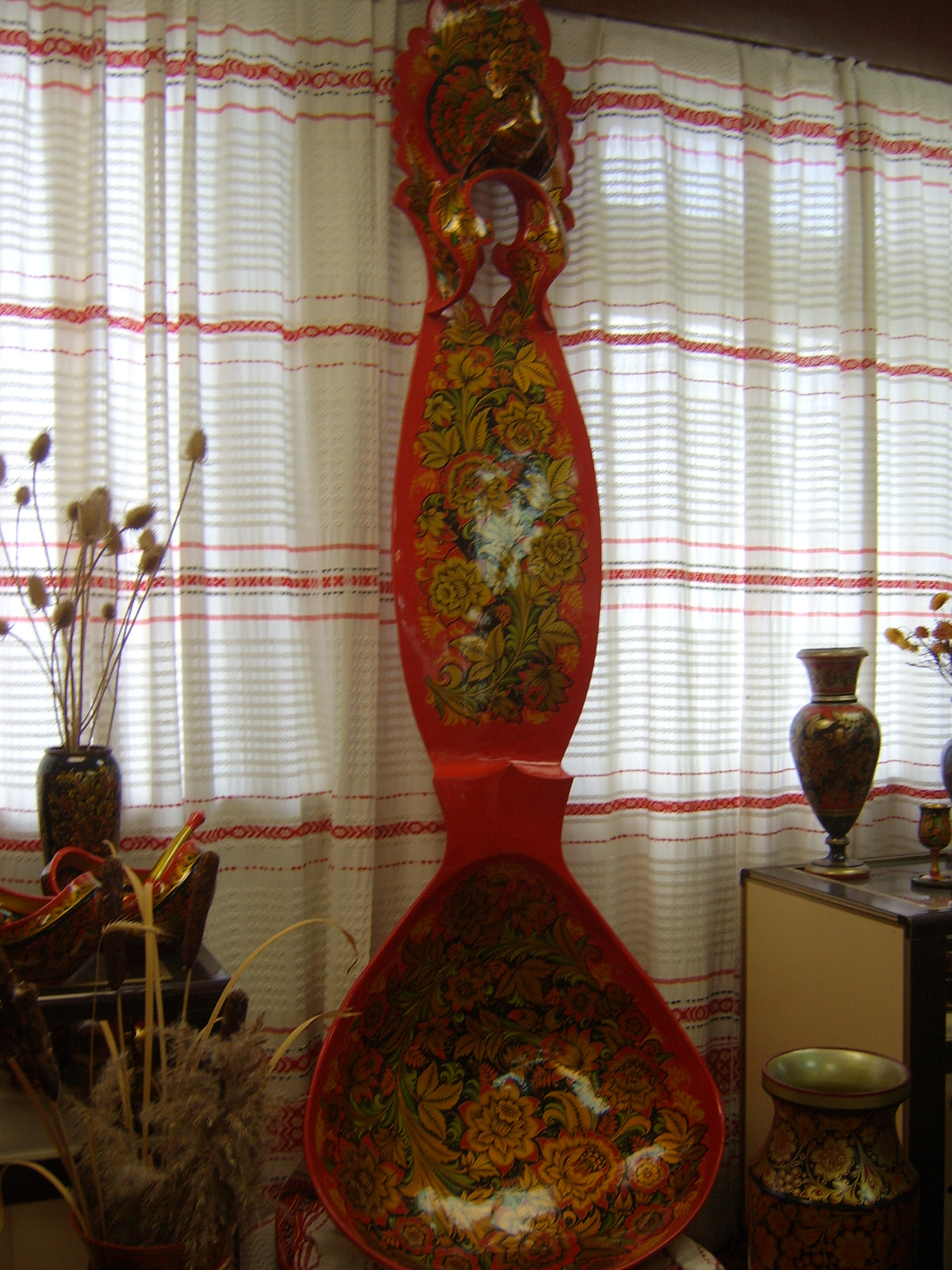
Łyżka malowana w stylu chochłomy

W staroruskim menu przeważały potrawy mączne, z ziaren zbóż i chleb. Pojawiła się też tendencja do gotowania płynnych gorących potraw, czyli późniejszych zup, nazywanych ogólnie na dawnej Rusi „chlebowa” (ros. хлёбова), których przykładem była szczi, ucha i różne rodzaje zup mącznych. Zupę gotowano w glinianym lub ceramicznym garnku w piecu, a nie nad ogniem w kociołku. Gotowanie zupy było procesem długotrwałym i odbywało się w nie za wysokiej temperaturze. Podawano ją na stół w glinianym garnku, w którym się gotowała, lub rozlewano do misek, po czym siorbano ją (ros. хлебать) za pomocą głębokich łyżek zrobionych z drewna. Do zupy nieodłącznie serwowano chleb żytni, a także kaszę. Zgodnie z obyczajem jedzenie zupy rozpoczynał gospodarz i dopiero po nim inni sięgali łyżkami po zupę. Zupę czerpano z miski łyżkami w kierunku od siebie. Rytuał nakazywał najpierw zjeść płyn, a później to, co zostało się na dnie, czyli warzywa, kaszę i kęsy mięsa. Aby nie kapać zupą, podkładano pod łyżkę kromkę chleba. Po każdej łyżce zupy należało ugryźć i zjeść kawałek chleba.
Przodkowie Rosjan przywiązywali wagę do wyglądu zastawy stołowej. W okresie staroruskim naczynia stołowe prostych ludzi były wykonane z drewna lub gliny, a ludzi bogatych także ze srebra lub innego metalu. U książąt, a później u cara, naczynia były także złote lub pozłacane. Wszystkie naczynia były ręcznie robione i najczęściej bogato zdobione ornamentami. Wiele rodzajów dawnych naczyń zostało zapomnianych lub wyszło z użycia, np. czarki czy czasza. Na stole stawiano też solniczki, pieprzniczki oraz naczynka na chrzan i musztardę. Wyrobem ozdobnych łyżek trudnili się w owych czasach łyżkarze. Łyżki były indywidualne, tzn. każdy miał własną łyżkę z imieniem na rączce lub z rozpoznawalną dekoracją. Łyżki wkładano do specjalnego stojaka. Drogie, malowane łyżki przechowywano w futerałach. Istniało powiedzenie mówiące, że na byle jakim talerzyku z byle jaką łyżką i jedzenie smakuje byle jak, podczas gdy z ładnej łyżki na ładnym talerzyku nawet woda smakuje jak jedzenie. W kuchni gospodynie domowe posługiwały się miskami zrobionymi z drewna, surowca, którego nie brakowało na Rusi, przy czym każda potrawa miała stałą, osobną miskę, albowiem drewno absorbowało i „zapamiętywało” smak i zapach danej potrawy.
W owym czasie bogaci i ubodzy spożywali te same potrawy, a ich stoły różniły się jedynie obfitością. Suto zastawiony jedzeniem stół był oznaką zamożności gospodarzy. Skromne ubogie jadło na stole dla gości oznaczało, że chata była biedna lub gospodarze byli skąpi. Spożywano cztery posiłki dziennie: śniadanie, na które składało się podgrzane jedzenie z poprzedniego dnia, obiad w południe, podwieczorek między godziną 16 a 17, oraz kolację. Tym, którzy pracowali w polu przynoszono gorący obiad. Przy kolacji cała rodzina zasiadała do stołu. Jeżeli obiad był tłusty, to kolacja była chuda, i na odwrót. Gospodarz siedział na honorowym miejscu przy stole i dawał znak rozpoczęcia wspólnego posiłku, sięgając łyżką po jedzenie. Reszta rodziny była usadawiana według zasady starszeństwa. Również w kolejności starszeństwa jedzono łyżkami zupę, gdy była podana we wspólnej misie. Stół cara był obowiązkowo nakryty czerwonym wyszywanym obrusem. Przykładami potraw podawanych w dni postne były: kasza owsiana, gryczana lub grochowa, kasza gryczana z grzybami, solony śledź, kasza z olejem roślinnym, szczi z kwaszonej kapusty, czaj z traw do picia albo kufel piwa, solone ogórki, zupa rybna ucha. Przykładami potraw podawanych w zwykłe dni niepostne były: szczi z jajkiem, kasza pszenna lub gryczana na mleku, kasza z miodem, kasza grochowa z mięsem lub słoniną, jajecznica, pi(e)rogi z grzybami, rybą albo mięsem.
Smaku potrawom nadawały przyprawy takie jak: cebula, czosnek, sól, pieprz, chrzan, a także goździki i szafran. Przyprawy (pietruszka, kminek, koperek, anyż, liść laurowy) dotarły na Ruś w XV wieku dzięki kontaktom z Bizancjum. Podczas mroźnej zimy, chłodnej wiosny czy jesienią cebuli i czosnku używano także w celach leczniczych. Przodkowie Rosjan spożywali dużo czosnku i cebuli. Wierzono także, że czosnek odpędza złe duchy, więc noszono ząbek czosnku, czy nawet całą główkę przy sobie i wieszano go nad drzwiami. Sól pochodziła głównie z obszarów nad Morzem Czarnym i Azowskim. W XVI wieku protoplasta rodu Stroganowów założył pierwsze warzelnie soli w Solwyczegodsku.
W tym okresie udoskonalono pieczenie pi(e)rógów, czyli pikantnego lub słodkiego farszu w otoczce z ciasta z mąki żytniej. Do nadziewania pi(e)rogów używano ryb, mięsa, drobiu, dziczyzny, grzybów, twarogu, jarzyn, owoców, leśnych jagód i borówek, różnych ziaren zbóż w połączeniu z rybą, mięsem i grzybami. Chleb był również wypiekany wyłącznie z mąki żytniej. Mąki pszennej używano jedynie do pieczenia odświętnych kołaczy. W późniejszym okresie gospodynie zaczęły dodawać mąki pszennej do żytniej i wypiekać z nich różne ciasta. Dużą rolę w zaspokajaniu głodu odgrywały zupy, suszone, solone i wędzone ryby, potrawy z warzywami i grzybami oraz kasza. Mniej więcej w XVI wieku w kuchni rosyjskiej pojawiły się makarony i małe pierogi, zaadaptowane odpowiednio z kuchni tureckiej i tatarskiej. Wcześniej przodkowie Rosjan wytwarzali rodzaj makaronu zwany „łapszą” (ros. лапша), np. żółtą łapszę robiono wyłącznie z mąki i żółtek jaj, suszono na słońcu, łamano i przechowywano w lnianych workach w suchym miejscu, po czym w razie potrzeby dodawano do płynnych potraw.
Hodowano krowy, owce, kozy i świnie. Czerwone mięso było mniej popularne. Jedzono wołowinę, wieprzowinę i baraninę. Spożywanie mięsa z królika i zająca było zakazane (starowiercy nie jadali mięsa ze zwierząt, które rodziły się ślepe ani koniny i mięsa innych zwierząt o nierozszczepionych kopytach). Częściej jedzono drób i dzikie ptactwo. Kuropatwy i głuszce uchodziły za przysmak. Cechą charakterystyczną było przygotowywanie potrawy z dużego kawałka mięsa lub warzywa, w idealnych okolicznościach z całego zwierzęcia lub całej rośliny. Wyjątek stanowił farsz do nadziewania pi(e)rogów i drobiu, aczkolwiek w większości przypadków nadzieniem były wyselekcjonowane drobne, niepokrojone owoce leśne, grzyby lub ziarna (kasze). W przypadku nadzienia z ryb, ryba była patroszona i rozdzielana na filety, ale nie była rozdrabniana. Dopiero dużo później, pod wpływem kuchni zachodnioeuropejskich, w końcu XVIII wieku, a przede wszystkim w XIX wieku, zaczęto w Rosji mleć mięso, używane jako farsz do niektórych potraw. Ryby i mięsa polewano „wzwarami” (ros. взвар), prekursorami współczesnych sosów. Szczególnie popularne były: wzwar cebulowy, szafranowy, brusznicowy, żurawinowy i kapustny.
Ceniono krowie mleko, a krowy szanowano, gdyż z mleka otrzymywano wiele wartościowych produktów spożywczych:
- śmietanę – zbierano z powierzchni mleka, zanim jeszcze nauczono się jak robić twaróg, i wykorzystywano do sosów i zabielania potraw płynnych,
- twaróg (ser domowy) – pojawił się w XI wieku, był składnikiem m.in. wielkanocnej paschy i różnych zapiekanek, np. w dawnych przekazach odnaleziono przepis na zapiekankę z twarogu, z dynią, kaszą manną, jajami, masłem i kminkiem, po upieczeniu polaną miodem i posypaną tłuczonymi orzechami,
- masło – było dostępne w trzech rodzajach: kremowe na stół (robione z najlepszej jakości słodkiej śmietanki), kuchenne do stosowania w kuchni podczas przygotowywania potraw (robione z gorszej jakości śmietany) oraz topione, które latem solono, aby przedłużyć okres jego trwałości,
- sery – przypominające sery współczesne pojawiły się później, w ten sposób możliwe stało się przechowywanie twarogu przez długi okres podczas dni postnych, gdy mleka ani twarogu nie wolno było jeść; wcześniej za pomocą prasy wyciskano wodę z twarogu i suszono go w piecu, po czym proces jeszcze raz powtarzano, suchy „ser” wkładano do suchego glinianego naczynia, zalewano topionym masłem i przechowywano w chłodnym miejscu.

Na Rusi ceniono także jaja kurze. Jaja przechowywano w soli gruboziarnistej, opiłkach albo suchym owsie, ustawione szerszą stroną ku górze i tak, aby się wzajemnie nie stykały ze sobą. Świeżość jaj sprawdzano przez zanurzenie jaja w roztworze zrobionym z dużej ilości soli kuchennej. Jajo, które opadało na dno było świeże, jajo, które pływało po powierzchni było nieświeże. Kilkudniowe jaja utrzymywały się pod powierzchnią, ale nie opadały na dno naczynia. Na Rusi była „popularna” jajecznica z miodem.

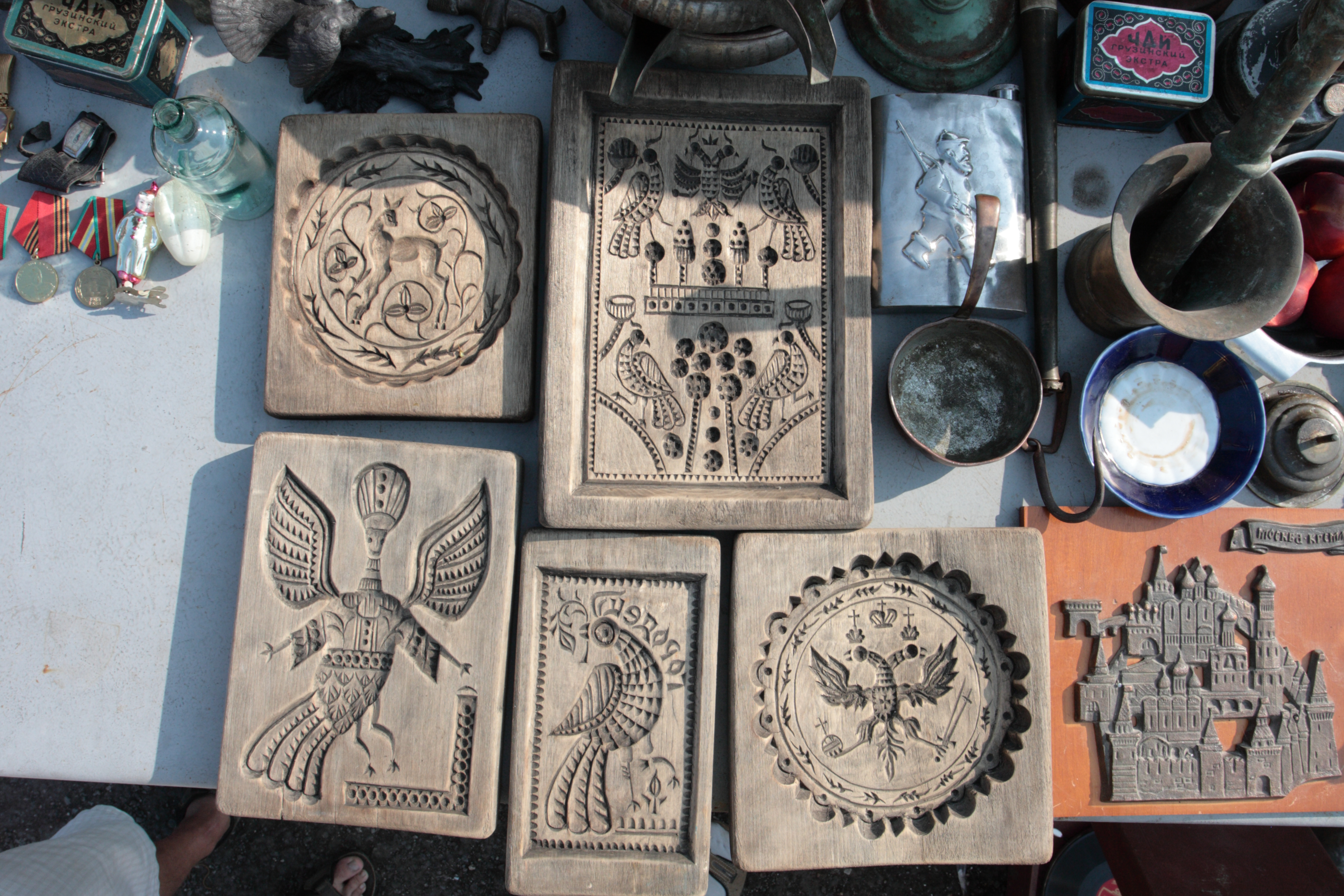
Tradycyjne formy do pierników gorodieckich, wypiekanych w Gorodcu – jednym z najstarszych rosyjskich miast

Rolę deseru pełnił miód i leśne owoce oraz przygotowane z nich smakołyki, a także pieczone pi(e)rogi ze słodkim nadzieniem, bliny z miodem i ołady. Z leśnych owoców robiono także konfitury, słodkie zupy, nadzienie do pi(e)rogów, syropy i rodzaj pastyły. Miód i owoce leśne, zmieszane z mąką, masłem lub jajami, stanowiły ważny składnik do wypieku pierników. Na Rusi wypiekano różne rodzaje pierników, które były ozdobione na wierzchu wzorami, np. wizerunkiem ryby, żar-ptaka czy ptaka rajskiego. Do tego celu wykorzystywano drewniane deski z wyciętymi w drewnie wzorami, które odciskano na piernikowym cieście, albo ręcznie lepiono z ciasta ozdoby, którymi dekorowano pierniki. Robione ręcznie pierniki były drogie, wykonywane na indywidualne zamówienie klienta według jego upodobań. Często takie pierniki wręczano jako prezent np. dla gościa z zagranicy lub na imieniny. W dniu imienin piernik dla gości łamano na kawałki nad głową solenizanta, bowiem wierzono, że im więcej okruszek na niego spadło, tym większy czekał go dobrobyt. Suche i utłuczone leśne owoce przechowywano, aby móc wykorzystać zimą do sporządzania różnych potraw. Przodkowie Rosjan lubili wszelkie łakocie. Cukier był bardzo drogi i mogli go kupić jedynie najbogatsi z bogatych, np. na carskim stole był podawany pi(e)róg cukrowo-miodowy. Jedzono także orzechy. W przydomowych sadach rosły jabłonie, grusze i wiśnie, których owoce wykorzystywano w celach kulinarnych.
Pito kwas chlebowy (różne rodzaje), miody pitne, wino z soku brzozowego, wino chlebowe (prekursor wódki), piwo, mors, buzę i sycerę. Mleko aż do XVII wieku było używane do picia stosunkowo rzadko. Moskiewska wódka pojawiła się między 1448 a 1474 rokiem i była produkowana z nasion żyta. Proces rozpowszechniania wódki zaczął się w końcu XV i na początku XVI wieku, wtedy też po raz pierwszy ustanowiono na nią monopol. Pierwsza publiczna knajpa została otwarta w Moskwie naprzeciwko Kremla w 1533. Czerwone wino było sprowadzane z Bizancjum i było bardzo drogie. W późniejszym okresie zaczęto sprowadzać także wino białe i czerwone z Europy Zachodniej. Na jarmarkach i rynkach sprzedawano silny, średni lub słaby (w zależności od zawartości alkoholu) ciepły napój miodowy zbiteń. Trudnili się tym uliczni sprzedawcy. Z suszonych ziół, traw, liści lub jagód zaparzano do picia gorący czaj (napar z ziół), w tym ze sfermentowanych i wysuszonych liści wierzbówki tzw. Iwan czaj.

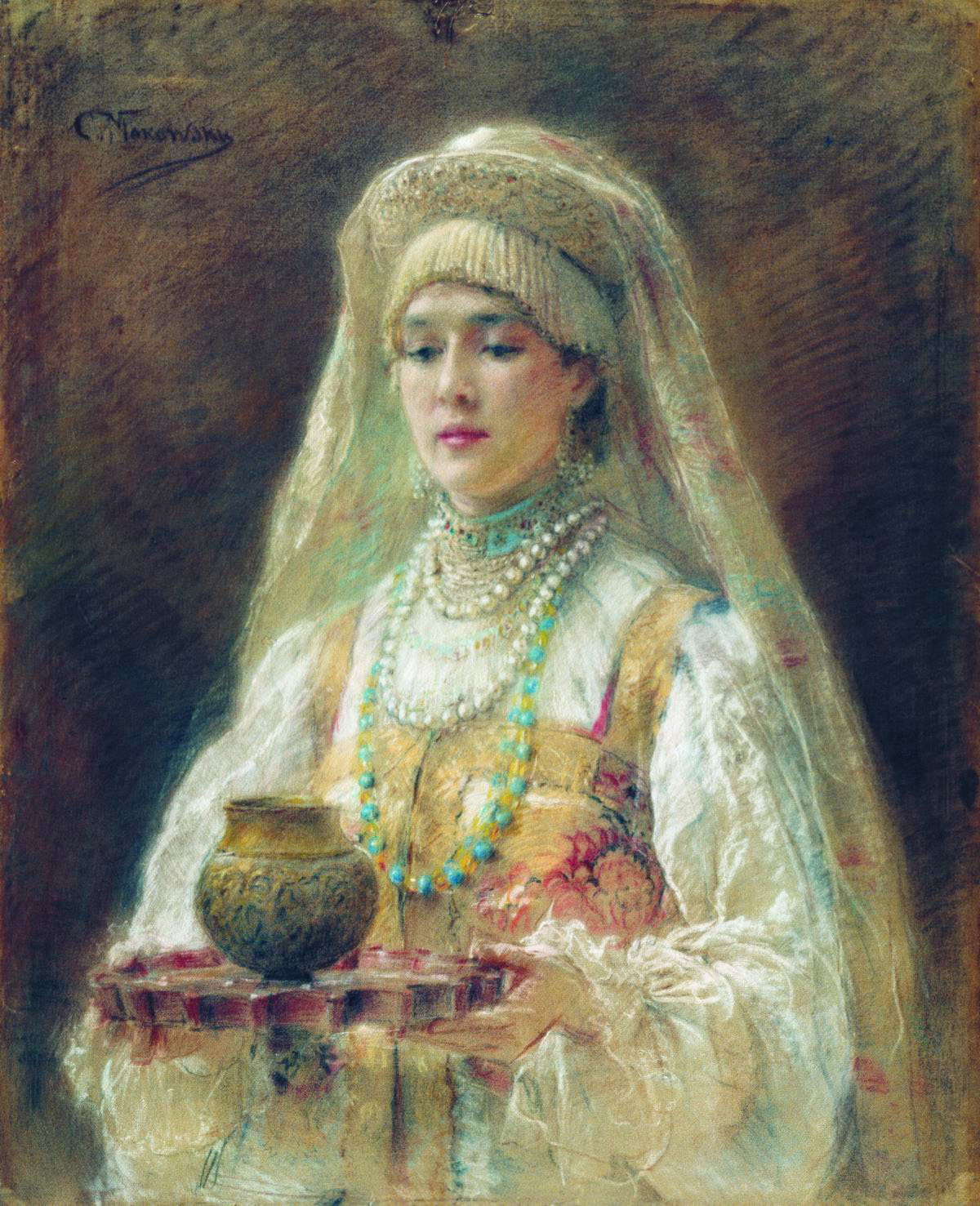
Puchar miodu pitnego, obraz Konstantina Makowskiego

Miód był artykułem eksportowanym z Rusi do innych krajów. Był pozyskiwany z pasiek oraz od dziko żyjących pszczół w lasach liściastych. Z miodu wyrabiano różne rodzaje miodów pitnych, np. chmielowy, malinowy, lipowy, jagodowy, wiśniowy czy owocowy. Stosowano do tego różne metody produkcji, np. mieszanie miodu z wodą w zmiennych proporcjach, dodawanie drożdży i kromki chleba. Miody pitne aromatyzowano przyprawami. Był to słodki i przezroczysty napój bez piany, który pito w specjalnych pucharach, wykonanych z drewna, brązu lub srebra. Miód bojarski charakteryzował się wysoką zawartością miodu i chmielu. Prawie każdy monaster miał opracowaną własną recepturę miodu pitnego. Wasyl III wprowadził monopol na produkcję i sprzedaż miodów pitnych, tzn. każdy trudniący się produkcją lub sprzedażą musiał oddawać pewien procent zysku do kasy władcy.
Na Rusi ceniono ryby, które obficie występowały w rzekach. Wybór potraw rybnych był spory: rybie mięso mieszano z ciastem i wypiekano korowaje, ryby faszerowano warzywami lub kaszą, z kolei farsz rybny formowano na kształt kury lub łabędzia po czym zapiekano w piecu, utłuczoną suszoną rybę mieszano razem z ugotowaną kaszą, a także gotowano zupę rybną uchę. Świeże duże ryby oraz kawior były w owym czasie artykułami delikatesowymi, świeży łosoś, jesiotr czy szczupak gościły jedynie na stole u bogatych bojarów, kniazi i książąt. W okresie staroruskim znano jedynie ikrę czarną. Już wtedy istniały różne rodzaje ikry, drogie i tańsze, zależne nie tylko od gatunku ryby, ale także od wielkości i jakości ziaren, sposobu przygotowania, zawartości soli lub przypraw. W dni postne jedzono też raki rzeczne. Raki gotowano w bulionie własnym z rzepą i cebulą. Po ugotowaniu najpierw jedzono płyn, a następnie osobno raki, albo obierano mięso z raków i wkładano z powrotem do zupy.
W końcu XV wieku zamożni kniazie, bojarzy i książęta zaczęli zatrudniać u siebie na dworach profesjonalnych kucharzy. Zostały też ustanowione trzy kategorie zawodu piekarza: piekarze produkujący wypieki z ciasta filo i przaśnego (Grecy), piekarze od ciasta żytniego i kwaśnego (Rosjanie), oraz piekarze od słodkich ozdobnych wypieków z mąki pszennej (Tatarzy).

### Okres (staro)moskiewski

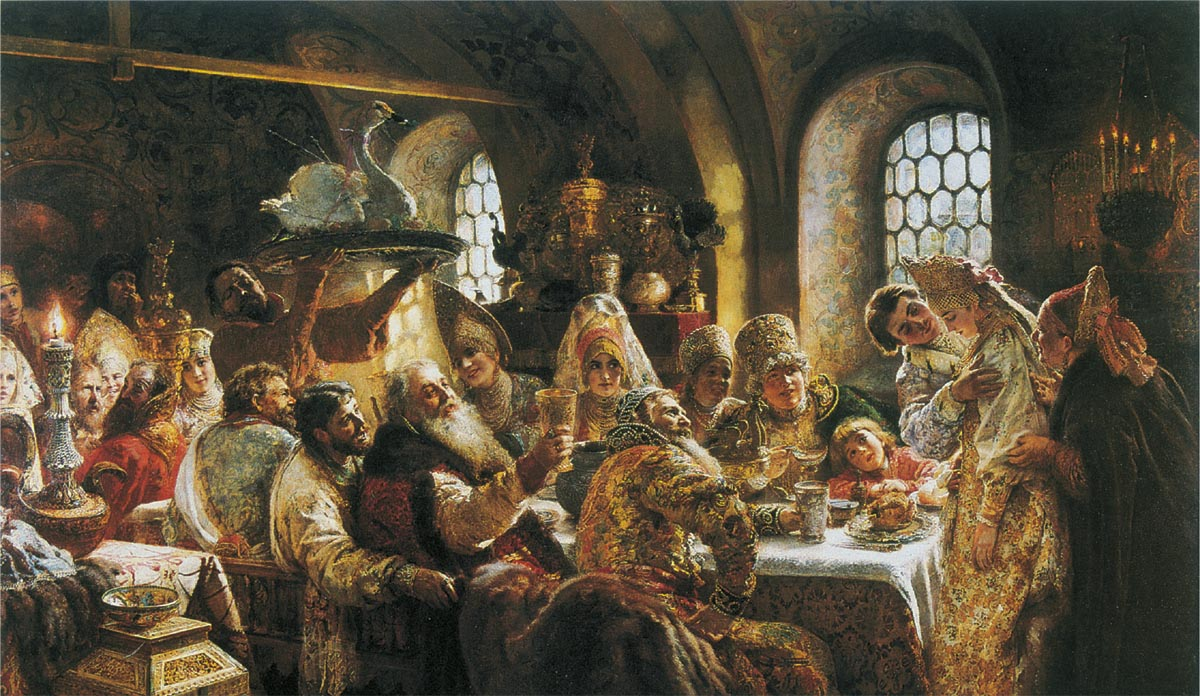
Bojarska uczta weselna z XVII wieku; na półmisku łabędź – główny ptak goszczący wówczas na carskim stole; obraz olejny Konstantina Makowskiego z 1883

Okres kuchni staromoskiewskiej obejmuje XVII wiek i odnosi się do scentralizowanego państwa moskiewskiego, czyli Carstwa Rosyjskiego ze stolicą w Moskwie, w której koncentrowało się wówczas życie polityczne i kulturalne. W latach 1601–1603, w okresie kryzysu Carstwa Rosyjskiego, wystąpiła klęska głodu, wywołana czynnikami związanymi ze środowiskiem naturalnym, lecz zaostrzona czynnikami socjalnymi.
Określenie kuchnia staromoskiewska dotyczy głównie kuchni wyższych warstw społecznych, mieszkających w Moskwie lub jej sąsiedztwie, stąd jej nazwa. W okresie staromoskiewskim narodowa kuchnia Rosjan rozdzieliła się na kuchnię dla bogatych i ubogich. W XVII wieku kuchnia dworu i bojarów ewoluowała w kierunku coraz bardziej kompleksowej i wyrafinowanej, podczas gdy kuchnia narodowa stała się prostsza i uboższa. Zróżnicowanie spożywanego jadła z uwagi na przynależność klasową było główną cechą odróżniającą ją od kuchni staroruskiej, albowiem na dawnej Rusi na stołach bogatych i biednych gościły takie same potrawy, a różnica dotyczyła jedynie ilości dostępnego pożywienia. Czynniki takie jak: rozwój wymiany handlowej, wprowadzenie monopolu na niektóre towary (np. wódkę, kawior, miód, sól, konopie i ryby o czerwonym mięsie) oraz zastąpienie pieniądzem wymiany bezgotówkowej prowadziły do dalszego pogłębiania się różnic pomiędzy kuchnią bogaczy i chłopstwa, gdyż początkowo warstwy uprzywilejowane sprowadzały jedynie wino i suszone owoce. Tym niemniej kulinarne preferencje carów i szlachty wywierały wpływ na kuchnię narodową. Przyprawy oraz produkty spożywcze, nawet te kosztowne lub egzotyczne, były dostępne dla każdego, kto był w stanie za nie zapłacić żądaną cenę, zaś dzięki sługom przepisy kulinarne i nowe metody gotowania, stosowane na dworach szlacheckich i bojarskich, docierały do gospodarstw przedstawicieli niższych warstw społecznych. Rosyjska kuchnia w XVII wieku dysponowała już zróżnicowanym repertuarem potraw, jednak kunszt gotowania oraz sztuka łączenia poszczególnych produktów i nadawania potrawom smaku pozostawały jeszcze na niewysokim poziomie. Używanie nieodpowiednich, nieprawidłowo przechowywanych i łatwo jełczejących tłuszczów sprawiało, że jedzenie szybko się psuło, traciło smak i brzydko pachniało. Dlatego jeszcze w XVII wieku preferowano w kuchni rosyjskiej gotowanie, kwaszenie i solenie, które nie wymagały użycia masła czy olejów. W dalszym ciągu był też przestrzegany staroruski zakaz łączenia ze sobą niektórych produktów. Również niedopuszczalne było rozdrabnianie, mielenie i rozdzielanie mięsa na małe kawałki, co wynikało z obawy przed zmieszaniem z produktem gorszej jakości. Ze względu na te zakazy dawnej kuchni rosyjskiej obce były kotlety, pasztety i inne potrawy wykorzystujące farsz, a także zapiekanki i puddingi, czyli wszelkie potrawy stanowiące połączenie różnych składników.
Posiłki bojarów i elity społecznej składały się z wyszukanych potraw, serwowanych w obfitych ilościach, szczególnie podczas dni świątecznych. Podczas uczt carskich na stole gościły zimne i ciepłe zakąski, pieczone łabędzie, pieczone głowy baranie i świńskie, gęsi i kury, bliny, korowaj, galarety z mięsa, ikra, zupa rybna i zupa z kury, sosy tzw. wzwary, kasze, kapusta kiszona, solone ogórki, rzepa, arbuzy, dynie, winogrona z Bizancjum, miody pitne, kwas, wina greckie i piwa do picia. Pod koniec uczty słudzy wnosili pierniki i pi(e)rożki. Czas umilały gościom muzyka, tańce i śpiew. Potrawy i napoje serwowano w naczyniach wykonanych ze złota, srebra lub pozłacanych, bogato zdobionych inkrustacjami oraz wysadzanych drogocennymi kamieniami. Na stole znajdowały się też zestawy sztućców przeznaczonych specjalnie do porcjowania mięsa, które było podawane w całości lub dużych sztukach.
Kuchnia ubogich Rosjan pozostała prosta: posiłek w chłopskiej chacie składał się z gorącej zupy, umieszczonej w naczyniu na środku stołu, misy z kaszą i żytniego chleba. Stół stał w ozdobionym ikonami rogu chaty. Chłopi wierzyli bowiem, że stół z chlebem był „ołtarzem”, bez niego zaś zwykłą deską. Spożywali oni bogaty w składniki odżywcze ciężki chleb żytni. Główną rośliną konsumpcyjną uprawnianą na terenie Rosji w XVII wieku było bowiem żyto, które zajmowało 50% areału uprawnego, albowiem dobrze znosiło niskie temperatury, w porównaniu do pszenicy wymagało mniejszej ilości opadów i płytszej orki, lepiej rosło na tamtejszych glebach bielicoziemnych i lepiej konkurowało z chwastami. Biały chleb (bułka) nie był znany chłopstwu, można go było kupić jedynie w miastach u francuskich i niemieckich piekarzy.
Do gotowania gospodyni służyło zaledwie kilka garnków i rondli oraz olbrzymi piec, który ze względu na swą konstrukcję nadawał się do powolnego i długotrwałego gotowania zup, potraw jednogarnkowych i kaszy, stanowiących podstawę chłopskiego jadłospisu. Każdy członek rodziny miał własną łyżkę do jedzenia, zaś potrawa była umieszczona w jednym, wspólnym naczyniu, do którego każdy sięgał swoją łyżką. Osobiste łyżki były bogato rzeźbione lub malowane techniką chochłomy. Wspólne jedzenie pozwalało zaoszczędzić na kupowaniu i myciu dodatkowych naczyń stołowych. Również gość był proszony o wzięcie udziału we wspólnym posiłku. W tym czasie na stole pojawiły się także nowe, bardziej wymyślne potrawy postne.
Kulinarne tradycje staromoskiewskie były tak silnie zakorzenione, że przetrwały aż do początku XX wieku w historycznej dzielnicy Moskwy Zamoskworieczje, pomimo że dominująca kuchnia zmieniła się do tego czasu aż trzykrotnie. W XIX wieku w tej dzielnicy Moskwy, położonej w stosunku do Kremla na drugim brzegu rzeki Moskwy, osiedlali się bogaci kupcy m.in. Paweł Trietjakow.

### Kuchnia za panowania Piotra Wielkiego i Katarzyny Wielkiej

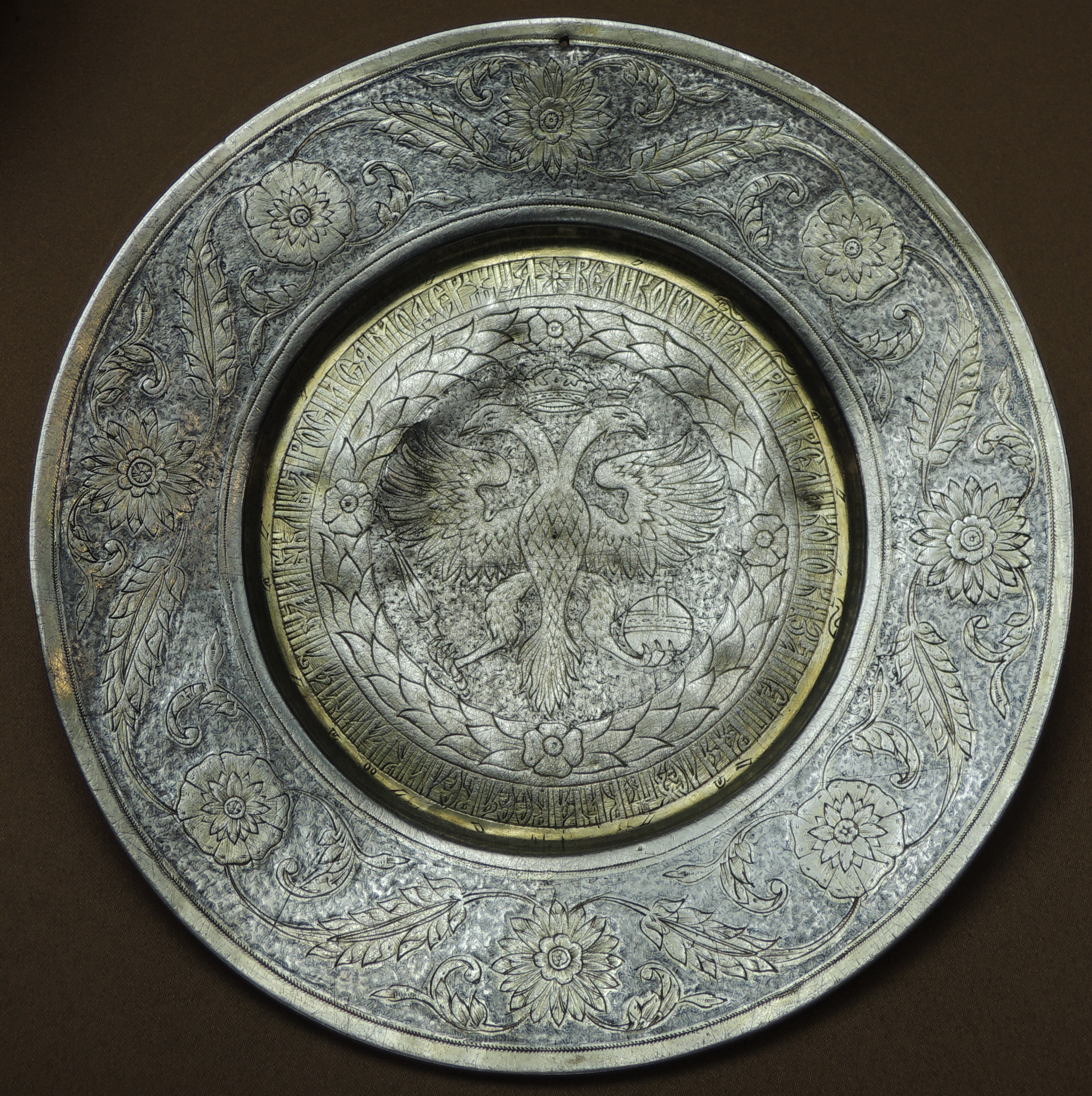
Talerz Piotra Wielkiego; Państwowe Muzeum Historyczne w Moskwie

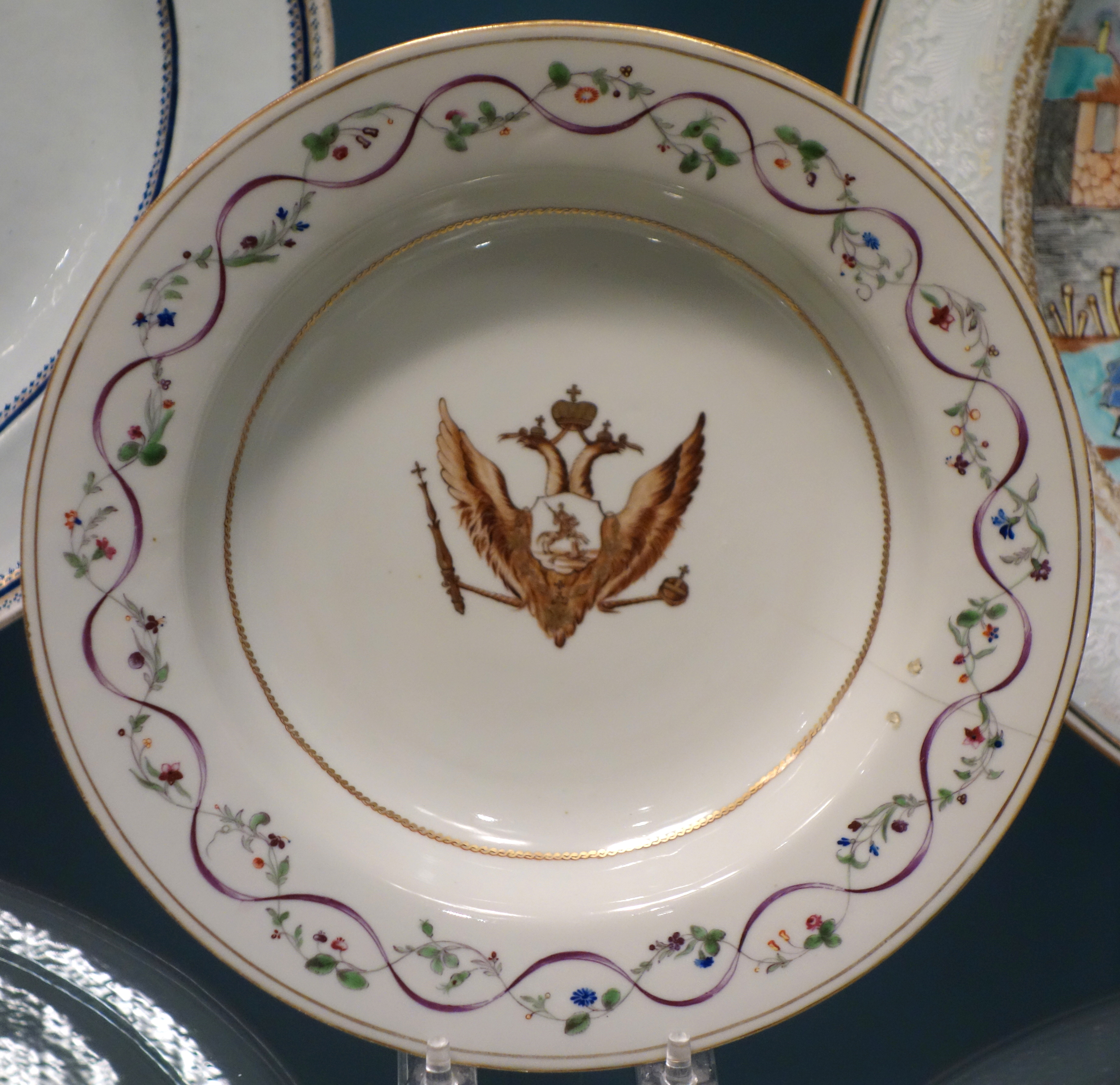
Talerz na zupę z chińskiej porcelany Katarzyny Wielkiej

Za sprawą Piotra I, który ukierunkował Rosję na Zachodnią Europę i nakazał wzorować się na zachodnioeuropejskich obyczajach kulinarnych, w tradycyjnej kuchni rosyjskiej dokonały się duże zmiany, a Piotr I bywa z tego powodu nazywany reformatorem kuchni. Władca przywiózł ze swoich zagranicznych wojaży i spopularyzował wśród naśladujących go możnowładców włoskie makarony i twarde sery holenderskie, co w późniejszym okresie zaowocowało rozwojem serowarstwa i powstaniem pierwszej fabryki makaronu w 1790. Przeszczepił też na grunt rosyjski obyczaj picia filiżanki kawy po obiedzie oraz picie napoi alkoholowych w zajazdach, w których można było przy trunku posiedzieć i porozmawiać wspólnie z przyjaciółmi i znajomymi. Nie przyjęło się natomiast w Rosji picie gorącej czekolady. Z Niderlandów Piotr I przywiózł też ziemniaki i kazał brać przykład z kuchni holenderskiej – ściany pomieszczenia miały być białe i miał panować nienaganny porządek. Holenderski piec nie nadawał się jednak do gotowania tradycyjnych potraw rosyjskich. Piotrowi I przypisuje się wprowadzenie mody na kubki ozdobione portretem właściciela. Dzięki niemu na dworze rosyjskim podczas przyjęć zaczęła obowiązywać etykieta stołowa, czyli zasady kulturalnego jedzenia przy stole, mówiły one m.in. o myciu rąk przed jedzeniem, niejedzeniu „jak świnia”, niemachaniu nogami pod stołem, nieczyszczeniu zębów nożem, niewycieraniu ust ręką, nieoblizywaniu palców, niegryzieniu kości, oraz o wytarciu rąk i twarzy po posiłku itp.
Ten etap rozwoju kuchni rosyjskiej rozpoczął się na przełomie XVII i XVIII wieku. Trwał do początku XIX wieku. W tym czasie doszło do dalszego, radykalnego pogłębienia się różnicy pomiędzy kuchnią klas panujących a tradycyjną kuchnią prostego ludu. Cechą charakterystyczną kuchni rosyjskiej elity w XVIII wieku było przejmowanie zachodnioeuropejskich tradycji kulinarnych. W XVII wieku kuchnia elit utraciła narodowy charakter. Otwarcie, a czasami nawet w demonstracyjny sposób zrywano z rosyjskimi tradycjami kulinarnymi. W drugiej połowie XVIII wieku te nawyki i brak szacunku dla narodowej kuchni w różnym stopniu przejęła reszta szlachty.
Za panowania Piotra Wielkiego zamożna elita sprowadzała do siebie kucharzy i szefów kuchni z krajów niemieckich, Holandii i Austrii, natomiast za panowania Katarzyny Wielkiej wśród elity nastała moda na kucharzy francuskich, a nawet angielskich. Nowe potrawy, między innymi z mięsa mielonego, jak i desery z Paryża, gościły na stołach majętnych mieszkańców Moskwy i Sankt Petersburga. Zakąski stały się w tym czasie całkiem osobnym od obiadu daniem na stole elity arystokratycznej i rządzącej. Do dotychczasowych tradycyjnych zakąsek (mięsa w galarecie, szynki, bużeniny, kawioru, bałyku i solonych ryb o czerwonym mięsie) bogaci Rosjanie dołączyli m.in. niemieckie kanapki oraz francuskie i holenderskie sery. Obok dotychczas przyrządzanych ryb rzecznych na stole zaczęły gościć ryby morskie z Atlantyku i Bałtyku. Pod koniec XVIII wieku liczni przedstawiciele zamożnej arystokracji i możnowładcy zaczęli zamawiać w Paryżu z dostawą do Petersburga i Moskwy wyroby cukiernicze – słodkie wypieki i słodycze. Niektórzy nawet specjalnie jeździli do Paryża, aby degustować tam potrawy i drinki.
Na początku XVIII wieku sprowadzone do Rosji ziemniaki wyparły rzepę jako źródło skrobi. Jedynie w północnej części Rosji aż do końca XVIII wieku rzepa (w postaci purée lub gotowana z mięsem) była spożywana w dużych ilościach, pokrywając znaczną część dziennego zapotrzebowania energetycznego. W tym samym czasie oprócz ziemniaków dotarły do Rosji także inne produkty spożywcze z Nowego Świata, m.in. pomidory, papryka, słonecznik i czekolada. Do menu przeniknęły potrawy z mięsa mielonego: kotlety, zapiekanki, pasztety i rolady. Na stole zaczęło gościć masło śmietankowe. Z obcych kuchni zostały też zapożyczone zupy: mleczna, warzywna i zupy krem o gładkiej, homogenicznej konsystencji uzyskanej przez przetarcie lub współcześnie przez zmiksowanie składników po ugotowaniu. Nie tylko obca receptura kucharska, ale również nakrycia stołowe, sztućce, technologia kulinarna i połączenia produktów, charakterystyczne dla kuchni francuskiej, niemieckiej, angielskiej, szwedzkiej i niderlandzkiej, dotarły do Rosji przez zagranicznych kucharzy i zadomowiły się w kuchni rosyjskiej. W późniejszym okresie europejscy kucharze najwyższej rangi, pracujący dla rosyjskiej arystokracji, przekształcili lokalne produkty i chłopskie potrawy w haute cuisine. Na przykład kucharze francuscy dodawali do uchy ziemniaki, marchewkę, kaszę, kawałki mięsa z kury lub indyka oraz pod koniec gotowania masło, a nawet pokrojone świeże pomidory. Francuski wariant uchy nie przyjął się wśród prostego ludu. Swoją działalnością zagraniczni kucharze, głównie francuscy, wywarli wpływ na kształt kuchni rosyjskiej.
Z napojów alkoholowych na stołach pojawiły się: ratafia i nalewka Jerofieicz. Od czasów Piotra I na popularności coraz bardziej zyskiwały ciężkie wina węgierskie i wina reńskie, które były preferowane względem lekkich win francuskich i włoskich. Z tego okresu pochodzi też powiedzenie „Pij do dna”.

### Kuchnia petersburska
W latach 1712–1918 Petersburg był stolicą Imperium Rosyjskiego. W ostatnim ćwierćwieczu XVIII wieku Sankt Petersburg pełnił także rolę lidera kulinarnego – pracowali tam wybitni francuscy kucharze zatrudniani przez elitę. Pod koniec XVIII wieku dobiegł też końca jednokierunkowy napływ zachodnioeuropejskich nowinek i technologii kulinarnych, i rozpoczął się proces dopasowywania tych innowacji do warunków rosyjskich, przy czym nowości kulinarne z dworu carskiego najpierw pojawiały się na stole stołecznej arystokracji i wysokiej rangi urzędników państwowych, aby następnie stopniowo docierać na stoły coraz to niższych warstw społecznych.
W XVIII wieku istniał już duży wybór wypieków, w tym wszelakich słodkich bułeczek, które sprzedawcy roznosili po rynku, na bazarach i sprzedawali jeszcze ciepłe. W końcu XVIII wieku i na początku XIX wieku pojawiły się też nowe potrawy. Zaczęto również wytwarzać czekoladowe słodycze na wzór francuskich, które do tej pory były jedynie sprowadzane. Czekoladki pakowano w ozdobne pudełeczka nazywane z języka francuskiego bombonierkami (ros. бонбоньерка). Pięknie opakowane czekoladki w pudełku z kokardą były artykułem luksusowym. Czekoladki sprzedawano na sztuki, a nie na wagę. Pojawił się zwyczaj wręczania bombonierki w podarunku, np. na urodziny, gdy przychodziło się do kogoś w odwiedziny, a nawet jako łapówki. Damy mogły otrzymać przez posłańca czekoladowe „słodycze z niespodzianką” (ros. конфеты с сюрпризом), czyli ukrytym drogocennym drobiazgiem od adoratora. Picie gorącej czekolady było przywilejem jedynie arystokracji. Na popularności zaczęła natomiast zyskiwać kawa, szczególnie w Petersburgu, podczas gdy w Moskwie preferowano picie herbaty. Cukier i czekoladki pozostawały artykułami drogimi aż do upowszechnienia produkcji cukru z buraków w europejskich cukrowniach.
W latach 90. XVIII wieku wiele książek kucharskich, w których przepisy na rosyjskie potrawy stanowiły znikomą część wśród przepisów zagranicznych, zostało przetłumaczonych z języka niemieckiego i francuskiego. Dopiero po wojnie napoleońskiej z 1812, wzrost patriotyzmu w kraju i sprzeciw kręgów słowianofilskich przeciwko masowym wpływom zagranicznym sprawiły, że niektórzy przedstawiciele warstw uprzywilejowanych ponownie skłonili się ku narodowej kuchni rosyjskiej. Pomimo wysiłków patriotów rosyjskich, aby ocalić od zapomnienia bogactwo potraw narodowej kuchni, wiele przepisów bezpowrotnie zaginęło. Wasilij Lewszyn w książce pt. Rosyjska kuchnia (ros. Руская поварня) z 1816 roku zebrał zachowane wśród prostego ludu przepisy na chłopskie potrawy. W przedmowie do książki Lewszyn skrytykował kuchnię francuską za zakłócanie czystości rosyjskiego smaku, za wprowadzanie niepotrzebnej kompleksowości, obcych i trudnych do nabycia składników oraz za nadmiar trudnych do strawienia przypraw. Uważał, że kuchnia francuska stanowi zagrożenie dla narodowej kuchni rosyjskiej.
W XIX wieku w Petersburgu powstawały i stamtąd rozchodziły się na całe imperium nowe trendy kulinarne, podczas gdy stara stolica, Moskwa, pozostała wierna poprzednim, moskiewskim tradycjom kulinarnym. W rozwoju kuchni rosyjskiej tego okresu niebagatelną rolę odegrał legendarny kucharz francuski Marie-Antoine Carême, który przybył do Rosji na osobiste zaproszenie generała Piotra Bagrationa – wielkiego konesera sztuki kulinarnej. W tym okresie powrócono do starego rosyjskiego sposobu podawania jedzenia na stół, który polegał na serwowaniu tylko jednego dania jednocześnie zamiast zapożyczonej z kuchni francuskiej metody, stosowanej w XVII i XVIII wieku, polegającej na jednoczesnym wystawianiu na stół wszystkich potraw. Poza tym znacznie ograniczono liczbę potraw konsumowanych podczas jednego posiłku. Zaczęto też stosować odpowiednią kolejność podawania potraw do stołu podczas obiadu, na przemian serwując potrawy ciężkostrawne oraz lekkostrawne i pobudzające apetyt. Zaprzestano również podawać drób i zwierzęta w całości. Mięso podawane na stół było już porcjowane. Potrawy z mielonego lub ubijanego mięsa, które zajmowały ważne miejsce na stołach elit w XVIII wieku, francuscy kucharze zaczęli zastępować różnego rodzaju kotletami z całych kawałków mięsa, z baraniny lub wieprzowiny z kostką, befsztykami i antrykotami, jako bardziej naturalnymi i bliskimi narodowej kuchni. Starano się popularyzować ziemniaki, które dotarły do Rosji w latach 70. XVIII wieku, w postaci dodatku do mięsa. „Rosyjscy” kucharze francuscy usiłowali wyeliminować ciężkostrawność niektórych potraw rosyjskich, np. zrezygnowali z zagęszczania szczi bezsmakową mąką rozrobioną w wodzie. Zaproponowali, aby kwaśne ciasto żytnie w pi(e)rogach zastąpić delikatniejszym średnio drożdżowym ciastem francuskim z mąki pszennej. Wprowadzili też szybszą metodę przyrządzania ciasta drożdżowego z prasowanych drożdży bez zaparzania. Szkole francuskiej kuchnia rosyjska zawdzięcza także umiejętność łączenia różnych składników w przepisach kulinarnych (sałatki, winegret, garnirowanie) i dokładne dozowanie, które wcześniej nie były stosowane, oraz zapoznanie z nieznanymi zachodnioeuropejskimi narzędziami i urządzeniami kuchennymi.

### Kuchnia w XIX wieku

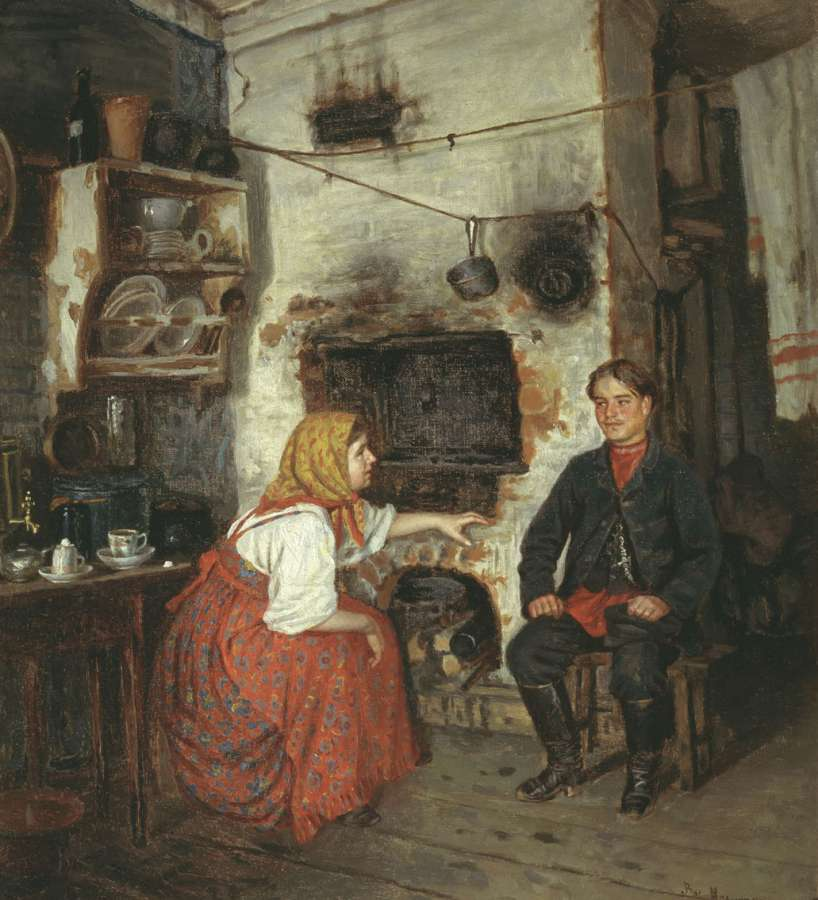
Kuchnia, XIX wiek, obraz olejny Wasilija Małyszewa (ur. 1843), Narodowe Muzeum Sztuki Republiki Sacha w Jakucku

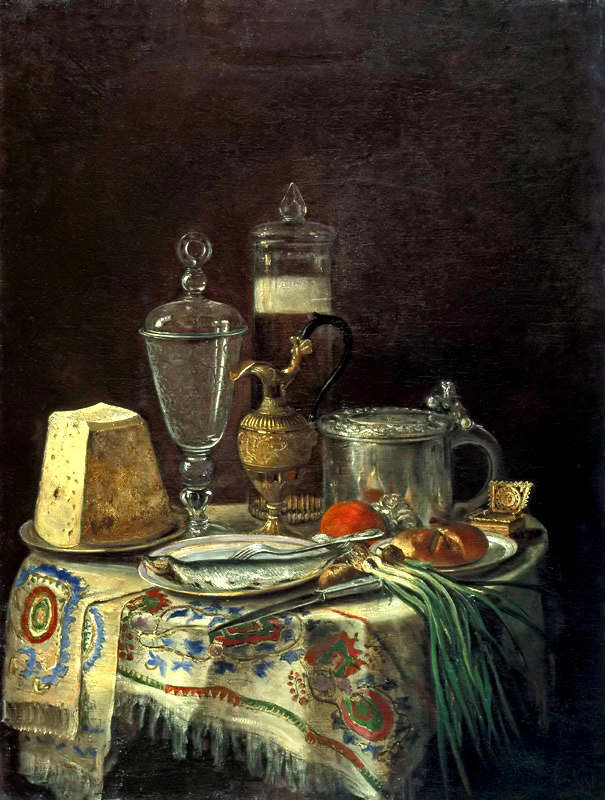
Martwa natura namalowana przez cesarzową Rosji Marię Fiodorowną w 1868; Muzeum Sztuk Pięknych Republiki Karelii w Pietrozawodsku

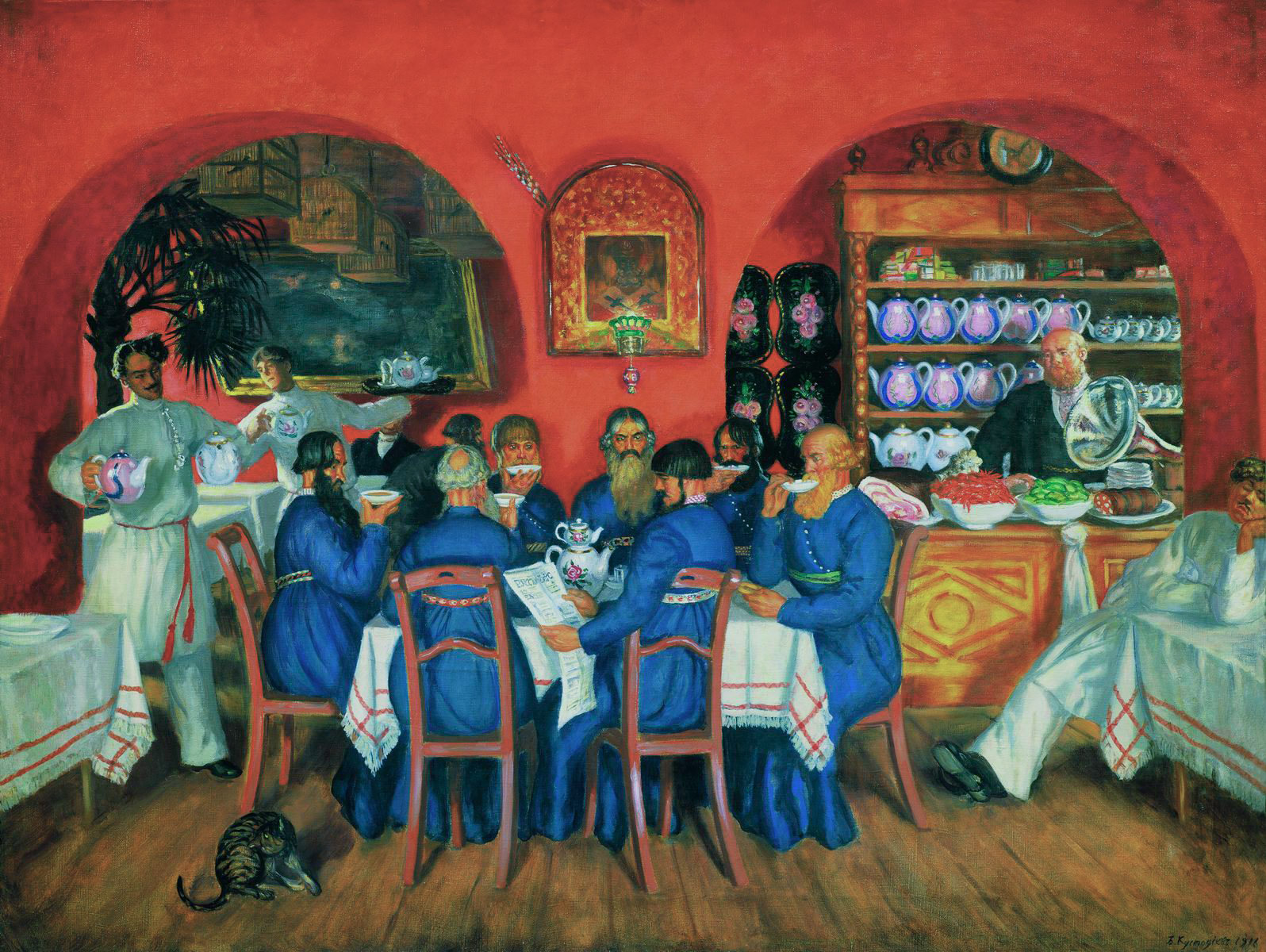
W moskiewskim zajeździe, 1916, obraz Borisa Kustodijewa w Galerii Tretiakowskiej

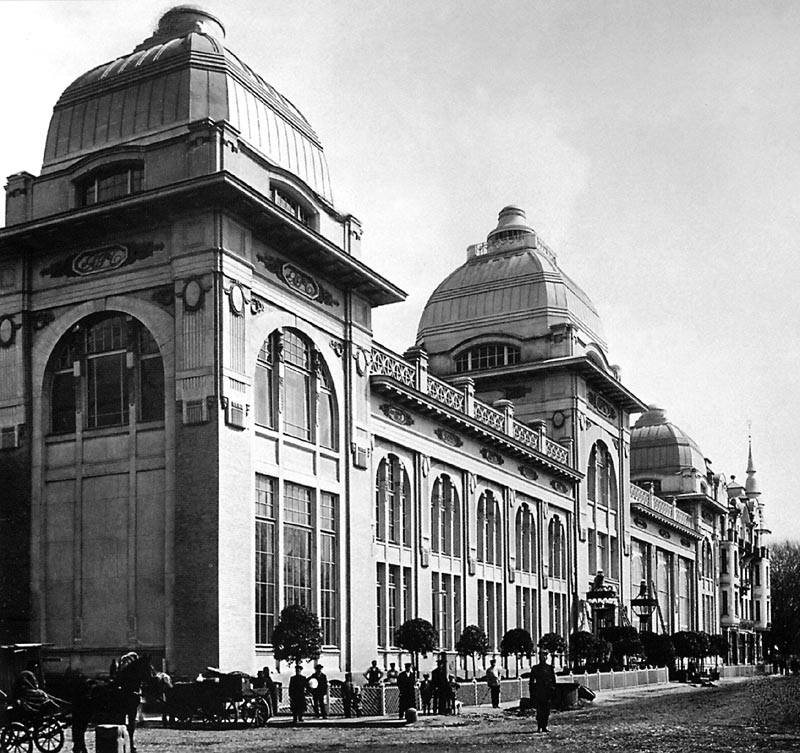
Restauracja „Jar” w 1910

Pod koniec XVIII wieku i na początku XIX wieku w wyższych kręgach społecznych wprowadzono menu, czyli możliwość dokonania wyboru i zamówienia danej potrawy, obrusy na stołach były białe i pokryte bezbarwnym woskiem, a służący natychmiast wycierali ewentualne plamy, goście dysponowali serwetkami, które ochraniały ubranie przed poplamieniem w czasie posiłku, na stole stawiano naczynka na musztardę i sosjerki, wino przelewano do ozdobnych butelek z dekoracyjną zatyczką, do herbaty dodawano likieru, koniaku lub rumu, obowiązywały surowe zasady etykiety. Kucharze zaczęli specjalizować się w gotowaniu danego typu potraw, np. byli kucharze od potraw mięsnych, od potraw z ryb czy wyłącznie od sałatek. Powstałe warstwy społeczne (wielmożowie, szlachta, kupcy, mieszczanie, żołnierze i chłopi) wykształciły własne specyficzne zwyczaje kulinarne, np. śniadanie wielmoża było spożywane między godziną 8 a 9 i składało się z gorącego mleka, herbaty lub kawy, chleba z masłem śmietankowym, miodu, jaj, kaszy i konfitur; wśród wielmożów i szlachty za niekulturalne uznawano dmuchanie na gorącą herbatę lub jej przelewanie w celu ostudzenia, podczas gdy kupcy przelewali herbatę na spodeczek i pili ze spodka lub dmuchali i głośno gryźli kawałki cukru; biedniejszych od szlachty i kupców mieszczan nie było stać na zakup mięsa, jedli więc głównie szczi, kasze, postne pi(e)rogi i ziemniaki, na śniadanie pili czaj, ale nie zawsze mogli pozwolić sobie na wystarczającą ilość cukru, stąd kawałek cukru trzymano w buzi i rozgryzano dopiero przy ostatniej szklance herbaty; również chłopi jedli mało mięsa, ich jadłospis opierał się na kaszach z masłem postnym i szczi z zacierkami z żytniej mąki, wypiekali też pi(e)rogi z jagodami, kapustą lub grzybami, uzupełniali dietę rzecznymi rybami, biały chleb i jajecznicę jedli jedynie od święta, czarny chleb żytni z czosnkiem i solą popijali zimnym mlekiem; kuchnia w armii serwowała w koszarach przede wszystkim różne rodzaje kasz z kawałkami mięsa, szczi z mięsem, ser, śledzie i inne ryby oraz owocowy kompot, inaczej przedstawiało się menu na balach oficerskich.
W XIX wieku w domach arystokratów rosyjskich do łask powróciła kuchnia tradycyjna. Francuscy kucharze starali się nadać tradycyjnym potrawom bardziej wyrafinowany smak, aby to osiągnąć zaprzestali dodawać mąkę do zup i zastąpili kwaśne ciasto żytnie delikatniejszym ciastem z mąki pszennej. Jako przystawkę do dania głównego popularyzowano ziemniaki, a zamiast potraw z mięsa mielonego serwowano mięso w bardziej naturalnej postaci: befsztyków, kotletów i porcji mięsa z kością.
Podczas gdy kuchnia najwyższych klas społecznych w dalszym ciągu ulegała udoskonaleniu i wysublimowaniu, na prowincji w dworkach trwał aż do lat 70. XIX wieku spontaniczny proces zbierania przepisów na zapomniane narodowe potrawy, których twórcami byli utalentowani, lecz nieznani pańszczyźniani kucharze. Po zniesieniu pańszczyzny w 1861 narodowa kuchnia była wytrwale praktykowana w domach kułaków oraz drobnych i średnio zamożnych kupców, a jej repertuar został wzbogacony. W latach 70. i 80. XIX wieku rosyjska kuchnia narodowa uległa udoskonaleniu, a w restauracjach znajdywali zatrudnienie utalentowani kucharze z ludu.
W XIX wieku kuchnia francuska w dalszym ciągu dominowała w Petersburgu – dyplomatycznej stolicy kraju, podczas gdy w Moskwie – dawnej stolicy – pozostawali bardziej wierni rosyjskim tradycjom gastronomicznym. Obie kuchnie, tradycyjna rosyjska i zapożyczona francuska, współistniały obok siebie. W bogatych domach zatrudniano zarówno zawodowych kucharzy francuskich, jak i rosyjskich, aby francuskie i rosyjskie potrawy były obecne w menu. Tradycyjne potrawy były spożywane w domach na co dzień, zaś francuskie na oficjalnych wystawnych bankietach. Wszelkie zagraniczne towary i usługi były uważane za symbol statusu społecznego. Jednocześnie zamożni Rosjanie zabierali ze sobą do europejskich kurortów rodzimych kucharzy, aby gotowali dla nich typowo rosyjskie potrawy (botwinkę, barszcz, wareniki), gdy mieli na nie chęć, a których nie potrafili przyrządzić kucharze zagraniczni.
Dzięki intensywnemu rozwojowi kolei żelaznej i sieci dróg w latach 70. XIX wieku poprawiła się komunikacja pomiędzy różnymi, nawet odległymi terytoriami w Rosji, to z kolei przyczyniło się do zetknięcia ze sobą regionalnych kuchni oddalonych od siebie obszarów i stworzyło nowe perspektywy rozwoju. W ten sposób Rosjanie poznali m.in. miód i kumys z Baszkortostanu, mięso renifera z okolic Murmańska, uralskie i syberyjskie pielmieni, dońskie pi(e)rogi-kurniki, potrawy z dziczyzny stepowej (frankolin obrożny, drop zwyczajny, strepet), dalekowschodnią rybę gorbuszę, czerwoną ikrę z ryby kety i solone rydze z Kargopola. Ze względu na wzrost zainteresowania tradycyjną kuchnią i zbliżenie pomiędzy tradycyjnymi kuchniami różnych regionów ten okres w kuchni rosyjskiej jest nazywany kuchnią trójjedynego narodu rosyjskiego. Tym niemniej narodowej kuchni rosyjskiej udało się zachować swoją pierwotną podstawę i najbardziej charakterystyczne cechy, pomimo wszystkich obcych i regionalnych wpływów. Na rosyjskim stole tradycyjnie gościły: chleb, bliny, pi(e)rogi, kasze, zupy i zakąski – od podania których dawnej rozpoczynał się każdy posiłek, różnorodne potrawy z ryb i leśnych grzybów, oraz kiszone warzywa i grzyby, zaś od święta dziczyzna i pieczony drób. W ramach deseru na stole stawiano konfitury, pierniki i kulicze.
XIX wiek charakteryzował się również rozkwitem popularności zajazdów (ros. трактир) oraz restauracji, o ile w zajazdach, serwujących jadło zbliżone do domowego, spotykali się wyłącznie mężczyźni, głównie kupiectwo, o tyle do restauracji chadzały także kobiety w towarzystwie kawalerów. Restauracje, obok potraw z menu rosyjskiego, oferowały także potrawy z menu zachodnioeuropejskiego: lody, blamanże, suflet i galaretki. W restauracjach klientów obsługiwali zawodowi kelnerzy, którzy ukończyli szkołę dla kelnerów. W zajeździe, w którym jedzenie było znacznie tańsze niż w restauracji, a od obsługujących nie wymagano ukończenia szkoły kelnerskiej, można było zamówić zakąskę, na którą składała się porcja wódki, kiszony ogórek, szynka lub wędzona ryba np. jesiotr, i obiad, na który oferowano gorącą uchę, solankę, razsolnik lub botwinkę, pi(e)rogi np. rastiegaje, mięsa i kasze, a na koniec posiłku wypić herbatę z cukrem. W latach 20. XIX wieku Francuz Tranquille Yard – szef kuchni i handlowiec – otworzył w Moskwie restaurację „Jar” (ros. ресторан Яр), oferującą gościom kuchnię francuską. Restauracja mieściła się początkowo w budynku przy prestiżowej ulicy Kuznieckij Most, u zbiegu z ulicą Nieglinnaja, w 1848 została przeniesiona do Sadu Ermitaż przy ulicy Pietrowka, lecz wkrótce ponownie została przeniesiona jeszcze dalej do Parku Pietrowskiego, położonego przy obecnym prospekcie Leningradzkim. Atrakcją dla gości była muzyka i śpiew cygański. Wkrótce „Jar” stał się ulubionym miejscem spotkań dla rosyjskiej inteligencji i arystokracji. W „Jarze” bywał między innymi Aleksander Puszkin, Anton Czechow, Iwan Bunin, Aleksandr Kuprin oraz Grigorij Rasputin. Restauracja funkcjonowała do wybuchu rewolucji. Została ponownie otwarta w 1952 w Hotelu Sowietskij, mieszczącym się w gruntownie przebudowanym dawnym budynku (współczesny adres: Prospekt Leningradzki 32/2). Innymi legendarnymi przedrewolucyjnymi moskiewskimi restauracjami były również: „Słowiański Bazar” i „Braga” (zajmująca od ponad 100 lat gmach przy ulicy Stary Arbat, na początku XX wieku przemianowana przez nowego właściciela na „Pragę”).
W 1861 ukazała się książka kucharska Jeleny Mołochowiec, przeznaczona dla gospodyń domowych z wyższych sfer, pt. Prezent dla młodych gospodyń (ros. Подарок молодым хозяйкам), która zawierała ponad tysiąc przepisów na luksusowe potrawy, rady dotyczące przechowywania i konserwowania żywności, oraz dawała wgląd w ówczesne zwyczaje kulinarne i organizację pracy w kuchni, włącznie z zarządzaniem służącymi.
Już w 1873 Lew Tołstoj zwrócił uwagę na głód panujący w okolicach Samary, gdzie mieściła się jego posiadłość. Wiele lat później, w 1892, gdy panowała tam klęska głodu, Tołstoj zamieścił w moskiewskiej gazecie artykuł poświęcony ludziom umierającym z braku pożywienia, wzywając rząd do zakupienia zboża poza granicami i wydawania bezpłatnych posiłków dla mieszkańców wiosek dotkniętych głodem. Sam zaangażował się w pomoc i pozostał na terenie objętym klęską aż do 1893, kiedy nowe dobre zbiory pozwoliły pokonać głód.
Przez wieki dieta chłopska praktycznie się nie zmieniała. W XIX wieku obiad chłopa lub robotnika często składał się z gorącej szczi lub innej zupy oraz z pół kilograma do kilograma czarnego żytniego chleba. Do wybuchu rewolucji w 1917 głównie rodzina carska, arystokraci, wysocy rangą urzędnicy państwowi i bogaci kupcy mogli delektować się wykwintnym jedzeniem. Rewolucja październikowa zmieniła sytuację ekonomiczną i podejście ideologiczne, także spojrzenie na eleganckie jedzenie – jeden z symboli obalonego porządku – uległo zmianie. Rozpoczął się propagandowy atak na luksusową konsumpcję, wykorzystujący skrajny purytanizm nacjonalistyczny i mściwość ruchu antysnobistycznego. Panujące wówczas nastroje społeczne opisał w dwuwierszu Władimir Majakowski:

Jedz ananasy, jarząbki żuj,
Dzień twój ostatni nadchodzi, burżuju!

### Kuchnia radziecka

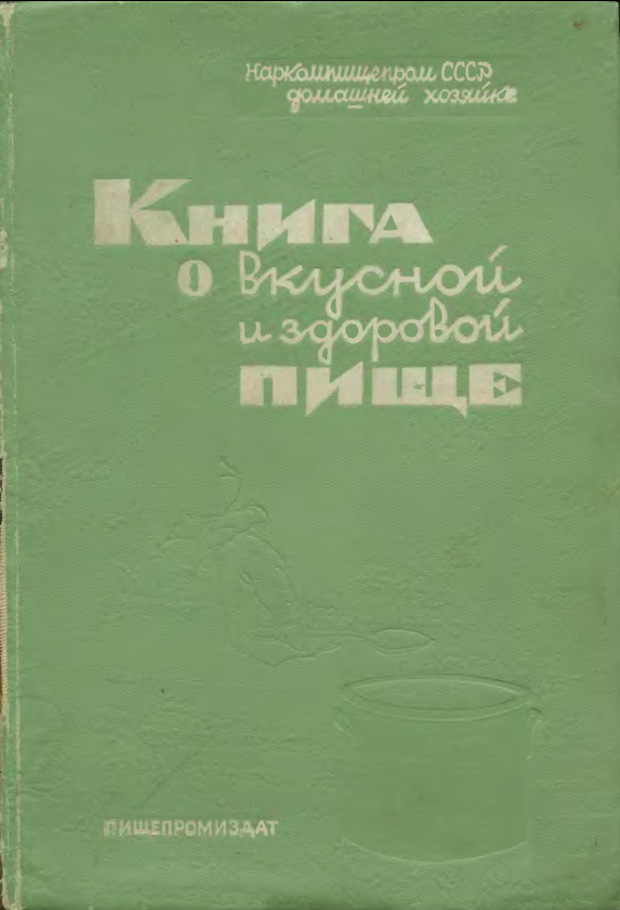
Książka kucharska z czasów ZSRR

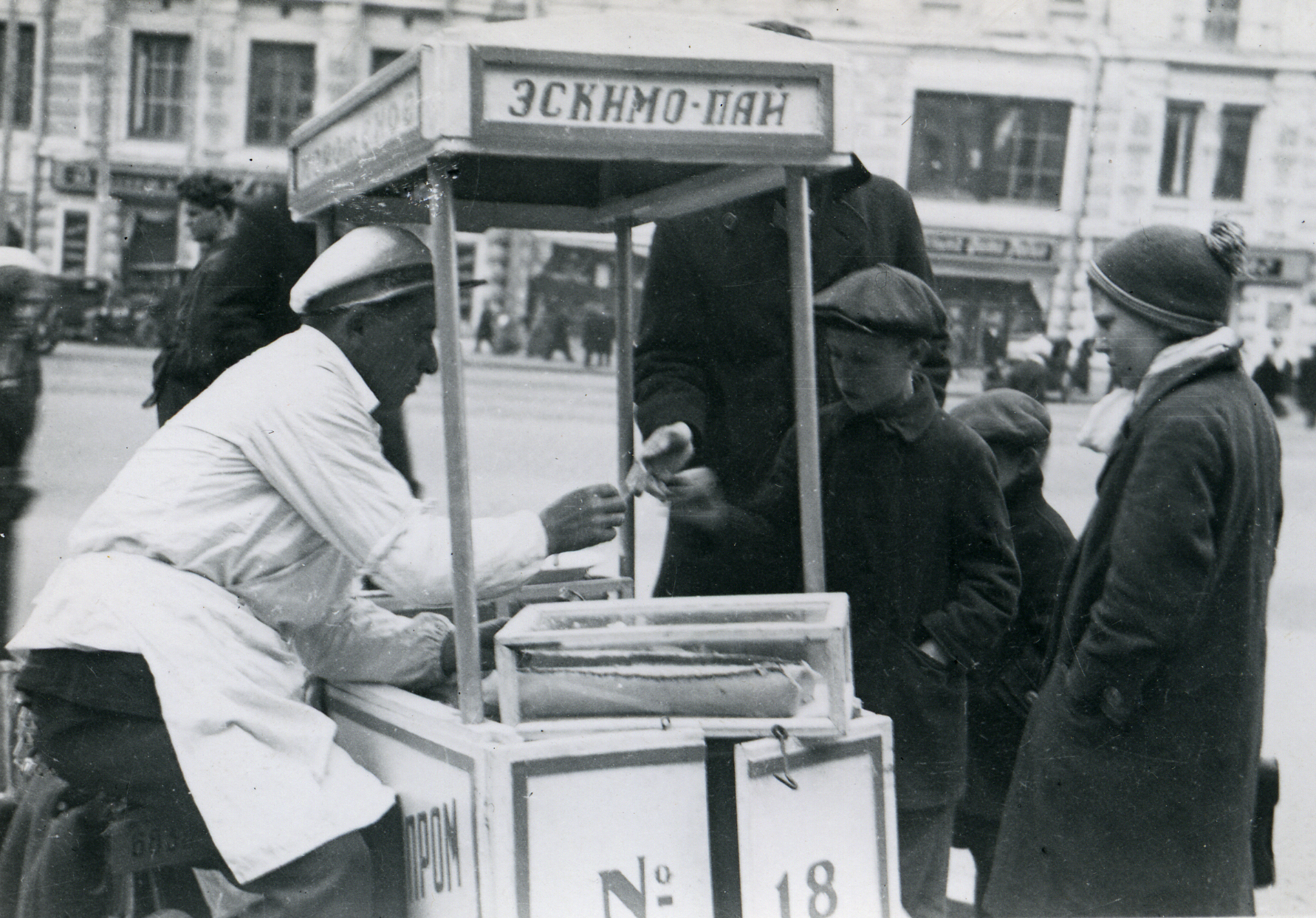
Uliczna sprzedaż lodów w 1935

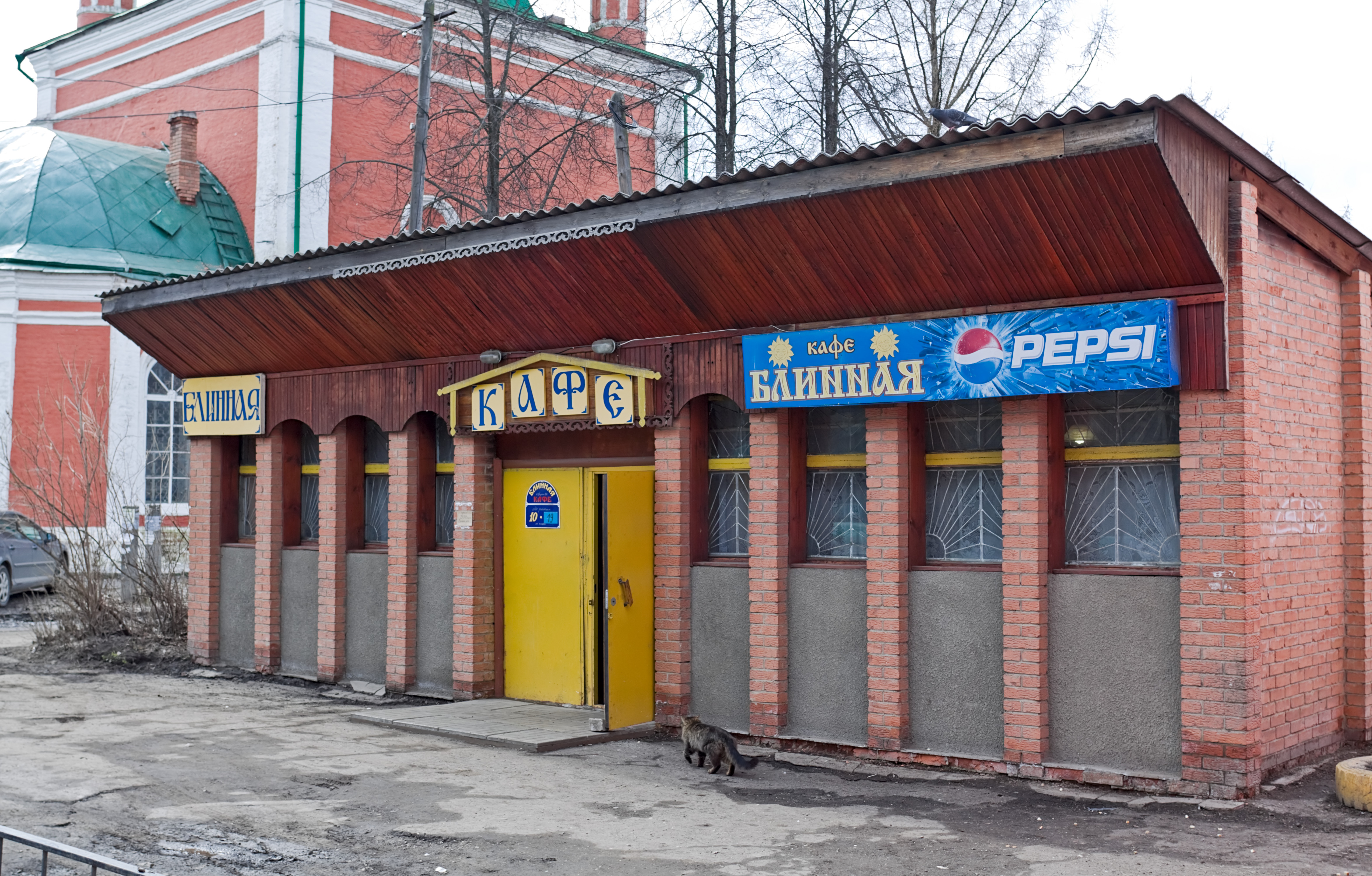
Bliniarnia w Peresławiu

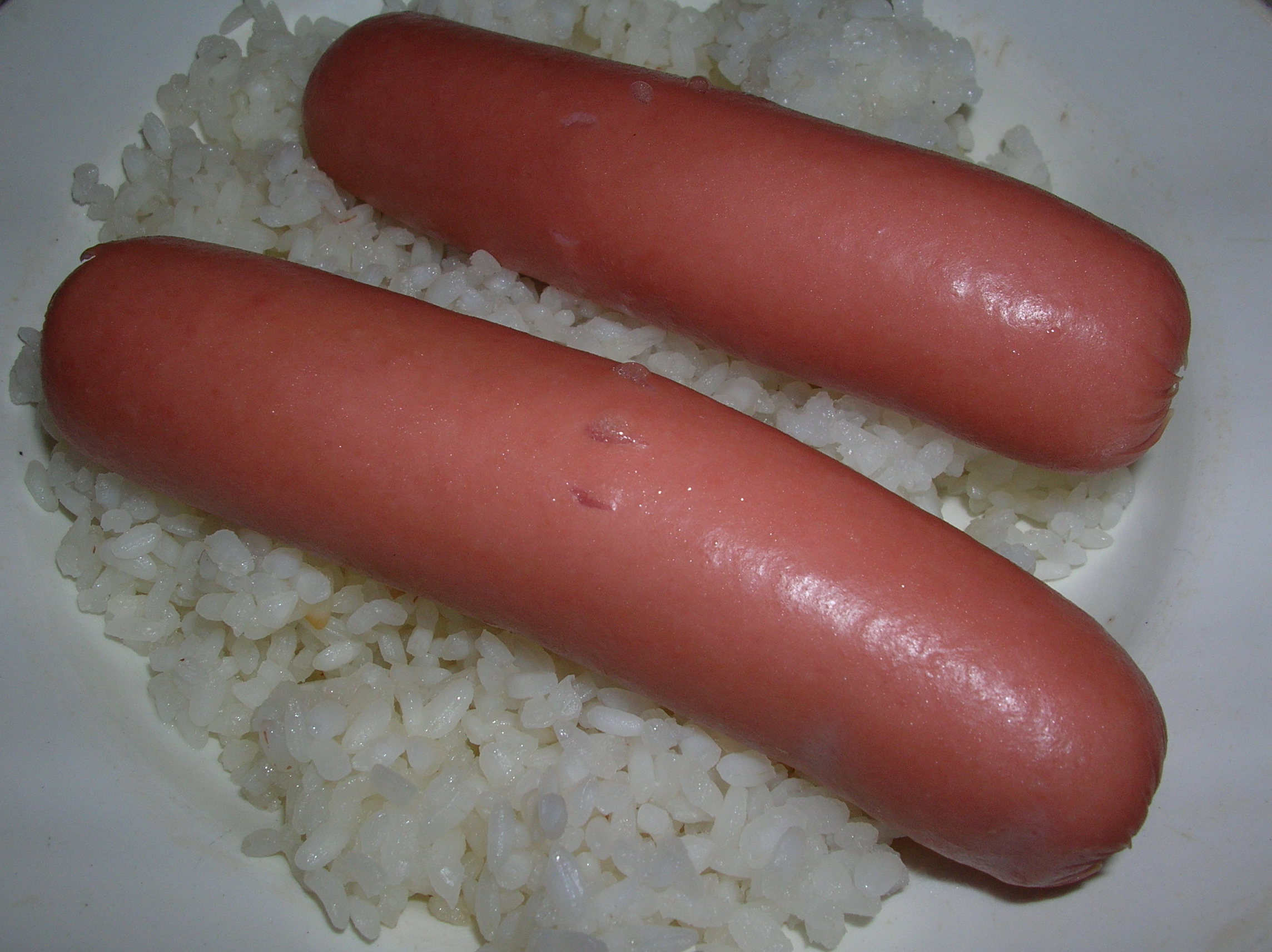
Sosiski z ryżem

W procesie tworzenia nowej kuchni – kuchni ludzi żyjących w Związku Socjalistycznych Republik Radzieckich – nadrzędną rolę odegrał Anastas Mikojan. Z jednej strony władza radziecka starała się wykorzenić burżuazyjne naleciałości kulinarne, a z drugiej strony upowszechnić niektóre potrawy, opracowane przez francuskich kucharzy pracujących dla rosyjskiej elity, które przed rewolucją nie były dostępne szerokim masom społeczeństwa. Przykładem burżuazyjnego trunku, który dotarł do ludu z miast i wsi, jest radziecki „szampan”, a przykładem potrawy – sałatka Oliviera, aczkolwiek w uproszczonej wersji.
W 1939 ukazało się pierwsze wydanie bogato ilustrowanej książki kucharskiej, opracowanej przez pracowników Ministerstwa Rolnictwa i Żywności oraz Anastasa Mikojana, pt. Książka o smacznym i zdrowym jedzeniu. Za wydanie kanoniczne uważa się to z 1952. Książka podkreślała znaczenie zdrowego odżywiania, zawierała podstawowe informacje na temat żywności i produktów spożywczych, porady praktyczne dotyczące organizowania pracy w kuchni i nakrywania do stołu, przykładowe menu na wszystkie sezony oraz liczne przepisy kulinarne. Przez kilka pokoleń inspirowała i doradzała kobietom zamieszkałym w 15 republikach radzieckich; zabierali ją ze sobą nawet Żydzi emigrujący w latach 70. XX wieku. Praktycznie co roku były publikowane jej zaktualizowane wydania. Pełny asortyment składników, wchodzących w skład potraw, nigdy nie był dostępny w sklepach dla przeciętnego obywatela ZSRR. Obecnie książka jest uważana za jeden z symboli ówczesnej propagandy, lecz pomimo tego, jak również konkurencji ze strony nowoczesnych książek kucharskich, nadal cieszy się w Rosji popularnością.
We wczesnym okresie istnienia ZSRR powtarzały się kryzysy agrarne. Pola uprawne były zrujnowane po pięciu latach wojny domowej, która nastała po rewolucji. Brakowało podstawowych artykułów spożywczych: mąki i chleba; mięso było praktycznie nie do kupienia. Pierwsza klęska głodu miała miejsce w latach 1921–1923. W odpowiedzi rząd radziecki wprowadził reformy NEP, aby odbudować gospodarkę narodową ze zniszczeń. Bardziej rynkowe mechanizmy doprowadziły po dwóch, trzech latach do poprawy zaopatrzenia w artykuły spożywcze. W końcu 1929 NEP zastąpiono kolektywizacją rolnictwa. Słabe zbiory zboża w 1932 i 1933 (spowodowane suszą w 1931 oraz suszą w jednych regionach i nadmiarem opadów w większości innych regionów w 1932), czynniki ludzkie (zbyt wysokie obowiązkowe dostawy rządowe pozostawiające ludziom na wsi zbyt mało pożywienia oraz za mało paszy dla zwierząt gospodarskich; słaba wydajność pracy i zaniedbywanie obowiązków gospodarskich w kołchozach i sowchozach), techniczne (niewystarczająca ilość siły pociągowej do obróbki pól: za mało traktorów lub koni, brak części zamiennych i benzyny, osłabienie niedożywionych koni zaprzęgowych) oraz środowiskowe (degradacja gleby, zarażenie pasożytami upraw, plaga myszy i innych szkodników, zachwaszczenie pól) – doprowadziły do tragicznej w skutkach fali wielkiego głodu, która objęła swoim zasięgiem nie tylko terytorium Ukraińskiej Socjalistycznej Republiki Radzieckiej, ale także inne obszary ZSRR, a nawet armię. W 1932 i 1933 z niedoborami żywności borykali się wszyscy na wsi i w mieście, a rząd nie dysponował własnymi środkami, aby złagodzić ten tragiczny stan. Również podczas II wojny światowej Rosjanie umierali z głodu, w tym wielu mieszkańców Leningradu w czasie trwającej 900 dni blokady miasta. Trzecia z kolei klęska głodu miała miejsce w latach 1946–1947.
W związku z powyższym, głównym przedsięwzięciem Mikojana, jako komisarza ludowego przemysłu spożywczego, którym został w 1934, było zapewnienie wyżywienia ludziom w całym kraju, który borykał się z poważnymi problemami żywnościowymi. W tym celu w 1936 odwiedził Stany Zjednoczone, gdzie spędził dwa miesiące, aby zapoznać się z amerykańskim doświadczeniem w zakresie przemysłu spożywczego i żywienia zbiorowego. W latach 30. XX wieku w ZSRR rozpoczęto budowanie nowoczesnych zakładów przemysłu spożywczego, m.in. do produkowania nabiału, przetworów mięsnych, konserwowanych ryb, mięsa, warzyw i owoców oraz mleka skondensowanego. Dzięki staraniom Mikojana obywatele radzieccy mieli tanie, maszynowo produkowane lody, poznali sok pomidorowy, a od 1937 na ulicach większych miast zaczęto sprzedawać na wzór amerykański ciepłe kotlety w bułce, jednak wojna przeszkodziła w ugruntowaniu tej kulinarnej nowości.
W drugiej połowie lat 50. poprawiło się zaopatrzenie w sklepach spożywczych. Ostatecznie zakończono też racjonowanie żywności. Wzrost dochodów przeciętnych obywateli umożliwił zakup bardziej urozmaiconej i lepszej jakościowo żywności. Gotowanie w domu było dla wielu ludzi sposobem na wzbogacenie diety, albowiem jedzenie w lepszych restauracjach było zbyt drogie, a same restauracje nieliczne, zaś posiłki oferowane w stołówkach pracowniczych często niesmaczne. Z myślą o gospodyniach domowych i kucharzach wydawano wiele książek kucharskich, aby sprostać popytowi na nowe interesujące potrawy, który pojawił się po przezwyciężeniu wojennego głodu i powojennych trudności z zaopatrzeniem w artykuły spożywcze. Przepisy kulinarne ukazywały się również w czasopismach kobiecych („Robotnica”, „Radziecka Kobieta”), gazetach („Wieczorna Moskwa”), a nawet kalendarzach, i były chętnie kolekcjonowane. Na początku lat 70. w wielu domach można było znaleźć trzy lub cztery duże publikacje kulinarne. Edukacja kulinarna oraz zasady savoir-vivre’u nakrywania, podawania do stołu, jedzenia oraz picia, były postrzegane jako ważna część ogólnej edukacji kulturalnej.
Głównym zbożem, uprawianym zarówno na słabo nasłonecznionych terenach północnych, jak i na suchych obszarach, był jęczmień, który dobrze znosi zarówno wczesne przymrozki, jak i niedobory wody. Najważniejszą rolę odgrywała pszenica, jej uprawy pokrywały w latach 60. i 70. ponad 50% całego areału zbóż, ale z powodu wrażliwości na niskie temperatury i zakwaszenie gleby mogła być uprawiana głównie na wybranych obszarach lasostepów i stepów.
Przez ponad 70 lat istnienia ZSRR obchody świeckich uroczystości zakorzeniły się w społeczeństwie, szczególnie uroczyście obchodzono 1 Maja, Dzień Zwycięstwa, Nowy Rok – uważany przez Rosjan za święto rodzinne oraz urodziny – dzień ulubiony przez dzieci. Święta religijne (Wielkanoc i Boże Narodzenie wypadające według kalendarza juliańskiego, którym w dalszym ciągu posługuje się Rosyjski Kościół Prawosławny, 7 stycznia) były obchodzone jedynie przez osoby wierzące. W odświętnym dniu na stole pojawiały się ulubione potrawy tradycyjne. Przygotowania rozpoczynały się często już tydzień wcześniej. Na stole nakrytym białym obrusem układano talerze z zakąskami, wędlinami, sałatkami, kiszonymi warzywami i chlebem, a między nimi ustawiano butelki z wódką, winem i szampanem oraz kryształowe kieliszki i najładniejsze filiżanki z kredensu. Przyjęcie rozpoczynało się od wzniesienia toastu na cześć gospodarza lub honorowego gościa. Na zakończenie imprezy podawano gorącą herbatę i deser.
W kuchni rosyjskiej zadomowiły się potrawy charakterystyczne dla kuchni innych narodów, wchodzących w skład ZSRR, np. kurczak tabaka, pilaw, szaszłyki oraz czeburek. Wywodzący się z kuchni tatarskiej czeburek należy do najpopularniejszych potraw typu fast food. Białorusini i Ukraińcy spopularyzowali soloną świńską słoninę (ros.сало).

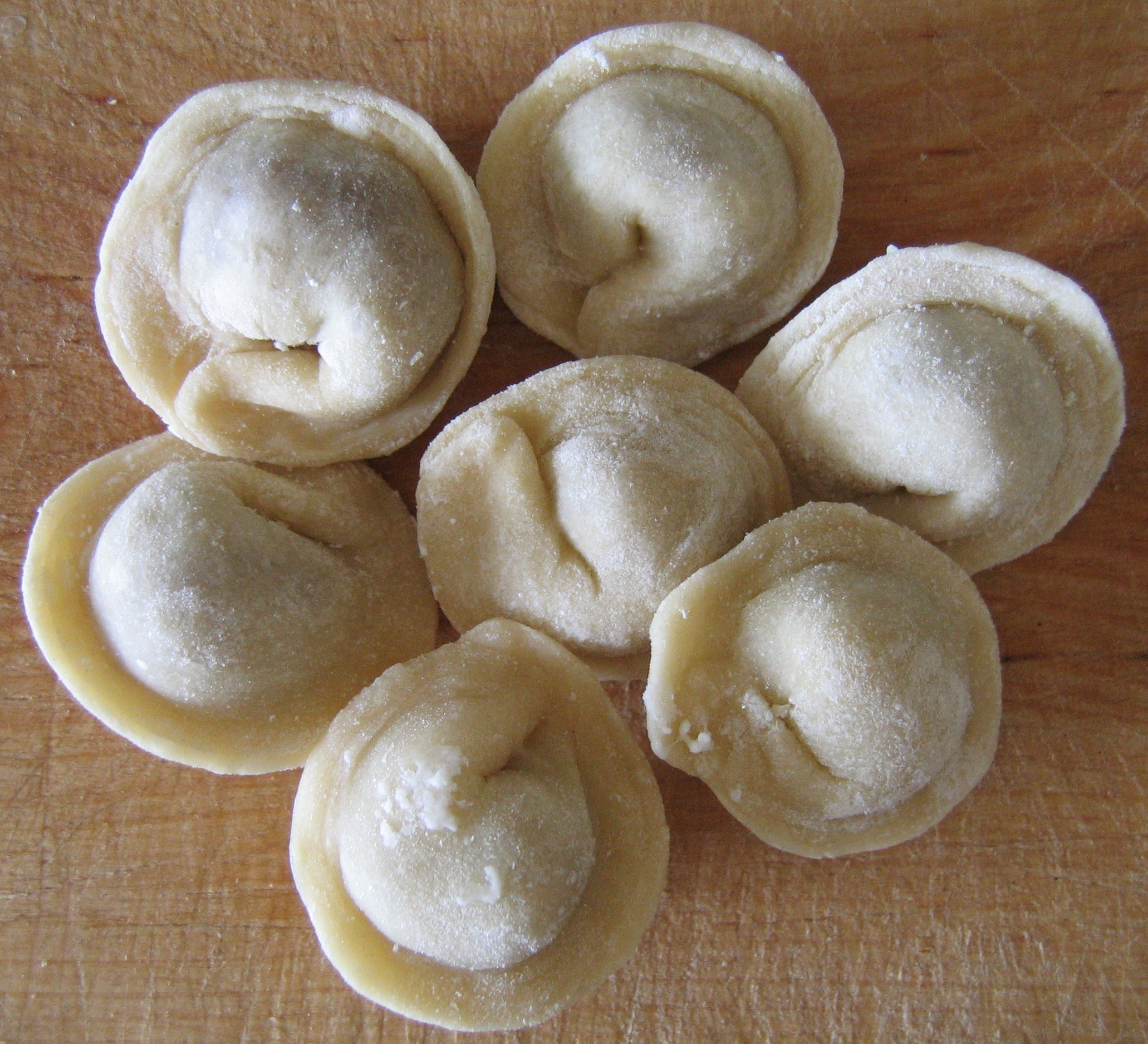
Surowe pielmieni

Ulubionymi potrawami były:
- sałatka krabowa (z mięsa kamczackich krabów z puszki) z dodatkiem ziemniaków, ogórków i konserwowego groszku w majonezie,
- winegret,
- kotlety mielone,
- smażone ryby schłodzone w pikantnej pomidorowej zalewie z liściem laurowym i goździkami,
- duszona jagnięcina w warzywach z ziemniakami po gruzińsku (czanachi),
- makaron po marynarsku,
- gulasz (mięso w sosie pomidorowym) serwowany z ugotowaną kaszą gryczaną,
- naleśniki z mięsem lub serem,
- pielmieni,
- sałatka śledź pod pierzynką,
- domowe kiszone lub marynowane warzywa.

W latach 80. ludność ponownie miała problemy z nabyciem w sklepach wystarczającej ilości żywności, spowodowane niewystarczającą w stosunku do potrzeb produkcją rolną.
Poza domem na szybko i tanio Rosjanie mogli posilić się w samoobsługowych stołówkach stołowaja lub publicznych jadalniach zwanych zakusocznaja, albo lokalach gastronomicznych noszących nazwę pochodzącą od głównie podawanego tam dania: bliniarniach, szaszłykarniach, barach sprzedających pielmieni, pi(e)rożki lub parówki w cieście (sosiski) czy budkach lub kawiarniach oferujących słodkie pyszki. W ZSRR nie było zachodnich fast foodów.

### Współczesna kuchnia
W dalszym ciągu dla większości obecnie żyjących Rosjan kuchnia tradycyjna i kuchnia radziecka stanowią podstawę współczesnej sztuki kulinarnej. Radzieckie tradycje kulinarne pozostają popularne nie tylko w małych prowincjonalnych miastach, ale także w dużych miastach w dobrze sytuowanych rodzinach. Deficyty artykułów spożywczych w czasach ZSRR, które były przyczyną frustracji, aktualnie stały się obiektem wspomnień. Krążą też mity na temat radzieckiej prostej zdrowej żywności o naturalnym smaku. Potrawy radzieckie przygotowane w domu przez rodziców są chętnie spożywane przez nowe pokolenia Rosjan urodzonych już po rozpadzie ZSRR. Mijający entuzjazm z lat 90. XX wieku dla pięknie opakowanych i importowanych z Zachodu towarów spożywczych, ustąpił miejsca tęsknocie za czasami radzieckimi, w tym także za towarami z tamtego okresu. Około 3000 byłych radzieckich artykułów spożywczych cieszy się stałą popularnością wśród teraźniejszych konsumentów. Niektóre towary otrzymały nowy wzór opakowań, podczas gdy inne są pakowane w dawnym stylu radzieckim. Rosjanie nadal preferują kwaśny chleb żytni, szczególną popularnością cieszy się chleb borodiński. Chętnie piją kefir, jedzą kasze i stosują w kuchni kwaśną śmietanę. Obiad rozpoczynają od zjedzenia zimnej zakąski, po której jedzą gorącą zupę, np. barszcz lub szczi. Na drugie danie składa się porcja mięsa lub ryby, ziemniaki, makaron lub ryż, a do popicia jest herbata albo kompot.

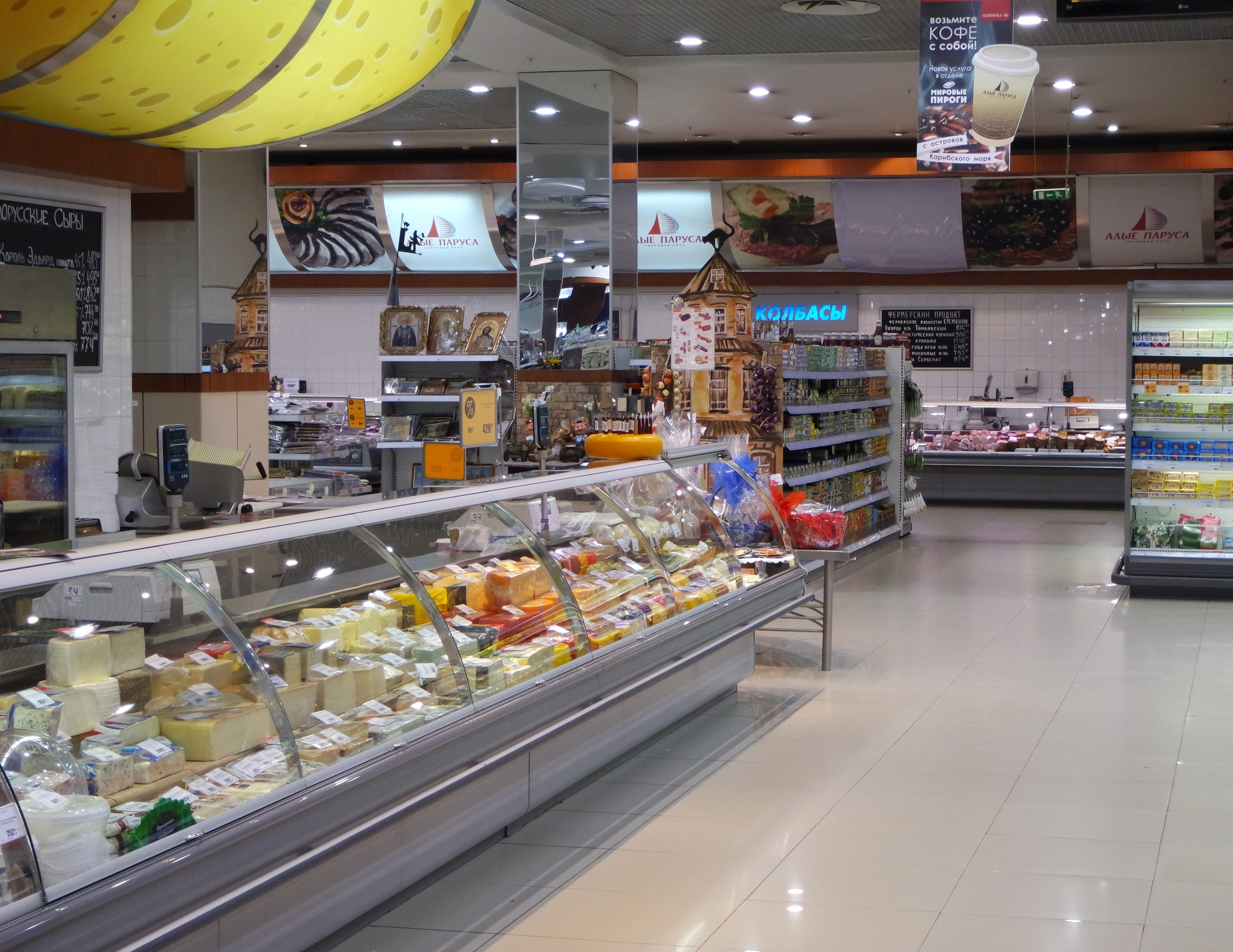
Stoisko z serami i wędliniarskie w supermarkecie w Moskwie

Współczesna kuchnia rosyjska łączy w sobie elementy tradycyjnych kuchni z różnych odległych obszarów: terytorium nad Morzem Bałtyckim (skąd pochodzi stosowanie masła, śmietany i jaj), rejonów górskich na granicy z Chinami (standardem są tu potrawy z jagnięciną i sfermentowane mleko klaczy), aż po Morze Ochockie, gdzie lokalnym przysmakiem jest bałyk i szpik kostny jesiotra, oraz rejony poza kołem podbiegunowym, których mieszkańcy tradycyjnie sporządzają z surowych ryb stroganinę. Ważne miejsce w kuchni rosyjskiej odegrała kuchnia gruzińska, z której zaadaptowali do swojej kuchni, charakteryzującej się łagodnym smakiem, pikantne szaszłyki, kurczaka-tabakę i charczo.

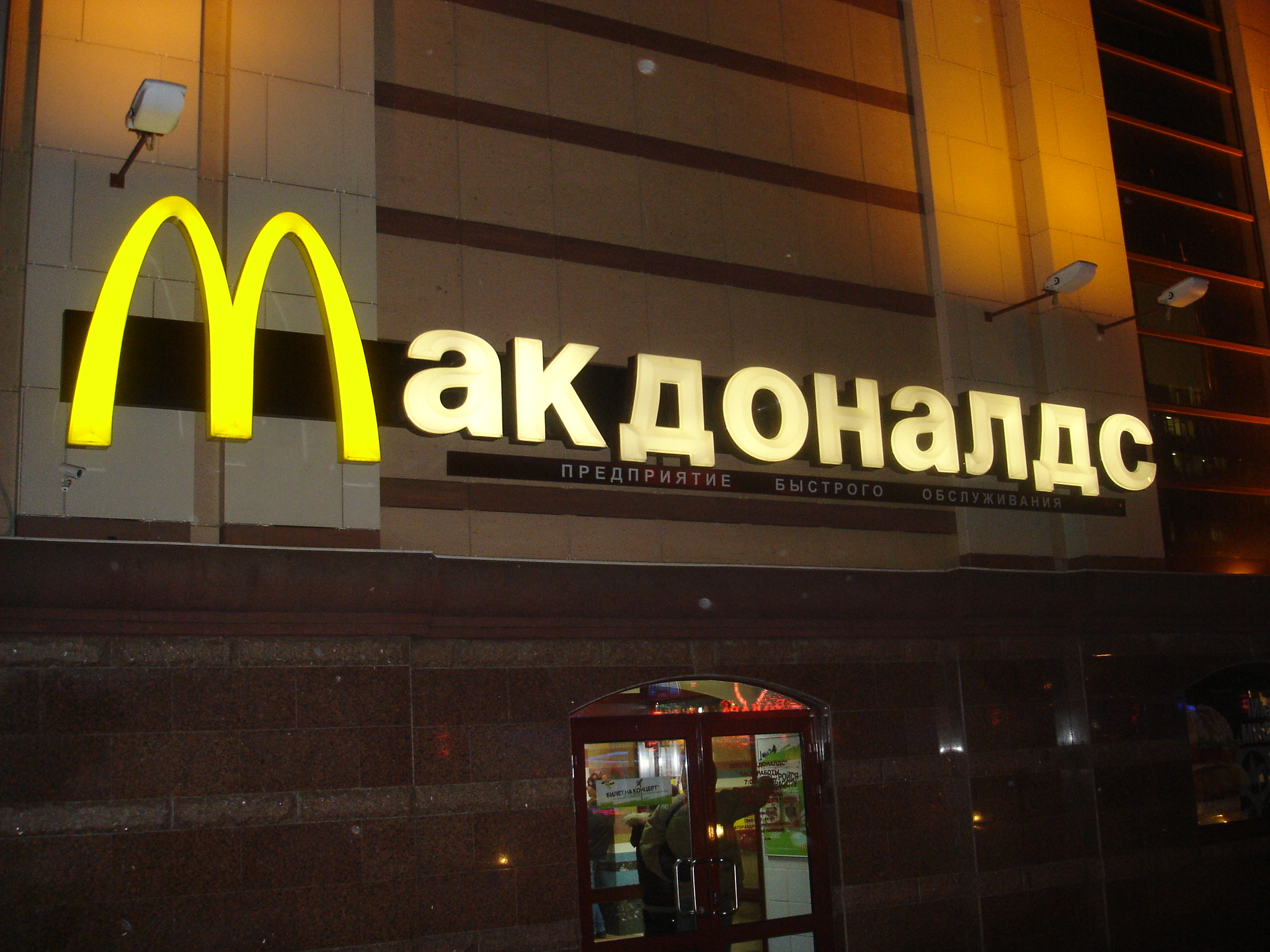
Bar McDonald’s w Moskwie

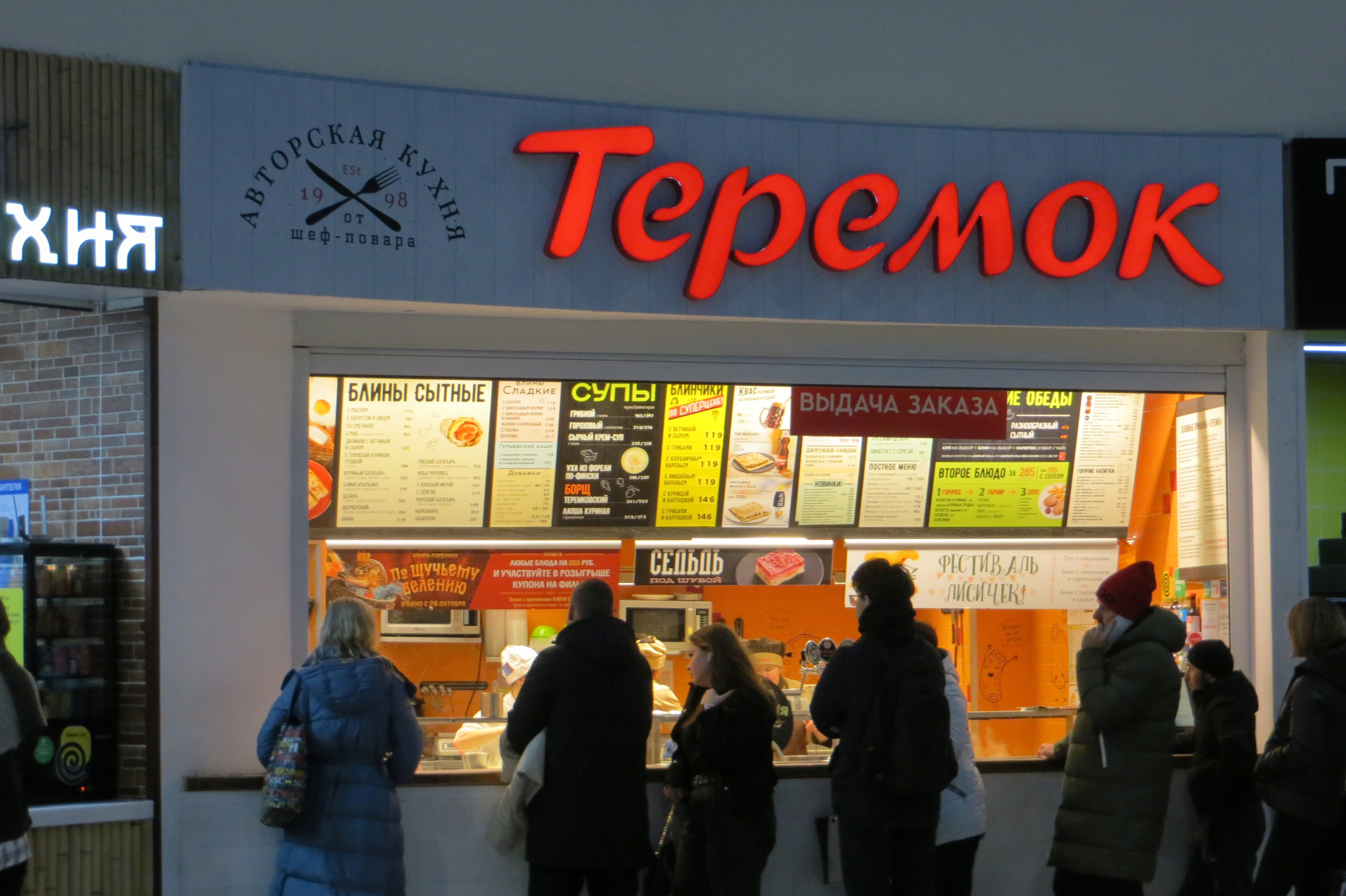
Bar Teremok w centrum gastronomicznym stacji moskiewskiego metra Bratisławskaja

31 stycznia 1990 w centrum Moskwy otwarto pierwszy w Rosji bar szybkiej obsługi typu McDonald’s. Od tego momentu rynek barów szybkiej obsługi rozwija się, nie tylko w większych miastach, ale także regionalnie, a popularność fast foodów wzrasta. Obecnie działa około 12 dużych sieci barów szybkiej obsługi, zarówno zagranicznych, jak i rodzimych, które oferują klientom tradycyjne potrawy, np. Teremok – m.in. rosyjskie bliny, Kroszka-Kartoszka – m.in. pieczone ziemniaki z dodatkami podane w upieczonej skórce. Bliny, hamburgery, kurczak, pizza i pieczone ziemniaki należą do najpopularniejszych szybkich dań. Bary rodzimych i zagranicznych sieci można znaleźć w hipermarketach i centrach handlowych. Rosjanie przychodzą do barów szybkiej obsługi nie tylko po to, aby zjeść coś na szybko podczas robienia zakupów jak Amerykanie, ale zwykle w celach towarzyskich. Bary, w których można usiąść przy stoliku, są popularnym miejscem spotkań młodych ludzi w celu wspólnego spędzenia czasu. Pod koniec 2010 w Rosji było 270 barów typu McDonald’s, z czego 91 w Moskwie. Rośnie także popularność kawiarni, szczególnie wśród mieszkańców największych rosyjskich miast. Typowa rosyjska kawiarnia różni się od standardu zachodniego, albowiem rosyjski klient preferuje większy wybór napojów, dań deserowych, tortów, ciast i ciasteczek. W Moskwie i Petersburgu nie brakuje restauracji haute cuisine ani zwyczajnych restauracji, także tych specjalizujących się w stekach, potrawach rosyjskich, włoskich, północnoamerykańskich i azjatyckich, w tym japońskich. Domową narodową kuchnię rosyjską można degustować w sieci rosyjskich restauracji o nazwie Jołki-Połki. Restauracje Jołki-Połki charakteryzują się ludowym wystrojem wnętrz, ludowymi strojami noszonymi przez kelnerów i kelnerki oraz akompaniamentem ludowej muzyki rosyjskiej.
Współczesna kuchnia rosyjska korzysta z szerokiego wyboru produktów mleczarskich, z których wiele było do niedawna nieznanych poza granicami Rosji. Mleko jest wykorzystywane do przyrządzania zup mlecznych i mlecznych deserów, zaś twaróg do robienia zapiekanek, syrników, soczników, watruszek i wareników. Obok mleka, kefiru i jogurtu w dalszym ciągu są popularne tradycyjne rosyjskie napoje mleczne:
- wareniec (mleko gotowane, do którego dodano drożdże),
- prostokwasza (mleko, które zsiada się i kwasi samoczynnie),
- rjażenka.

Ważną rolę w przepisach kulinarnych odgrywa śmietana, którą dodaje się do zup (szczi i barszczu), sosów, podczas duszenia mięsa i ryb oraz do smarowania blinów.
Także współcześnie dania z drobiu zajmują honorowe miejsce na rosyjskim stole. Wykorzystywane są hodowlane kury, gęsi, kaczki i indyki, ale również dzikie ptactwo (jarząbek, głuszec, cietrzew, kuropatwa), które uchodzi za kulinarny delikates. Wśród mięs stosowanych w kuchni na pierwszym miejscu znajduje się wołowina. Do dań mięsnych podaje się gęsty sos tzw. wzwar, przygotowany na bazie warzyw i jagód. W rosyjskim menu nie może zabraknąć ryb, gotowanych, smażonych, pieczonych, faszerowanych kaszą czy duszonych w śmietanie. Sklepy oferują ryby świeże, chłodzone i mrożone, w całości lub porcjowane.
W rosyjskiej kuchni wykorzystuje się leśne grzyby, które po wysuszeniu służą jako element aromatyzujący sosy i potrawy, a także gotuje się z nich zupę grzybową. Ważna rola przypada w kuchni warzywom, które wchodzą w skład zakąsek, zimnych i gorących zup, sałatek oraz są podawane do drugiego dania. Niektóre tradycyjne potrawy można kupić w postaci gotowych mrożonych wyrobów, np. pielmieni, gołąbki, kotleciki mielone czy wareniki nadziewane farszem ziemniaczanym.
Konsekwencją zimnej wojny jest to, że kuchnia rosyjska nie jest – w porównaniu do kuchni europejskich czy azjatyckich – dobrze znana w Stanach Zjednoczonych. Słaba międzynarodowa opinia o kuchni rosyjskiej zwykle opiera się na negatywnych doświadczeniach z komercyjną kuchnią w okresie ZSRR. Do tej pory rosyjskim restauracjom haute cuisine w Nowym Jorku czy Paryżu nie udało się pokonać stereotypu o kapuście, kiełbasie i wódce.

## Wpływ religii

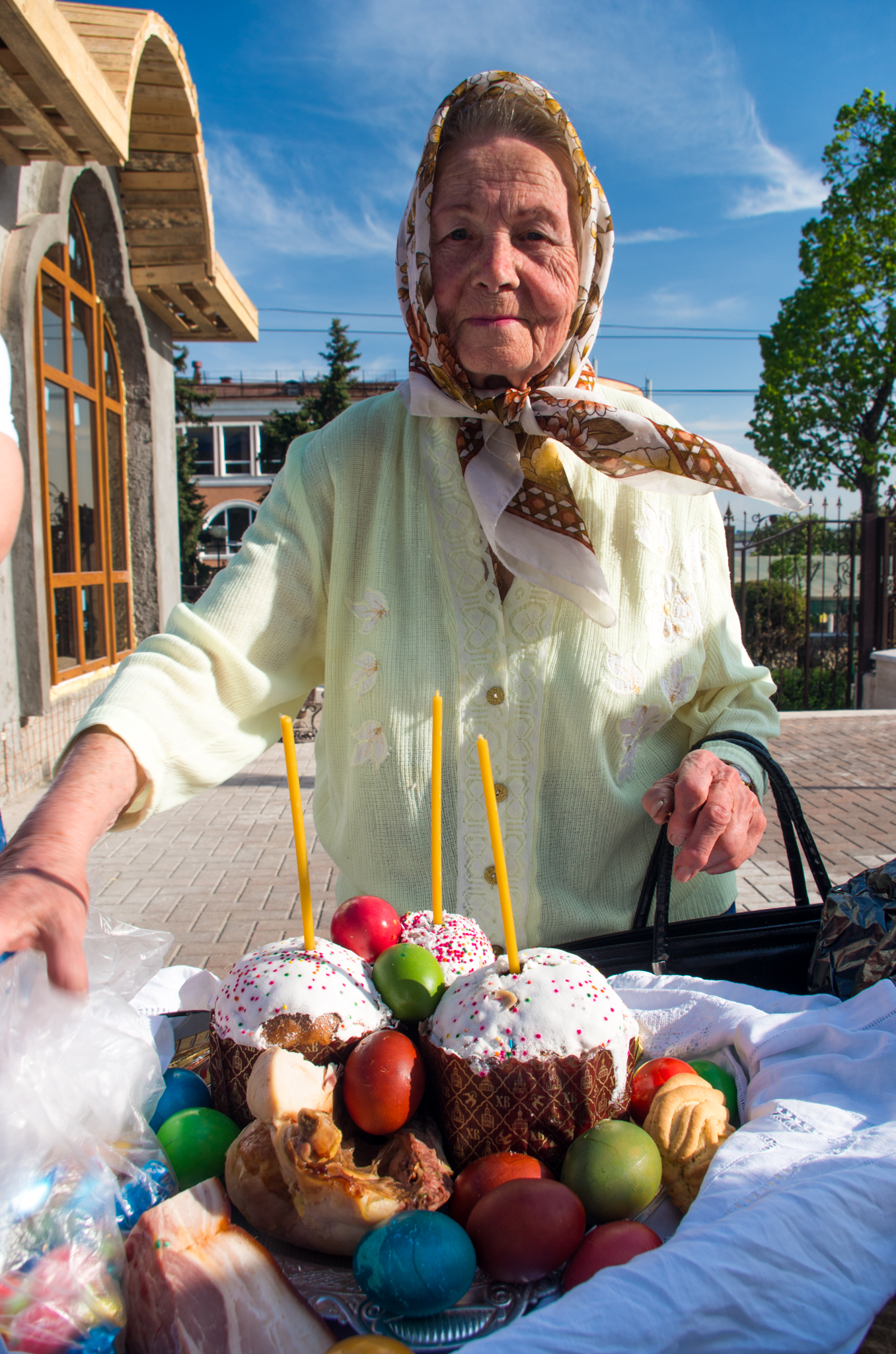
Trzy drożdżowe baby wielkanocne zwane kuliczami na ozdobnym talerzu, udekorowane długimi wąskimi świeczkami i otoczone ufarbowanymi jajkami

Rosyjski Kościół Prawosławny przez nakazy i zakazy związane z postem wywierał wpływ na kształtowanie się sztuki kulinarnej w Rosji od momentu przyjęcia chrześcijaństwa oraz przez cały okres trwania caratu. Cerkiew prawosławna wymagała od wierzących poszczenia przez około 200 dni w roku. Mięso mogło być spożywane przez zaledwie jedną trzecią dni w roku. Najważniejszym z czterech głównych okresów postnych był trwający 7 tygodni Wielki Post poprzedzający Wielkanoc. Zakaz spożywania mięsa, tłuszczów zwierzęcych i innych produktów pochodzenia zwierzęcego, w tym jajek, mleka, serów i innych produktów nabiałowych, w dni postne przyczynił się do powstania licznych potraw postnych, opartych na zbożach, warzywach, rybach, owocach i grzybach. Tłuszcze zwierzęce podczas postu były zastępowane olejami roślinnymi, konopnym i lnianym, a później słonecznikowym. Ortodoksyjnie wierzący i najubożsi powstrzymywali się także od jedzenia ryb w czasie postu. Niektórzy odmawiali sobie również wina i wódki, ale najczęściej nie stroniono od napojów alkoholowych. Od picia alkoholu całkowicie powstrzymywali się staroobrzędowcy. W kuchni potrawy były podzielone na mięsne i postne, czyli odpowiednie do spożywania podczas okresów postnych, które przeplatały się w kalendarzu z okresami ucztowania, czyli dniami mięsnymi. W miarę upływu czasu nakazy i zakazy religijne dotyczące postu nieco zelżały, np. w XIX wieku dozwolony został cukier, którego stosowanie było zakazane w XVII wieku ze względu na zwierzęce składniki stosowne do jego rafinacji, w dalszym ciągu wierni sumiennie pościli, ale robili to rzadziej, szczególnie tendencja ta dotyczyła klas wyższych. Okresy postne stały się czasem spożywania ryb, albowiem był to jedyny dozwolony rodzaj mięsa. Z biegiem lat praktycznie zanikł zwyczaj niejedzenia ryb w post, wierni zaczęli kojarzyć post z obecnością ryb na stole. Do dziś, w porównaniu do innych kultur, Rosjanie spożywają duże ilości ryb.
Pomimo nakazów i zakazów postnych kucharze przygotowywali eleganckie postne dania w domach arystokratów. Także w bogatych domach niearystokratycznych na stole gościło wykwintne menu, np. pieróg nadziewany jesiotrem i grzybami, zupa z głowy jesiotra, ziemniaki ze śledziem i kisiel żurawinowy, czy zupa śliwkowa z winem, szczupak w żółtym sosie, kotlety ziemniaczane w sosie grzybowym i kompot z mieszanych owoców. Dieta służących była uboga i monotonna w porównaniu do potraw goszczących na stołach ich panów. Do potraw spożywanych zarówno przez panów, jak i ich służących należały: zupa z różnych rodzajów mięsa, barszcz, szczi, zupa ziemniaczana, zupa z suszonego grochu, zupa szpinakowa na zimno z łososiem, kasza gryczana na gęsto, smażona ryba, smażone ziemniaki i sałatka winegret.
Rosjanie ucztowali m.in. podczas święta Maslenicy i świąt wielkanocnych. Podczas Maslenicy były jedzone w dużych ilościach bliny ze śmietaną lub posmarowane masłem. Na Wielkanoc kobiety wyznania prawosławnego przygotowywały z twarogu, mleka i jaj paschy o kształcie ściętej piramidy, które miały symbolizować grób Jezusa Chrystusa oraz wypiekały cylindryczne wysokie babeczki drożdżowe o różnej wielkości, nazywane kuliczami (znane też pod nazwą rosyjskiej baby paschalnej), które były dekorowane lukrem, w sposób mający przypominać kopuły cerkwi, a w ich środek wsadzano długą i wąską świeczkę. Na tradycyjnych paschach i babach paschalnych kuliczach często stawiano znak XB (rosyjski skrót od Chrystus Zmartwychwstał) oraz znak krzyża. Jajka były gotowane na twardo w wodzie razem z łupinami z cebuli lub czerwonymi burakami, a nadany im czerwony kolor odnosił się do dogmatu o zmartwychwstaniu Jezusa. Rodzina Romanowów miała własną tradycję wielkanocną, opartą na chłopskim zwyczaju malowania i dekorowania jaj – na zamówienie cara na dwór dostarczano jajo – dzieło sztuki złotniczej. Tradycyjne potrawy wielkanocne przed spożyciem były zanoszone do cerkwi w celu ich poświęcenia, najczęściej pokropienie święconą wodą odbywało się podczas wieczornego nabożeństwa w Wielką Sobotę. Po powrocie z cerkwi o północy rozpoczynało się kilkudniowe ucztowanie. Na wielkanocnym stole, udekorowanym kwiatami i zielonymi gałązkami, można było znaleźć: szynki, indyki, prosięta, zimne zakąski, sałaki, desery i wódkę. Pieczona wieprzowina była podawana podczas głównego posiłku wielkanocnego, zaś podczas głównego posiłku bożonarodzeniowego była tradycyjnie podawana pieczona gęś. Na Wigilię Bożego Narodzenia przygotowywano kutię, która dawniej była także podawana podczas pogrzebów. Na uczty weselne wypiekano pi(e)róg, który nazywał się kurnikiem. W inne dni odświętne, obchodzone przez Rosjan, takie jak Boże Narodzenie, urodziny, imieniny czy Nowy Rok nie obowiązywało jakieś specjalne tradycyjne menu, po prostu na stole gościło wykwintne jedzenie i wznoszono toasty. Tort urodzinowy mógł być udekorowany świeczkami, a w dniu imienin na stole pojawiał się dawniej tradycyjny słodki chleb w kształcie precla.
Kuchnia w monasterach charakteryzowała się prostotą. W dni postne mnisi jedli jedynie chleb, który popijali wodą. W dni wolne od postu gotowano gorące płynne potrawy tzw. pachlopki (ros. похлёбка) i kaszę. Spożywano też owoce i warzywa wyhodowane w przyklasztornych ogrodach, których nadwyżkę sprzedawano na rynku. W kuchni monasterskiej preferowano jaja, mleko, twaróg i prostokwaszę, a nie mięso, pomimo że w dni niepostne dodawanie mięsa do potraw było dozwolone.

## Historyczne obce wpływy
W ciągu wieków kuchnia rosyjska w wyniku kontaktów z innymi narodami zaadaptowała ich osiągnięcia kulinarne. W ten sposób do Rosji dotarła np. kasza gryczana, ryż, herbata, wiele rodzajów przypraw i ziemniaki, które stały się podstawą wyżywienia, podobnie jak miało to miejsce w niektórych innych krajach. Dzięki podbojom terytorialnym kuchnia rosyjska zetknęła się z kuchniami Centralnej Azji i Kaukazu: kebabami i potrawami z jagnięciny.
Od Scytów, którzy osiedlili się w południowej azjatyckiej części obecnej Rosji i od VII wieku p.n.e. rządzili na tym terytorium przez 300 lat, rozpowszechniając własne tradycje i techniki kulinarne, Słowianie nauczyli się wypiekać chleby ze środkiem spulchniającym i robić kumys – napój ze sfermentowanego mleka klaczy. Dieta Scytów opierała się na koninie, mleku, sfermentowanych produktach mlecznych, uzbieranych dziko rosnących ziarnach, owocach, jagodach i orzechach. Wpływ na kuchnię wywarły także towary sprowadzane jedwabnym szlakiem z Chin i Indii do Europy.
Między VIII a X wiekiem wpływy starożytnego Iranu objęły południowe obszary europejskiej części Rosji. Miejscowa ludność zetknęła się z kuchnią starożytnego Iranu, w której nacisk kładziono na prezentację potraw i bardziej formalne podawanie do stołu, a także stosowano kompleksowe techniki gotowania. W tym czasie dotarły i zadomowiły się w kuchni kaukaskiej i gruzińskiej perskie melony i orzechy, pilaw, płaski chleb naan i potrawy z jagnięciną. Niektóre praktyki podpatrzone u Persów były gorliwie naśladowane przez lokalnych przywódców i bogatych właścicieli ziemskich, nawet już po ustaniu perskich wpływów na tych terenach.
Od wikingów, skandynawskich wojowników, którzy przekroczyli Bałtyk i na początku IX wieku przybyli do Europy Wschodniej, a których Rosjanie nazywali Waregami, ludność miejscowa nauczyła się trzech technik przechowywania i przetwarzania żywności: peklowania, kiszenia i wędzenia, które mieszkańcy Skandynawii znali już od dawna. Również Skandynawom Rosjanie zawdzięczają swoje upodobanie do śledzi. W dalszym ciągu, współcześnie, na rosyjskim stole popularne są wędzone ryby i kiszone warzywa. W późniejszym okresie kuchnia rosyjska przejęła od nich także tradycję kulinarną określaną jako szwedzki stół. Na początku skandynawska tradycja była popularna jedynie wśród elity ruskiej, ale wraz z upływem czasu objęła swoim zasięgiem wszystkie klasy społeczne. Wzorując się na szwedzkim stole, Rosjanie wykształcili własną tradycję rozpoczynania każdego posiłku od zakąsek. Obecnie serwowanie zakąsek rozpoczyna uroczyste spotkania w różnych częściach Rosji.
Podczas ekspansji mongolskiej w XIII wieku w przeważającej części słowiańska kuchnia Rosjan wzbogaciła się o mongolskie potrawy i tradycje kulinarne, np. robienie makaronu w postaci długich i wąskich pasków ciasta o nazwie łapsza, wytwarzanie jogurtu i jedzenie surowego mięsa.
Pierwsi Słowianie odżywiali się ziarnami zbóż (żyta, owsa i w mniejszym stopniu jęczmienia), z których sporządzali owsianki, kleiki i kisiele oraz wypiekali gruboziarnisty chleb. Uprawiali rzepę, marchew, rzodkiew, buraki i cebulę. Zbierali dzikie jagody i porzeczki, grzyby oraz jabłka. Słowianie polowali na zające, dziki i jelenie oraz łowili ryby, wzbogacając ich mięsem swoją dietę. Powstałe wraz z upływem czasu słowiańskie nawyki kulinarne (dodawanie śmietany i twarogu do dań) oraz potrawy o słowiańskich korzeniach (pi(e)róg, pi(e)rożki, ucha, szczi) do dzisiaj odgrywają znaczącą rolę w kuchni rosyjskiej. Pomimo różnic klimatycznych i obyczajowych tradycyjna kuchnia rosyjska wykazuje podobieństwa do sąsiednich kuchni: polskiej i ukraińskiej.
Chętne stosowanie ryżu i kaszy gryczanej do przyrządzania potraw uważa się za wpływ pochodzący z czasów bizantyńskich. Od włoskich budowniczych, sprowadzonych za panowania Iwana III do wznoszenia budowli publicznych, Rosjanie nauczyli się przygotowywać mrożone desery (lody i sorbety), makaron i słodkie wypieki.
W narodowej kuchni Rosjan można zauważyć wpływy kuchni zachodnich, szczególnie francuskiej. Dzięki Piotrowi Wielkiemu, który zapoczątkował proces westernizacji Rosji, m.in. zapraszając na swój dwór kucharzy z Holandii, Niemiec (głównie z Bawarii) i Szwecji, kuchnia rosyjska zetknęła się ze sztuką kulinarną holenderską, niemiecką i szwedzką. W czasie rządów Piotra Wielkiego zaczęto też podawać dania do stołu po jednym po kolei, zamiast podawania całego pożywienia za jednym zamachem. Silny wpływ kuchni francuskiej na kuchnię władców rosyjskich datuje się od XVIII wieku za sprawą kucharzy francuskich, którzy gotowali na dworze Katarzyny Wielkiej i później dla Aleksandra I w Petersburgu. Zamożni Rosjanie przyjęli nowy trend od swoich władców i zatrudniali u siebie głównie francuskich kucharzy. Posiadanie francuskiego kucharza na służbie i posługiwanie się francuskimi nazwami potraw należało wśród arystokracji do bon-tonu.
W końcu XVIII wieku i na początku wieku XIX za sprawą francuskich kucharzy do kuchni rosyjskiej przeniknęły subtelne potrawy i wyrafinowane techniki kulinarne, które były w owych czasach powszechne we Francji: musy, pasztety, owocowe galaretki, złożone sałatki, sos winegret, majonez, słodki deser blamanż, kruszon, do robienia którego Rosjanie używali również arbuzów, galantyna, przezroczyste consommé, do którego obowiązkowo podawano białe pszenne bułeczki, inne lekkie zupy, zupy purée, oraz sosy do polewania mięs podawane na stół w sosjerkach. Również popularne do dzisiaj kotlety trafiły do kuchni rosyjskiej za pośrednictwem francuskich wpływów kulinarnych, podobnie jak befsztyki, pieczeń z rostbefu, frykadelki, tournedos, chateaubriand, mignon itp. W XVIII wieku do Rosji dodarły też potrawy włoskie, tj. risotto czy ravioli (włoski odpowiednik uralskich pielmieni) oraz włoskie makarony, zaś z Anglii przepis na pudding. Kres modzie na francuskość wśród wyższych sfer położyła dopiero inwazja armii napoleońskiej na Rosję w 1812. Nastąpił powrót do rosyjskich korzeni kulinarnych. Potrawy francuskie przekształcano na rosyjską modłę i zmieniano nazwę francuską na rosyjską. Chłopska zupa szczi trafiła na stoły wielkopańskie i od tego momentu zadomowiła się na stałe w ogólnorosyjskim menu. Kuchnia rosyjskiej arystokracji była w XIX wieku dobrze znana. Z kolei powracającym z Rosji do Francji kucharzom francuskim zawdzięczamy spopularyzowanie rosyjskich potraw w Europie, np. w 1814 Marie-Antoine Carême podał gościom na bankiecie w Paryżu z okazji zwycięstwa nad Napoleonem Bonaparte barszcz (zupę pochodząca z kuchni ukraińskiej, która już wtedy zadomowiła się na dobre w kuchni rosyjskiej) i kulebiak. Popularna w wielu krajach na całym świecie i występująca w różnych wariantach sałatka rosyjska (znana też pod nazwą sałatki Olivier) została opracowana przez kucharza i restauratora belgijsko-francuskiego pochodzenia Luciena Oliviera, gdy carem był Mikołaj II, a spopularyzowali ją rosyjscy emigranci po rewolucji październikowej. Nie udało się natomiast przeszczepić do kuchni zachodnich nawyku stosowania grzybów leśnych do przyrządzania potraw ani zamiłowania do kwaszonych ogórków, dwóch cech charakterystycznych dla narodowej kuchni Rosjan.

## Wpływ grup etnicznych, innych narodowości i byłych republik
Kuchnia rosyjska jest jedną z kuchni narodowych występujących na obszarze Federacji Rosyjskiej. Na terytorium Federacji Rosyjskiej, w skład której wchodzą liczne republiki i tereny autonomiczne, specyficzne kuchnie różnych regionów przenikają się wzajemnie. Wzdłuż Wołgi silnie zaznaczone są wpływy kuchni tatarskiej. Teren od północnego Kaukazu aż do Morza Czarnego to strefa kuchni północnokaukaskiej (inguskiej i osetyjskiej). Odrębną sztuką kulinarną posługują się ludy ugrofińskie i ludy tunguskie. Ogółem Federację Rosyjską zamieszkuje 176 różnych narodowości i wspólnot etnicznych, z których każda wykształciła własne tradycje kulinarne. Przepisy na potrawy narodowe są przechowywane i przekazywane z pokolenia na pokolenie, np. w narodzie tatarskim, udmurckim czy maryjskim. Tradycje kulinarne grup etnicznych, mieszkających razem z Rosjanami na terenie Federacji Rosyjskiej, znalazły swoje odbicie w narodowej kuchni rosyjskiej, przyczyniając się do jej urozmaicenia. Etniczność, obok regionalności, różnorodności i kompleksowości, jest jedną z cech charakterystycznych dla wszystkich kuchni Federacji Rosyjskiej i wynika z ogromnej różnorodności etnicznej tego kraju.

Regiony Federacji Rosyjskiej, w których zamieszkuje ponad 80% etnicznych Rosjan (pola ciemne) i regiony, gdzie istotny udział innych grup etnicznych ma duży wpływ na sztukę kulinarną (pola jasne)

Przykładami zapożyczonych potraw, napojów i artykułów spożywczych, które zasymilowały się w kuchni rosyjskiej, są: ukraiński barszcz i gołąbki, tatarski pilaw i kefir, czeburek Tatarów krymskich, śledzie i chleb żytni z regionów nad Morzem Bałtyckim, wina, orzeszki cedrowe i olej cedrowy, czyli olej z nasion szyszek sosny syberyjskiej, oraz kaukaskie szaszłyki z kawałków marynowanego mięsa.
W restauracjach w europejskiej części Rosji można spotkać w menu pozornie niezwiązane ze sobą: kaukaskie manti i tatarski pilaw obok marynowanego śledzia i żytniego chleba, które są charakterystyczne dla kuchni krajów rejonu Morza Bałtyckiego, zaś z drugiej strony syberyjskie pielmieni można spotkać w menu w restauracjach w Moskwie czy na Kaukazie, gdzie leży południowy skrawek Federacji Rosyjskiej. Kuchnia rosyjska na Kaukazie będzie wykazywać kulinarne wpływy kuchni kaukaskich, a w wydaniu potomków Gruzinów – silny wpływ kuchni gruzińskiej.
Kuchnie kaukaskie, a przede wszystkim kuchnia gruzińska, odegrały w okresie radzieckim rolę podobną do roli kuchni śródziemnomorskiej w Europie Zachodniej, wzbogacając tradycyjną kuchnię rosyjską z europejskiej części ZSRR o pikantne w smaku i nieco egzotyczne potrawy etniczne, takie jak: kurczak tabaka, szaszłyk, lula kebab czy charczo. Restauracje oferujące potrawy kuchni kaukaskiej oraz gruzińskie wina i armeńskie brandy znajdowały się często w większych miastach radzieckich. W Moskwie działała sieć etnicznych restauracji, otwartych w dziesięcioleciach powojennych. W stolicy, oprócz istniejących restauracji gruzińskich, armeńskich, azerbejdżańskich, uzbeckich, ukraińskich i białoruskich, kuchnia każdej z pozostałych republik radzieckich reprezentowana była przez wyspecjalizowaną w niej restaurację. W Moskwie można było także znaleźć lokale gastronomiczne poświęcone kuchniom zaprzyjaźnionych państw socjalistycznych, przykładami były restauracja Hawana, Praga czy Budapeszt. Profesjonalni kucharze, zatrudnieni w stołówkach pracowniczych oraz restauracjach, serwując potrawy innych kuchni narodowych lub grup etnicznych, przyczynili się do ich spopularyzowania wśród obywateli Związku Radzieckiego.
Początkowo kuchnie etniczne ZSRR nie były kodyfikowane ani nie poświęcano im zbyt wiele uwagi w ogólnych książkach kucharskich, lecz wkrótce zaczęły się ukazywać publikacje gastronomiczne poświęcone kuchniom etnicznym z różnych regionów Związku Radzieckiego, np. w 1963 opublikowano pracę zawierającą przepisy kuchni narodowych z Północnego Kaukazu: czeczeńskiej, inguskiej i osetyjskiej. W 1959 czytelnikom rosyjskim została zaprezentowana kuchnia litewska, a rok później kuchnia łotewska. W następnych latach ukazywały się kolejne pozycje poświęcone kuchniom narodowym republik radzieckich, które cieszyły się poczytnością. Pierwsza zbiorcza książka kucharska o tradycyjnych kuchniach wszystkich republik radzieckich została wydana w 1978. Jej autorem był Wiliam Pochlobkin – historyk i komentator kulinarny. Oprócz książek kucharskich dotyczących radzieckich kuchni etnicznych i kuchni radzieckiej, na rynku wydawniczym znajdowały się także pozycje traktujące o kuchniach innych państw. Z powodu poprawności politycznej rzadko ukazywały się książki kucharskie dedykowane wyłącznie tradycyjnej kuchni rosyjskiej. Taka książka o rosyjskiej sztuce kulinarnej została wydana w 1962. Intensywne publikowanie w latach 50. i 60. XX wieku ogólnych książek kucharskich oraz książek kucharskich poświęconych kuchniom narodowym, zarówno w języku rosyjskim, jak i innych językach, którymi posługiwano się w ZSRR, przyczyniło się do ujednolicenia i zintegrowania radzieckich obyczajów żywieniowych wśród mieszkańców Związku Radzieckiego, niezależnie od ich pochodzenia etnicznego czy narodowego, a także przyczyniło się do stopniowego zróżnicowania kuchni, w tym kuchni rosyjskiej, nowymi „egzotycznymi” potrawami pochodzącymi z kuchni grup etnicznych.
Kozacy, zamieszkujący na terenie Rosji, pielęgnowali własne tradycje kulinarne, do których należało gotowanie mamałygi, jedzenie bryndzy i picie bragi, jednocześnie przyrządzając tradycyjne potrawy rosyjskie np. kaszę z mięsem czy szczi.
Także imigranci koreańscy wpłynęli na kuchnię rosyjską swoimi technikami obróbki żywności oraz upodobaniem do smaku pikantnego. Na targach można spotkać stoiska koreańskie oferujące żywność koreańską, która znajduje nabywców również wśród etnicznych Rosjan. Szczególną popularnością u Rosjan cieszy się gochujang oraz kiszone z ostrymi przyprawami marchew i inne warzywa.
W czasach Związku Radzieckiego wiele z tych grup etnicznych zostało przesiedlonych na tereny dalekie od stron rodzimych.

## Rosyjski wkład do innych kuchni
Przykładami potraw znanych na Zachodzie, które są kojarzone z kuchnią rosyjską, są: kawior, barszcz i boeuf Stroganow.
Kuchnie zachodnie, w tym kuchnia francuska, pod koniec XIX wieku przejęły od kuchni rosyjskiej sposób podawania poszczególnych potraw do stołu podczas uroczystego posiłku. Od średniowiecza we Francji, jak i całej Europie (poza Rosją) na stole zawczasu układano wzorem bankietowym zakąski na olbrzymich półmiskach, zupę i ryby, które oczekiwały na przyjście gości tracąc świeżość i jakość. Danie główne i desery podawano później. W Rosji kolejne potrawy były przynoszone pojedynczo do stołu, w indywidualnych porcjach, co pozwalało gościom na skonsumowanie ich zaraz po przyrządzeniu w kuchni, gdy były świeże i w perfekcyjnym stanie. Pomimo oporów słynni kucharze francuscy, a za nimi szefowie restauracji w innych krajach zachodnioeuropejskich, ze względu na zalety rosyjskiego sposobu serwowania potraw do stołu, zaczęli podawać je po jednej w kolejności: zakąski, zupa, danie główne, deser. W języku francuskim serwowanie potraw metodą rosyjską nazywa się service à la russe. Podawanie potraw do stołu na sposób rosyjski wymagało posiadania odpowiednio dużej ilości naczyń stołowych oraz osób obsługujących, które przynosiły i zabierały naczynia, co odzwierciedlało zamożność rosyjskiej arystokracji.
Nie wiadomo dokładnie w jaki sposób serwowanie do stołu metodą rosyjską dotarło do Francji. Być może za sprawą Napoleona Bonaparte, który zetknął się z tym sposobem podawania do stołu podczas inwazji na Rosję w 1812 i docenił jego zalety. Według innych źródeł przyczyniły się do tego obiady wydawane przez ambasadora Rosji we Francji – Aleksandra Kurakina. Jeszcze inni uważają, że zwyczaj ten przywiózł z Rosji Marie-Antoine Carême, nadworny kucharz cara Aleksandra I. Carême przeszczepił do Paryża rosyjski zwyczaj dekorowania stołu świeżymi kwiatami, zamiast porcelanowymi ozdobami.
Serwowanie potraw do stołu metodą rosyjską, w nieco zmodyfikowanej formie, jest współcześnie stosowane przez większość zachodnich restauracji.

## Tradycyjne surowce i półprodukty spożywcze
W tradycyjnej kuchni ze zbóż wykorzystywano żyto, pszenicę i jęczmień. Z roślin okopowych uprawiano rzepę, brukiew i ziemniaki. Ponadto uprawiana była gryka. Z ziaren różnych zbóż produkowano różne rodzaje kaszy. Kaszę wykorzystywano jako składnik potraw, dodatek do dania głównego albo gotowano na śniadanie.
Wieprzowina i mięso z kurczaka były najpowszechniej stosowane do przyrządzania potraw, ale także stosowane było mięso z kaczki i wołowina. Z mięsa przyrządzano kiełbasy oraz konsumowane podczas pobytu na daczach szaszłyki.
Źródłem tłuszczu, obok masła i oleju słonecznikowego, była też słonina. Aby przedłużyć trwałość, masło było topione i przechowywane w takiej postaci. Obie postacie masła były wykorzystywane w przepisach kulinarnych z XIX wieku. Masło wykorzystywano do smarowania i smażenia, zaś olej słonecznikowy do smażenia i sałatek. W XIX wieku pochodzący z Ameryki Północnej słonecznik zaczęto uprawiać w Rosji na skalę komercyjną, gdyż olej otrzymywany z jego nasion był dozwolony podczas postów.
Z ryb na stole gościły: śledzie, łososie i jesiotry oraz kawior pochodzący z ryb żyjących w Wołdze i Morzu Kaspijskim.
Tradycyjne produkty nabiałowe obejmowały: mleko, masło, kwaśną śmietanę, twaróg, sery i napoje mleczne powstałe w wyniku fermentacji mleka takie jak: zsiadłe mleko, maślanka, rjażenka, jogurt i kaukaski kefir. Rosjanie, zarówno mieszkańcy miast, jak i mieszkańcy wsi, konsumują duże ilości produktów nabiałowych. Mleko służy także do produkcji lodów – jednego z ulubionych deserów. Twarogu używa się do pieczenia syrników, jako farszu do wareników i robienia słodkiego nadzienia do watruszek. Bryndza wraz z chlebem lub krakersami jest podawana jako zakąska. Porcją śmietany powszechnie wzbogaca się smak różnych potraw, słodkich, słonych, pikantnych i kwaśnych, np. zup, blinów, ziemniaków. Na śniadanie chętnie jest spożywany twaróg wymieszany ze śmietaną, mlekiem lub kefirem i posypany cukrem.
Makarony są robione z mąki pszennej. Są pospolicie dodawane do zup. Makaron z masłem jest podawany jako dodatek do innych dań. Gruby makaron z usmażonym surowym mielonym mięsem razem z pokrojoną w kostkę cebulą i doprawiony do smaku wyłącznie solą i pieprzem, to dzięki prostocie wykonania i pożywności nadal popularna domowa potrawa z okresu kuchni radzieckiej, czyli makaron po marynarsku. Używanie ryżu do przyrządzania potraw stało się powszechne w XIX wieku, głównie dzięki pilawowi, który przeniknął do kuchni rosyjskiej z kuchni środkowoazjatyckiej i kaukaskiej.
Z warzyw w kuchni wykorzystywana była kapusta, buraki czerwone, cebula, fasolka i groszek. Warzywa, z wyjątkiem pomidorów i ogórków, były gotowane i podawane jako dodatek do obiadu lub wchodziły w skład zup czy innych potraw, w tym sałatek. Ogórki i pomidory (czerwone i zielone) oraz inne warzywa, a nawet melony, były kiszone w słojach na zimę. Procesowi kiszenia od wieków poddawano też białą kapustę. Kapusta jest głównym składnikiem tradycyjnej zupy szczi. Jest też wykorzystywana do robienia gołąbków. Z warzyw szczególne miejsce w narodowej kuchni Rosjan, oprócz kiszonej kapusty, zajmują kiszone ogórki, które są dodawane do różnych potraw, zarówno tych serwowanych na zimno, jak i na gorąco, sałatek oraz służą do gotowania zupy ogórkowej. Rosjanie chętnie uprawiają warzywa na własne potrzeby, wykorzystując do tego celu prywatne działki oraz dacze.
Z powodu ograniczeń klimatycznych jabłka i gruszki były i nadal są najpopularniejszymi owocami. W przydomowych ogródkach hodowane są czerwone, czarne i białe porzeczki oraz agrest, wykorzystywane do robienia przetworów na zimę. Tradycyjnie surowe porzeczki uciera się z cukrem w stosunku 1:5, aby zimą sporządzać orzeźwiający słodki napój po rozcieńczeniu wodą. Wiele innych owoców sprowadza się z południowych regionów, np. brzoskwinie, wiśnie, czereśnie, śliwki, melony i arbuzy. Z Azji Środkowej importowane są winogrona, rodzynki i suszone morele. Od lat 70. XX wieku na rynku są obecne banany i pomarańcze, pochodzące z krajów Ameryki Łacińskiej i Afryki. Owoce cytrusowe są przywożone głównie z Maroka, Egiptu i Turcji. Obecnie egzotyczne owoce z całego świata można kupić we wszystkich większych metropoliach. Owoce jedzono surowe i przetwarzano na zimę przez suszenie, zamrażanie, robienie dżemów i konfitur, które później wykorzystywano do deserów i słodzenia herbaty.
Do przygotowywania posiłków masowo były i są wykorzystywane także dary runa leśnego (borówki, jagody, grzyby) oraz orzechy. Rosjanie nadal uwielbiają zbierać grzyby, szczególnie z rodzin borowikowatych i pieczarkowatych. Grzyby wykorzystywano świeże oraz suszono je, solono lub marynowano na zimę. Dzięki nim nadawano prostym potrawom wykwintnego smaku. W tradycyjnej kuchni rosyjskiej są także wykorzystywane nasiona maku i miód.

## Przyprawy i dodatki do żywności
Dawniej żywność przyprawiano do smaku cebulą, czosnkiem, chrzanem, solą i pieprzem, pietruszką, koperkiem, kminkiem, a także szafranem i goździkami. Rosjanie unikają przypraw o bardzo mocnym smaku lub zapachu, a także takich, które wywołują uczucie pieczenia na języku. Również współcześnie potrawy doprawia się do smaku przede wszystkim solą i czarnym pieprzem – solniczki i pieprzniczki znajdują się na stołach obiadowych. Kluczową rolę jako dodatek do potraw odgrywa w kuchni rosyjskiej śmietana. Śmietanę dodaje się do większości potraw: zup, blinów, sałatek, ziemniaków, wareników i deserów. Ze śmietany robi się też wielowarstwowy biały tort śmietankowy tzw. smetannik (ros. сметанник).
Koperek i nać pietruszki są głównymi roślinami przyprawowymi dodawanymi do potraw jako ich składnik bądź dekoracja. W tym samym celu, lecz głównie do sałatek, jest wykorzystywany zielony szczypiorek z młodych cebulek. Rośliną przyprawową niezbędną do gotowania dań charakterystycznych dla kuchni kaukaskiej i środkowoazjatyckiej jest natomiast świeża kolendra. Słodkimi paprykami i liśćmi laurowymi wzbogaca się zupy i potrawy duszone. Majonez, masło, śmietanę, ocet, chrzan, musztardę i keczup dołącza się do potraw, aby wpłynąć na ich smak lub podkreślić go, na przykład majonez lub majonez ze śmietaną łączy poszczególne składniki sałatek, a tarty chrzan z octem służy jako dodatek do zimnych mięs oraz mięs w galarecie. Z kuchni gruzińskiej kuchnia rosyjska przejęła dwa sosy do grillowanych mięs: adżikę i tkemali.
Oszczędnie używa się przypraw korzennych (anyżu, ziela angielskiego, goździków, cynamonu, gałki muszkatołowej), głównie do wypieku ciast i ciasteczek. W tradycyjnej kuchni do słodzenia używano miodu, konfitur, suszonych owoców, soków owocowych i cukru buraczanego. Miód oraz cukier stosowano także do konserwacji innych produktów spożywczych. W przepisach kulinarnych regularnie pojawia się też sok z cytryny jako dodatek do potraw, sosów i ciast.
Profil smakowy kuchni rosyjskiej, definiowany na podstawie przypraw powszechnie dodawanych do tradycyjnych potraw, został określony jako śmietanowo-koperkowy. Według Elisabeth Rozin, autorki książek kucharskich i historyka żywności, składniki smakowo-zapachowe odgrywają istotną rolę w kuchni narodowej i decydują o jej odrębności względem innych kuchni narodowych.

## Gospodarstwo domowe dawniej i współcześnie
Rosjanie w dalszym ciągu preferują domowe jedzenie. Są wymagający, jeżeli chodzi o ich dietę i poświęcają wiele wysiłku na robienie zakupów i przygotowywanie posiłków. Duży wybór głównie lokalnie wyprodukowanych produktów spożywczych oferują targi, organizowane co tydzień lub nawet każdego dnia, które można spotkać już w miastach liczących zaledwie kilka tysięcy mieszkańców. Na targu można kupić owoce (jabłka, gruszki, jagody oraz owoce z południowych regionów lub importowane), warzywa (ziemniaki, kapustę, marchewkę, szklarniowe pomidory i ogórki, buraki, rzepę, rzodkiewki), orzechy włoskie i pistacjowe, migdały, zieloną pietruszkę, koperek, szczypiorek i kolendrę, mąkę, ryż, makarony, suszone rośliny strączkowe (fasolę i groch), kiszone ogórki, kiszoną paprykę i kiszony czosnek – lokalnej produkcji lub domowej roboty, olej roślinny, suszone morele, daktyle i rodzynki, różne rodzaje miodu. W sekcji nabiałowej sprzedawcy oferują kwaśną śmietanę, twaróg, sery żółte, jogurt i kefir. Na stoisku mięsnym jest sprzedawane świeże mięso wołowe, wieprzowe i baranina – prosto z uboju i porcjowane na miejscu. Do nabycia są całe już oskubane kurczaki, zające, a okazjonalnie również inna dziczyzna. Na stoisku wędliniarskim można dokonać zakupu szynki, różnych kiełbas, w tym salami, słoniny czy pieczonych kurczaków. Często na targu można też dostać świeże, wędzone, suszone, mrożone albo puszkowane ryby, pochodzące z licznych rosyjskich rzek, jezior i mórz, a także kupić czarny lub czerwony kawior.
W spiżarni gospodynie domowe trzymają ziemniaki, marchew, cebulę, masło i olej słonecznikowy. Chleb oraz warzywa są kupowane prawie każdego dnia świeże. Pomidory i ogórki są powszechnie wykorzystywane do sałatek. Z leśnych borówek lub owoców z sadu są robione konfitury, tzw. warenje, dodawane do herbaty (nie zawierają sztucznej pektyny).
W domu gotowaniem zajmują się przede wszystkim kobiety, ale profesjonalnymi kucharzami są zarówno kobiety, jak i mężczyźni. W rodzinach wielopokoleniowych, żyjących pod jednym dachem, przyrządzanie posiłków jest domeną babci, a żona i wnuki jej w tym pomagają. Mężczyźni rzadko udzielają się w kuchni, gdyż jest to uważane za niemęskie zajęcie. Zwykle mężowie nie pomagają też w robieniu zakupów ani w sprzątaniu po posiłku. Ta tradycyjna tendencja ulega powoli zmianie – mężczyźni coraz częściej angażują się w gotowanie. W jednych gospodarstwach domowych zupa i danie główne są zwykle przyrządzane na kilka dni, podczas gdy w innych codziennie są robione świeże potrawy. W latach 90. XX wieku miejskie gospodarstwa domowe zostały wyposażone w liczne kuchenne urządzenia elektryczne, aczkolwiek zmywarka do naczyń jest w dalszym ciągu rzadkością. Coraz częściej w kuchni korzysta się z gotowych półproduktów i żywności przetworzonej. Na wsi sytuacja nie uległa aż tak znaczącej zmianie i przygotowywanie jedzenia jest nadal pracochłonne.
Dawniej każdej jesieni konserwowano żywność na zimę, wykorzystując w tym celu kiszenie, suszenie, wędzenie i zamrażanie. Domowe kwaszenie nieustannie pozostaje popularną metodą konserwowania warzyw na zimę. Rosjanie kiszą nie tylko kapustę, ale także ogórki, pomidory i grzyby, jedni z przyzwyczajenia, inni z konieczności, a jeszcze inni jako hobby.
Tradycyjnie Rosjanie spożywali trzy treściwe posiłki dziennie: śniadanie, obiad i kolację. Ostatnim czwartym, drobnym posiłkiem, około godziny dziewiątej wieczorem, była gorąca herbata, do której podawano kawałek ciasta, np. szarlotki. Jeżeli obiad był obfity i stanowił najważniejszy posiłek dnia, to kolacja była skromniejsza i na odwrót. Śniadanie składało się głównie z chleba z dodatkiem sera, jajek, mięsa, kaszy, ziemniaków i ewentualnie resztek z poprzedniego dnia. Do śniadania pito herbatę, czarną i posłodzoną. Obiad, spożywany w południe, składał się z chleba i zakąsek, zupy, drugiego dania (porcja mięsa lub ryby z ziemniakami, kaszą lub makaronem) i deseru. Zakąski, chleb, główne danie i deser składały się również na kolację. Pomiędzy posiłkami konsumowano słodkie przekąski (batony czekoladowe, słodycze) czy nasiona słonecznika.

## Cechy szczególne

### Piec do gotowania

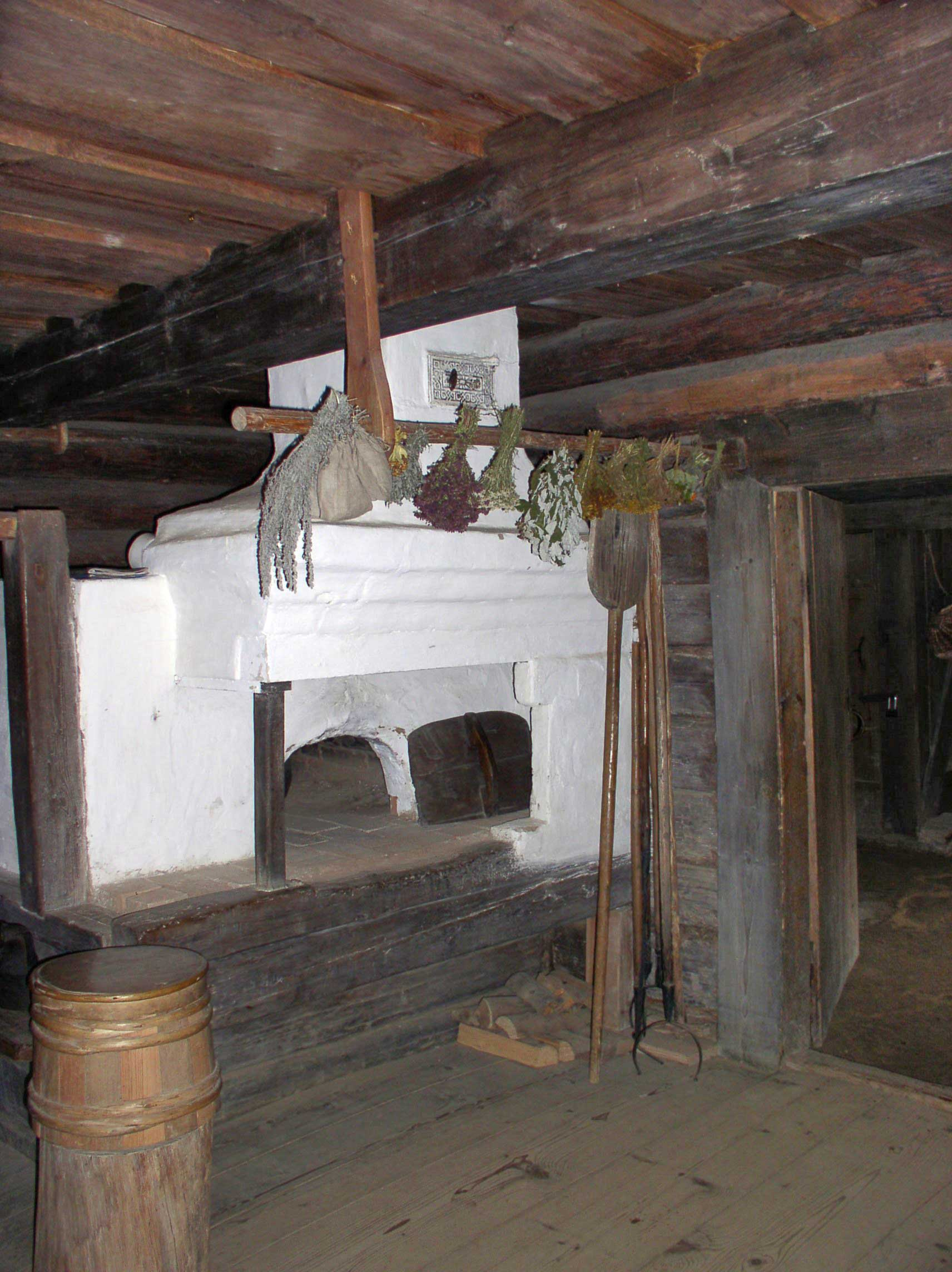
Rosyjski piec w białoruskim państwowym muzeum architektury ludowej i życia koło Mińska

Do gotowania od początku XV wieku był używany specjalny piec, najczęściej wykonany z gliny i opalany drewnem, który przez chłopów był także wykorzystywany do ogrzewania domu i do spania. Zazwyczaj stał centralnie w głównej izbie wiejskiego domu lub w rogu, zajmując dwie trzecie jej powierzchni. Piec miał dwie komory: jedną do powolnego gotowania i drugą do szybkiego pieczenia. Pozwalał na przygotowywanie potraw w stałej lub obniżającej się temperaturze, nigdy wzrastającej, co nadawało im specyficznego smaku, niemożliwego do osiągnięcia na współczesnej kuchence gazowej czy elektrycznej. W piecu tym można było suszyć owoce, wytwarzać kwas i pozostawić ciasto do wyrośnięcia. Szczególnie nadawał się do przyrządzania zup i potraw duszonych. W piecu gotowano kaszę. Kaszę gryczaną, która charakteryzowała się swoistym smakiem i zapachem, gotowano pod przykrywką, zaś kasze pszenne odkrywano pod koniec gotowania, aby dym i zapach drewna, którym palono w piecu, dostał się do środka i nadał jej dodatkowego zapachu. „Kasza sosnowa” była sporządzana, gdy w piecu palono drewnem i szyszkami sosny, a „kasza jodłowa”, gdy w piecu palono drewnem i szyszkami jodły. W ten sposób gotowano kasze w dni postne, aby nadać im dodatkowego aromatu.
Od XIX wieku piec ten zaczął być zastępowany przez znacznie mniejsze metalowe kuchenki na drewno lub węgiel, z palnikami do gotowania umieszczonymi na górze, które z biegiem lat, jeszcze przed końcem XIX wieku, wyparły stare piece zarówno w mieście, jak i na wsi. Ich wadą było to, że nie nadawały się do pieczenia ciemnego chleba ani przyrządzania kwasu. Te z kolei zostały zastąpione przez kuchenki gazowe i elektryczne.

### Żywność mrożona
Rosjanie znacznie wcześniej niż mieszkańcy Europy Zachodniej zaczęli wykorzystywać lód do utrwalania żywności i napoi. Pierwsza potwierdzona wzmianka o zamrażaniu żywności pochodzi z 1482 roku, ale najprawdopodobniej lód był wykorzystywany w tym celu już w IX i X wieku. Carowie posiadali specjalne piwnice z lodem do zamrażania mięsa i ryb. Rosjanie ze wszystkich warstw społecznych stosowali tę metodę przechowywania żywności. W zimnych piwnicach zwykłych domostw znajdowało się specjalne wgłębienie na lód. Latem chłodnie lodowe służyły także do przetrzymywania innych typów żywności, która była podatna na zepsucie, np. galaretek mięsnych, deserów czy lodów. Na lodzie trzymano również butelki z sokami owocowymi i beczki z ogórkami, które dopiero po nastaniu mrozu przenoszono z chłodni lodowej do zimnej piwnicy. W lodzie zagrzebywano beczki wypełnione solonym jesiotrem, kaczkami, marynowanymi węgorzami czy solonymi szynkami itd.

### Chleb

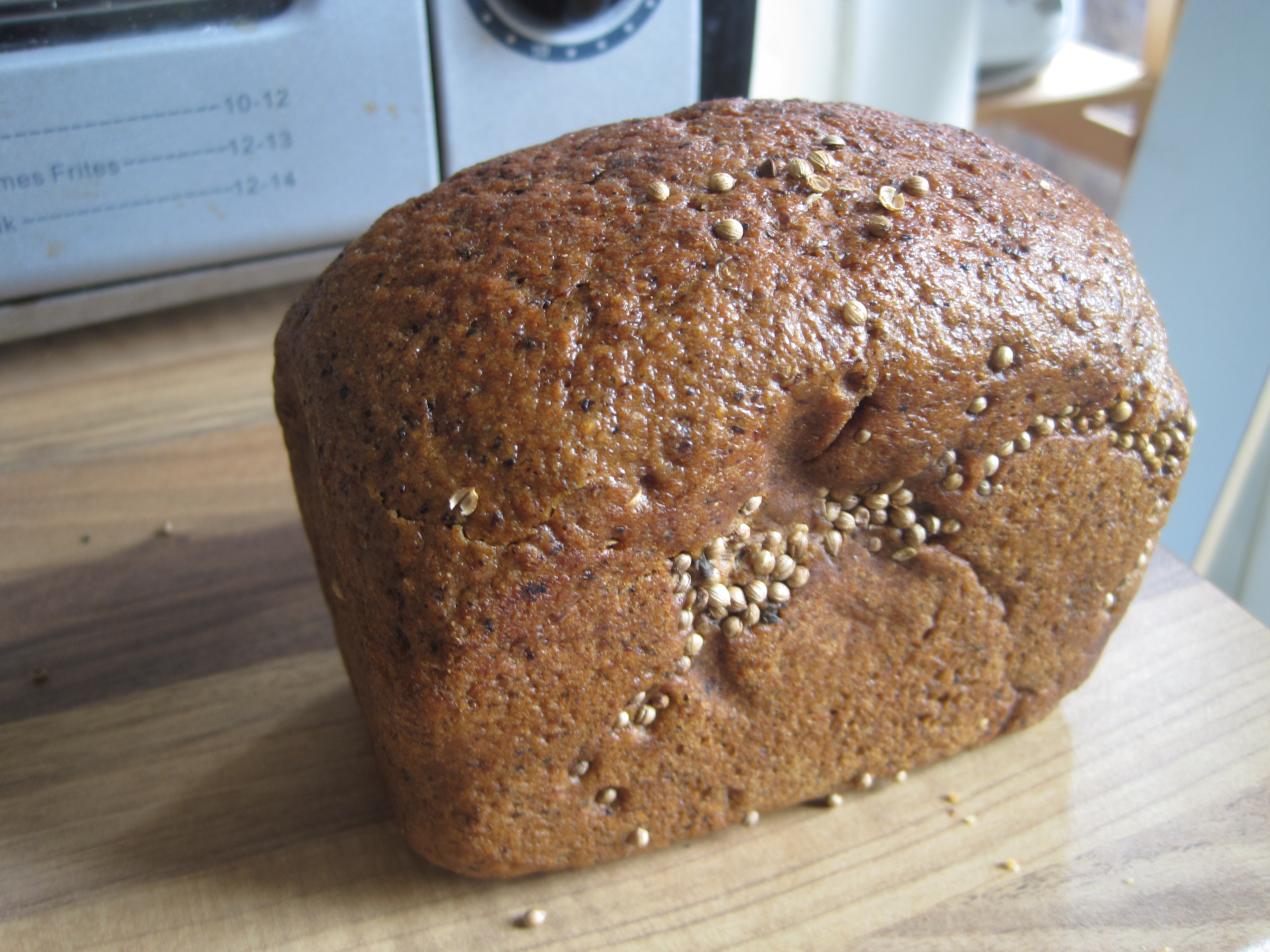
Nieustannie popularny chleb borodyński

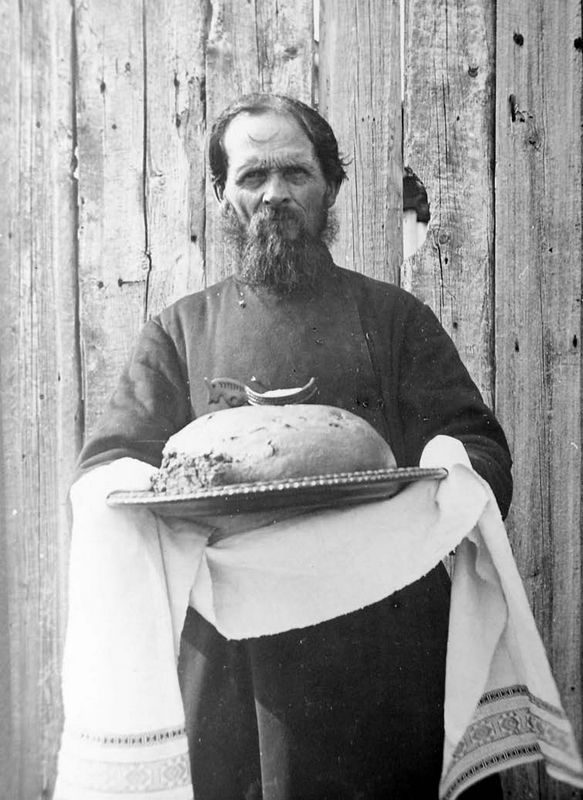
Witanie chlebem i solą, zdjęcie z albumu wykonane przed 1917

Ciemny, ciężki, sycący, kwaśny chleb żytni, wyrabiany na zakwasie, pojawił się już w IX wieku i stał się narodowym chlebem Rosjan. Miłość do czarnego chleba na zakwasie była przyczyną rozdźwięku pomiędzy Kościołem prawosławnym a Kościołem łacińskim podczas soborów, ostatecznie w połowie XI wieku biskupi Cerkwi prawosławnej odrzucili chleb przaśny i wybrali religijno-handlowe ukierunkowanie na Bizancjum, a nie na łaciński Zachód. Początkowo chleb wypiekano po domach, lecz już w okresie staroruskim pojawiły się piekarnie. W dni postne pieczono chleb postny, czyli bez dodatków i dekoracji, wyłącznie z mąki na zakwasie. Na święta oraz w pozostałe dni niepostne pieczono również chleby z dodatkami tj. masło, mleko, jaja, oraz bogato zdobione np. korowaj. Zakwas na chleb cyrkulował między sąsiadami. Chleb pszenny był droższy niż żytni, gdyż pszenicę uprawiano wówczas jedynie w południowej części Rusi. Wypiekano też chleb gryczany, „sitny” z mąki wielokrotnie przesiewanej przez sita (ros. ситный хлеб), „zbity” (ciasto na ten chleb było trzykrotnie „bite” po każdorazowym wyrośnięciu) i chleb pieczony na liściach kapusty lub dębu. Bochenki chleba wkładano do pieca i wyjmowano z niego za pomocą drewnianej łopaty. Aby sprawdzić, czy chleb był już upieczony, opukiwano go od spodu drewnianą łyżką. Początkowo chleb rwano lub łamano rękami, czasami robiono w tym celu drewnianymi łopatkami nacięcia na surowym bochnie chleba. Na północy zimą do zarobienia ciasta na chleb używano odwaru z szyszek sosnowych lub jodłowych, zawierającego witaminy i sole mineralne. Taki chleb miał smak lekko gorzki.
Chleb stanowił podstawę diety i był konsumowany w dużych ilościach. Chleb, pokrojony na grube kromki, był podawany do każdego posiłku jako jego uzupełnienie, do szczi lub innej zupy, a także jako jedna z zakąsek, od których rozpoczynał się posiłek. Do chleba podawano masło. Dostępne były trzy rodzaje chleba: biały, czarny żytni i szary pszenno-żytni. Chleb żytni występował w licznych wariantach, których nazwy były tworzone od regionu lub wsi, z którego pierwotnie pochodził. Biały chleb pszenny praktycznie nie był powszechnie dostępny aż do początków XX wieku.
W XVI wieku odwiedzający Moskwę przybysze z Zachodu uskarżali się na kłopoty z trawieniem rosyjskiego żytniego chleba, podczas gdy w późniejszych wiekach arystokracja rosyjska powracała z wycieczek do Paryża osłabiona brakiem „normalnego chleba” w diecie, którego nie można było tam nigdzie kupić.
Chleb był symbolem pożywienia, dostatku i gościnności, dlatego od wieków Rosjanie witali ważnych gości chlebem i solą. Już w okresie staroruskim uczty wydawane przez władców dla zagranicznych posłów rozpoczynały się od poczęstowania ich chlebem (korowajem) i solą (oraz kawałkiem pieczonego łabędzia). Powinnością osoby przybyłej w odwiedziny było oderwanie kawałka chleba, posolenie go przez włożenie do naczynia z solą i zjedzenie. Według zbioru staroruskich reguł obyczajowych, dotyczących kierowania gospodarstwem domowym i życiem rodzinnym pt. Domostroj, napojem oraz chlebem i solą należało również poczęstować wroga, aby zawrzeć z nim porozumienie. Odmowa poczęstowania się chlebem i solą była uznawana za zniewagę gospodarza. Tradycję częstowania gości chlebem i solą rzadko obserwuje się obecnie w codziennym życiu, lecz bywa ona praktykowana podczas oficjalnych ceremonii państwowych i na specjalne okazje, np. po ceremonii ślubnej rodzice pana młodego lub panny młodej witają ich w swoich domach, częstując chlebem i solą.
Większość współcześnie wypiekanego chleba pochodzi z fabryk lub dużych piekarni. Chleb i inne wypieki piekarnicze występują w niezliczonych wariantach: słonych i słodkich; z ciasta ubogiego w tłuszcz i cukier lub przeciwnie z ciasta zawierającego duże ilości tłuszczu, cukru i jaj; z dodatkiem proszku do pieczenia, drożdży lub zakwasu; z dodatkiem przypraw, orzechów czy owoców, np. kminku lub rodzynek.

### Kasza

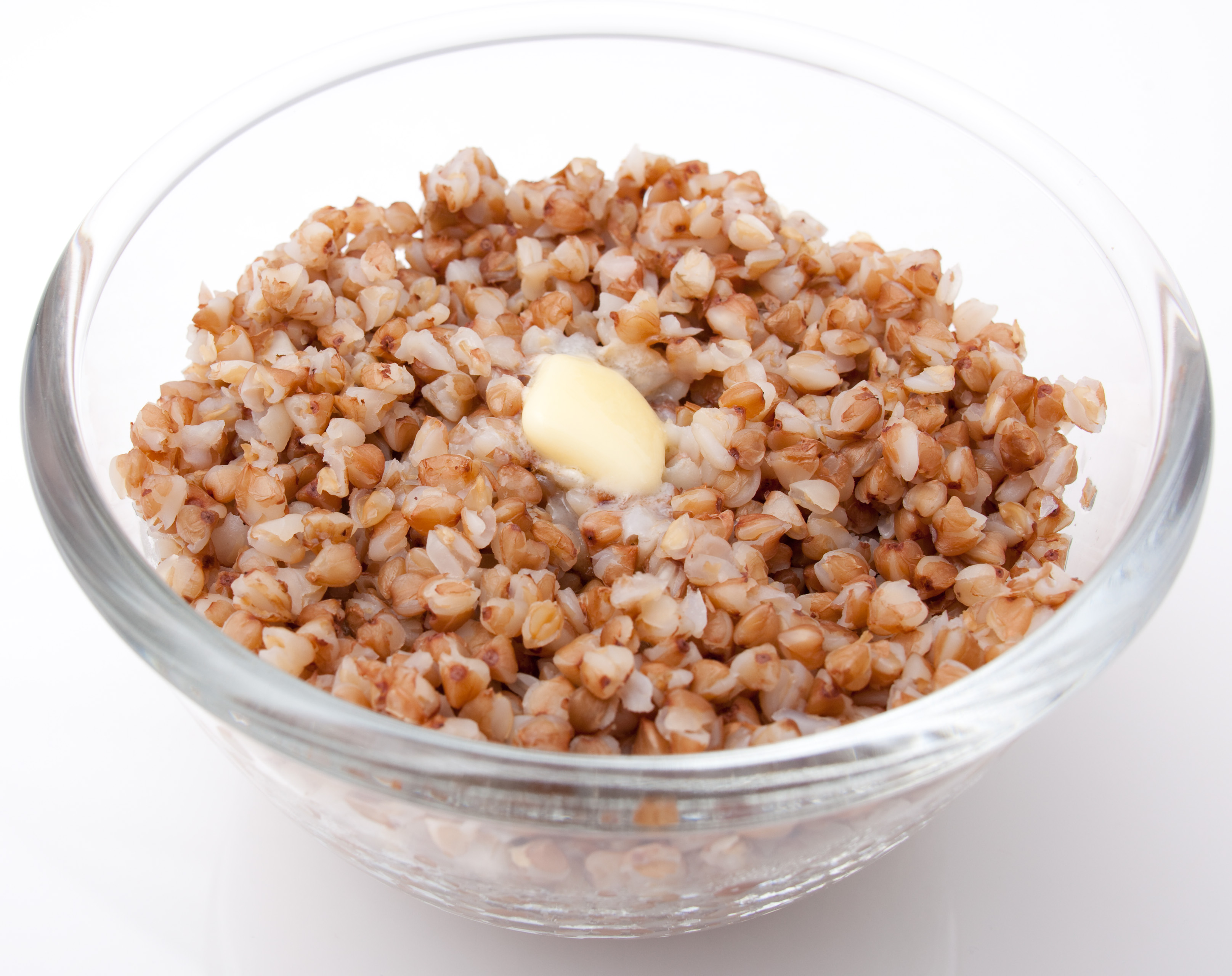
Ugotowana kasza gryczana z masłem

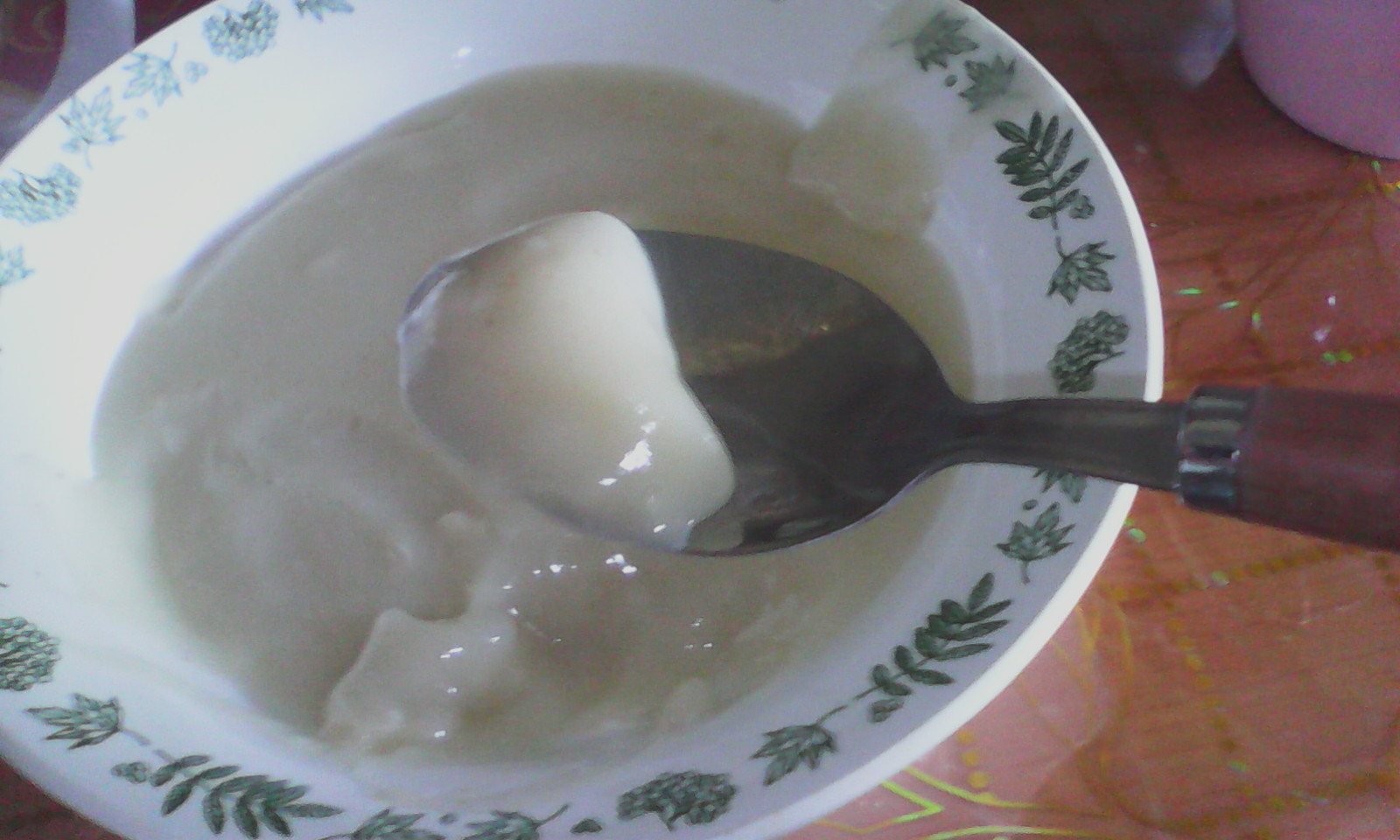
Kisiel owsiany

Już na Rusi przodkowie dzisiejszych Rosjan spożywali kaszę, pszenną, owsianą, jaglaną i gryczaną, przygotowywaną na różne sposoby, ugotowaną lub zapieczoną w piecu, na słodko lub na słono, z różnymi dodatkami. Gryka pojawiła się w rosyjskiej diecie w X wieku, dzięki wymianie handlowej z Cesarstwem Bizantyńskim. Z jej nasion produkowano kaszę, która stała się jednym z głównych składników codziennego pożywienia, służąc jako dodatek do dań lub danie główne dla ubogich. Kasza gryczana była uważana na Rusi za „królową kasz”. Ugotowane kasze były podstawą pożywienia ubogich, czyli pokarmem powszechnie spożywanym w dużych ilościach, pokrywającym większość dziennego zapotrzebowania energetycznego i odżywczego, dlatego też Rusini nazywali kaszę „drugim chlebem”.
Wiosną do garnka z gotującą się w piecu pszenną kaszą wkładano na wierzch kwitnące gałązki klonu lub brzozy, które po ugotowaniu wyjmowano. W ten sposób przyrządzano odpowiednio „kaszę klonową” i „brzozową”, spożywane w dni postne. Kaszę postną gotowano też z rybą, a w zwykłe dni z głowami zwierząt np. świni lub słoniną, aby była syta. Rzadkie potrawy z kaszy oraz kisiel owsiany jedzono łyżką, zaś potrawy twarde rękami. Z kaszy sporządzano też kutię.
W Rosji kaszę produkowano z gryki, jęczmienia, owsa i prosa. Dostępne były kasze o różnym stopniu rozdrobnienia, lecz najpopularniejsze były kasze gruboziarniste. W bogatych miejskich domach na stole gościł też ryż (po rosyjsku kasza ryżowa, czyli z ryżu) i semolina. Współcześnie w Rosji na rynku były i są dostępne różne rodzaje kasz: gryczana, jaglana, jęczmienna, manna oraz płatki owsiane. Ugotowana na sypko kasza mogła być podawana na słodko lub na słono, zarówno jako osobna potrawa, jak i dodatek do innej potrawy. Kaszę gotowano na wodzie lub na mleku z dodatkiem cukru lub soli. Także obecnie kasza jest popularna na śniadanie. Dawniej gotowano ją w glinianych lub żeliwnych naczyniach w piecu, obecnie jest przyrządzana w garnkach na kuchenkach gazowych lub czasami w piekarniku albo w kuchence mikrofalowej. Kasza stanowiła też tradycyjny gorący posiłek w wojsku, szczególnie podczas ćwiczeń na poligonie. Wojskowy kucharz nazywa się w języku rosyjskim „kaszewar” (кашевар) od wyrazów kasza i gotować. Kasza manna była powszechnie gotowana na wodzie z mlekiem na śniadanie w czasach ZSRR i w dalszym ciągu cieszy się popularnością, lecz jedynie wśród starszych pokoleń.

### Rzepa, groch, ziemniaki
Rzepa i zielony groch były szeroko wykorzystywane, szczególnie w menu kuchni staroruskiej, zanim w Rosji upowszechniły się ziemniaki. Preferowano rzepę o żółtym miąższu, której bulwa była u góry lekko zabarwiona na fioletowo. Rzepę przyrządzano na słono i na słodko, a z młodych zielonych listków robiono sałatki. Również zielony groch był przyrządzany na różne sposoby, w całości lub tłuczony, z mięsem, ze słoniną lub z masłem. Robiono z niego zupę, kotlety oraz łapszę, czyli poprzednik współczesnego makaronu, po dodaniu do niego mąki i jaj. Wysuszone na słońcu ciasto cięto na kawałki i przechowywano w lnianych woreczkach pod sufitem, aby zimą wykorzystać jako dodatek do zup z mięsem. Na zimę groch też suszono w strąkach. Wysuszone nasiona grochu były używane nie tylko w celach kulinarnych, ale także do wypełniania rosyjskiego odpowiednika marakasów. Na Rusi znany był też „ser z grochu”. Początkowo za panowania Piotra I ziemniaki były uprawiane jedynie na potrzeby carskiego stołu, gdyż prosty lud odnosił się do nowego warzywa nieufnie, nazywał ziemniaki „diabelskimi jabłkami” (ros. чертовы яблоки) i nie chciał ich jeść. Dopiero ukaz carski i poznanie możliwości kulinarnych, które dawały ziemniaki, sprawiły, że stały się „drugim chlebem” dla Rosjan („pierwszym chlebem” dla Białorusinów). W XIX wieku ziemniaki ostatecznie wyparły z kuchni rosyjskiej rzepę. Obecnie, obok chleba, ziemniaki stanowią podstawowy składnik diety Rosjan. Są najchętniej spożywaną przystawką do dania głównego. W domu są najczęściej obierane i gotowane lub pieczone razem ze skórką. Ugotowane ziemniaki podaje się z masłem, koperkiem i kwaśną śmietaną. W restauracjach oraz na specjalne okazje ziemniaki przyrządza się w bardziej wyszukany sposób. Szczególnie lubiane są pieczone ziemniaki połączone z grzybami, cebulą i kwaśną śmietaną. Mogą być też podawane tłuczone lub jako purée. Z ziemniaków w połączeniu z innymi składnikami (m.in. ugotowanymi warzywami) przyrządza się sałatki, np. sałatkę Olivier czy winegret. Z tartych ziemniaków smaży się draniki, czyli placki ziemniaczane (kartoflane ołady), które są charakterystyczne także dla kuchni białoruskiej. Współcześnie nastała również moda na frytki.

## Tradycyjne potrawy
Pierwsze rosyjskie książki kucharskie, Dawna pani domu (ros. Старинная русская хозяйка) Nikołaja Osipowa z 1794 i Rosyjska kuchnia (ros. Руская поварня) Wasilija Lewszyna z 1816, zawierały kolekcję autentycznych przepisów na dawne rosyjskie potrawy. Między innymi podawały sposób przygotowania szczi, barszczu, solanki, kaszy, blin, ciasteczek z gryki, kisielu z żyta lub pszenicy na zakwasie albo płatków owsianych, okroszki, botwinki, uchy, razsolnika, oładów, mięs na zimno i w galarecie serwowanych z czosnkiem lub z chrzanem i kwaśną śmietaną, drobiu na zimno z cytryną, ogórków kiszonych, siekanych jajek na twardo ze śmietaną, czosnkiem i kwasem.
Tradycyjny posiłek składał się z czterech dań:
- zimnych zakąsek,
- zakąsek na ciepło i gorących zup,
- pieczonego mięsa polanego gęstym sosem warzywnym, owocowym lub owocowo-warzywnym, o konsystencji purée, smaku słodkim lub kwaśnym, tzw. wzwarem (ros. взвар), który wykorzystywano także do dziczyzny i ryb, oraz
- słodkich lub pikantnych wypieków.

Tradycyjny rosyjski stół charakteryzował się nie tyle elegancją, co różnorodnością potraw i obfitością jedzenia.

### Zakąski

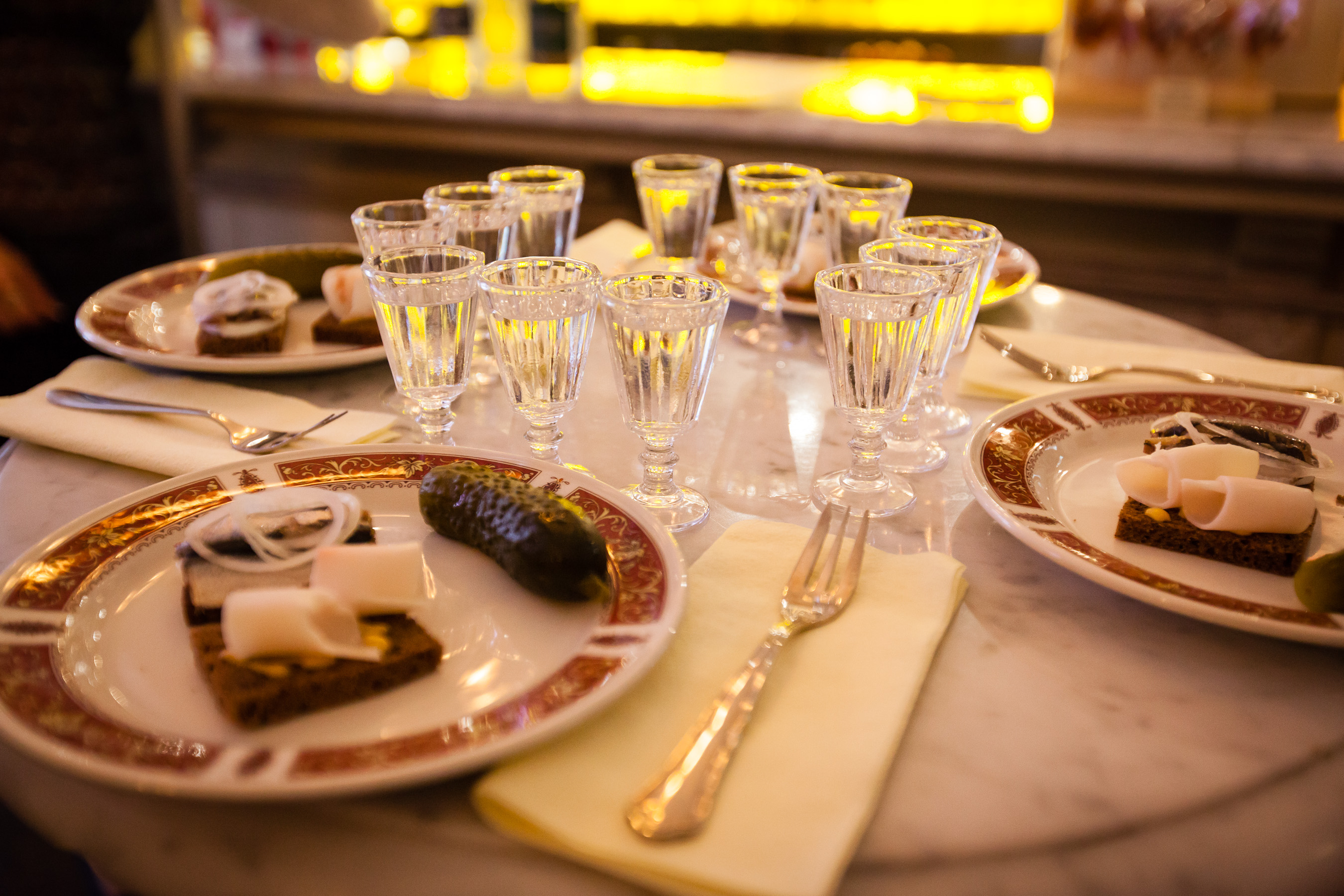
Rosyjskie zakąski

Podawanie zakąsek należy do dawnych tradycji rosyjskich. Od nich zaczynał się posiłek. Nazwa zakąski (ros. закуски) stała się modna pod koniec XVIII wieku. Zakąski mogą być zarówno zimne, jak i ciepłe, przy czym zakąski na zimno poprzedzają podawanie zakąsek na gorąco. Rosjanie nigdy nie serwowali tylko głównego dania, jednak podawanie zakąsek jest obecnie zanikającą tradycją, co wynika m.in. ze zmiany stylu życia Rosjan. Dawniej uroczysty posiłek bez różnych zakąsek poprzedzających go był nie do pomyślenia i dotyczyło to zarówno klas wyższych, jak i tych najuboższych. Zakąski były w estetyczny sposób ułożone na stole. Ich celem było nie tylko pobudzenie apetytu, ale także poprawienie humoru biesiadnikom. Gospodarz witał gości okrągłym chlebem i solą, umieszczonymi na wyszywanej serwetce, i oferował im najlepsze miejsca przy stole. Dopiero po ceremonialnym pokrojeniu chleba i podzieleniu się nim, serwowano zakąski. W X wieku były to kawałki suszonej lub solonej ryby, marynowane grzyby, mięso i drób w galarecie oraz przetwory z warzyw. W miarę upływu czasu gospodynie wykreowały różnorakie inne formy zakąsek. W selekcji i komponowaniu zakąsek, w przeciwieństwie do posiłków obowiązujących w dni świąteczne czy żałobne, nie obowiązywały żadne reguły i każda gospodyni mogła popisać się własnym kunsztem kulinarnym. W skład zakąsek wchodziły małe, owalne faszerowane bułeczki pi(e)rożki, a ostra musztarda domowej produkcji miała za zadanie pomóc w trawieniu pokarmów. Śledzi w różnej postaci (marynowanych, solonych, wędzonych, siekanych, w śmietanie czy jako składnik sałatek), kawioru z bakłażana oraz sałatek z gotowanych warzyw nie mogło zabraknąć na stole z zakąskami. We współczesnej wersji na półmisku, udekorowanym zieleniną i plasterkami cytryny, mogły zostać przykładowo ułożone jako zakąski: wędzone ryby (śledzie, węgorze, jesiotry, sardynki, makrele, leszcze), nadziewane węgorze, ugotowany jesiotr, anchois, krewetki, inne skorupiaki, marynowane grzyby, oliwki, papryka nadziewana kapustą kwaszoną, kiszone zielone i czerwone pomidory, jajka faszerowane, miniaturowe dynie czy kiszone ogórki; marynowana biała kapusta z czerwonymi buraczkami; różne sałatki, np. sałatka z kiszonej kapusty, z surowej białej kapusty z jabłkiem, z czarnej rzodkwi, sałatka Olivier, winegret czy śledź pod pierzynką. Kawior (solona ikra) jest jedną z najbardziej prestiżowych zakąsek w kuchni rosyjskiej, podczas gdy chleb pokrojony na kromki pozostaje najprostszą, ale i najważniejszą z nich, bez chleba żaden posiłek nie jest uważany za kompletny.
Do zakąsek pito wódkę. Kieliszek wypełniony wódką należało wypić jednym haustem, a nie powoli sączyć. Zarówno przed wypiciem wódki, jak i zaraz po jej wypiciu należało zakąsić. Prostymi i popularnymi zakąskami, których spożycie zarówno poprzedza, jak i wieńczy wypicie napoju alkoholowego podczas przyjęcia, np. urodzinowego czy noworocznego, są: kiszone ogórki, plasterki słoniny na chlebie z czosnkiem, kwaszona kapusta, galareta mięsna, ziemniaki, salami na chlebie z masłem, kiszone grzyby, marynowany śledź na ciemnym chlebie z cebulką, kawior na chlebie, domowej roboty kiszone pomidory i inne warzywa, porcja sałatki, np. winegret, Olivier (z gotowanych ziemniaków, kiełbasy i zielonego groszku w majonezie) czy śledzia pod pierzynką, zupa rybna ucha, barszcz czerwony obowiązkowo z porcją kwaśnej śmietany, a latem także szaszłyki mięsne.

### Pi(e)róg i pi(e)rożki

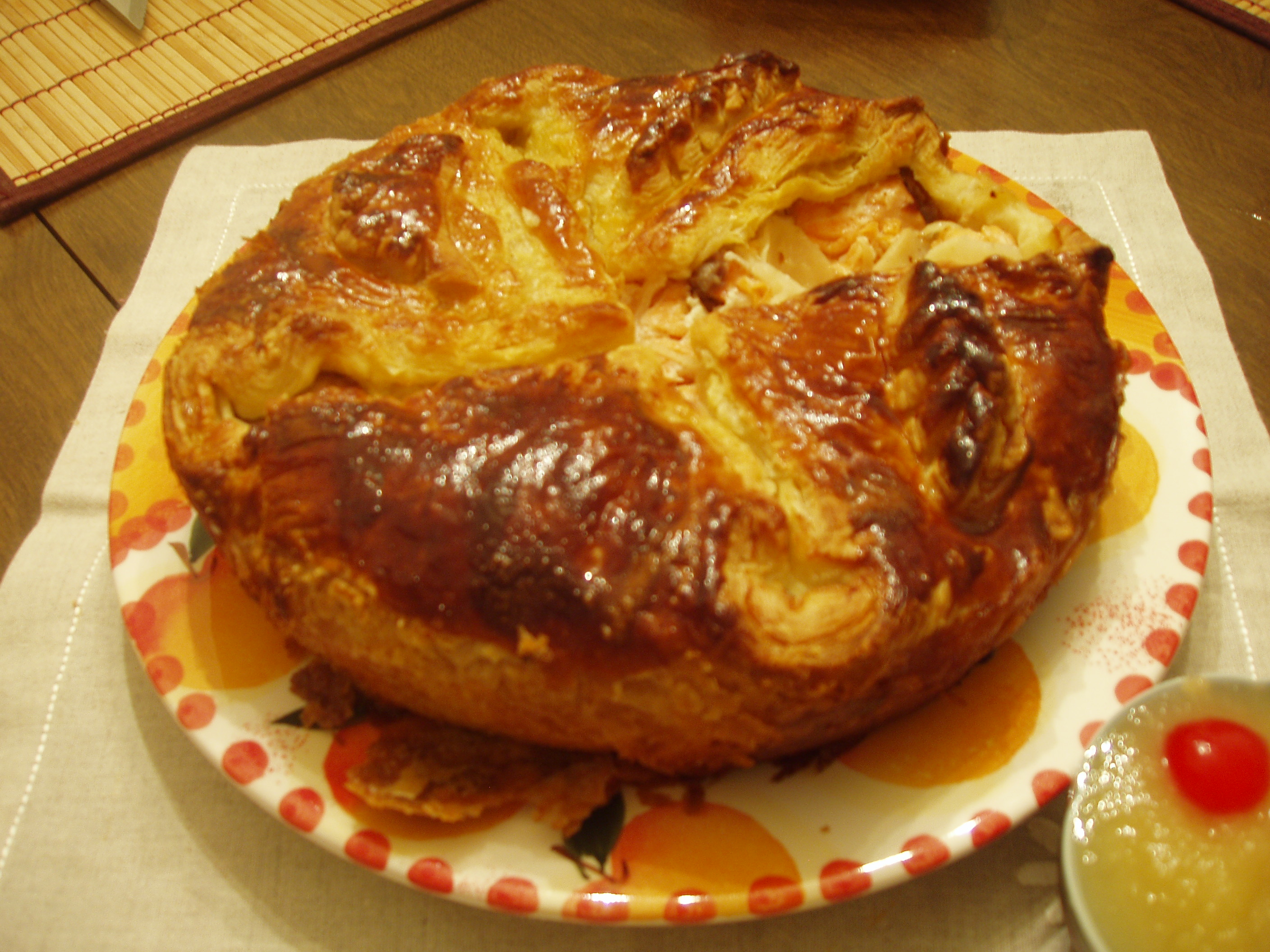
Duży pi(e)róg rybny

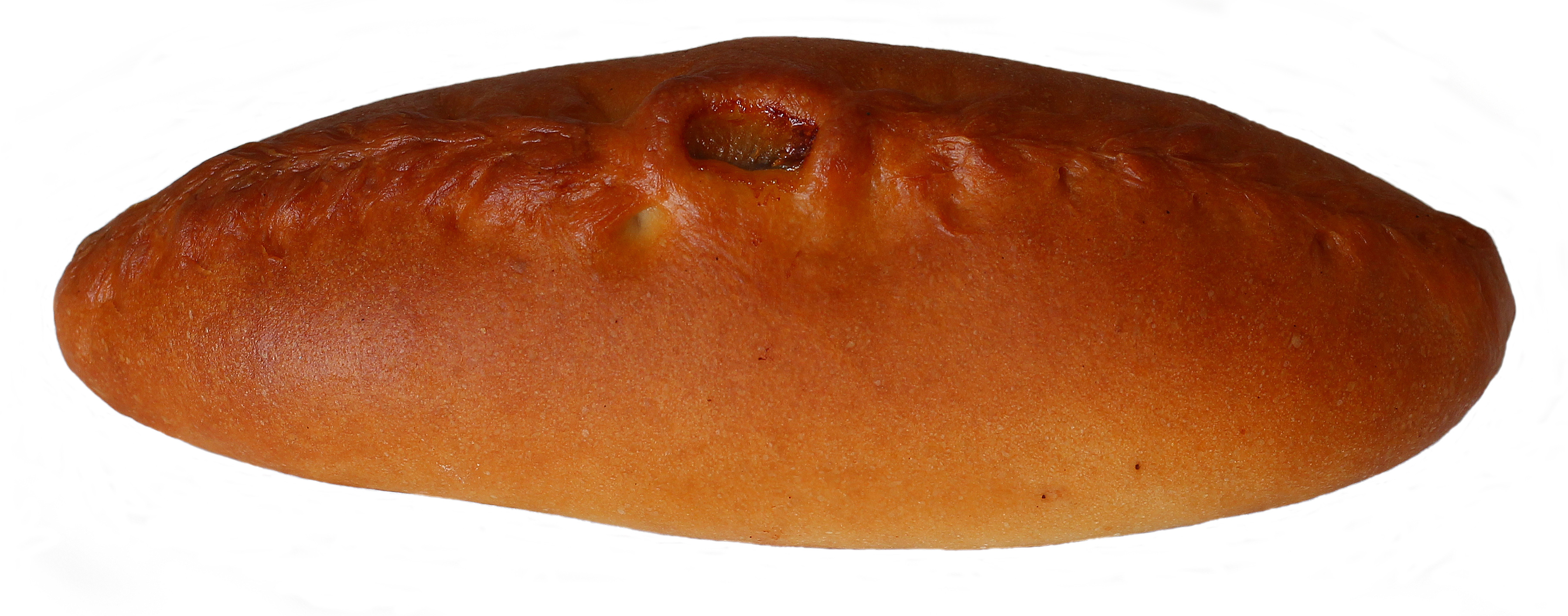
Pi(e)rożek z nadzieniem rybnym tzw. rastiegaj

Honorowe miejsce na rosyjskim stole zajmował pi(e)róg, czyli farsz (pikantny lub słodki) zawinięty w „kopertę z ciasta” i upieczony. Zawijanie farszu w „kopertę z ciasta” jest starą praktyką kulinarną, bardzo charakterystyczną dla kuchni rosyjskiej. Pi(e)rogi mogły być proste z nadzieniem z resztek oraz ekskluzywne. Wykwintne pi(e)rogi pojawiały się na stole na specjalne okazje, np. w trzecim dniu po ślubie panna młoda częstowała gości pi(e)rogami i mniejszymi pi(e)rożkami. Pi(e)rogi mogły mieć różne kształty, ale najczęściej były okrągłe lub prostokątne, rzadziej trójkątne. Mogły być także różnej wielkości. Były robione z różnych rodzajów ciasta o smaku zarówno słonym, jak i słodkim: ciasta francuskiego, drożdżowego, kruchego. Były nadziewane różnymi składnikami, np. farszem rybnym, świeżą kapustą, kiszoną kapustą w połączeniu z rybami lub grzybami, mięsem i jajami, ziemniakami, marchewką, farszem mięsnym, kaszą lub kaszą gryczaną z grzybami, mięsem z kurczaka i ryżem czy szpikiem jesiotra w połączeniu z grzybami lub w kombinacji z ryżem, jajami i rybami, borówkami itp. Niektóre miały własne nazwy, np. pieróg Millet, kurnik czy kulebiak. Kurnik, pi(e)róg o kształcie kopuły z dziurką w środku, nadziewany farszem, którego głównym składnikiem było mięso z kurczaka, gościł tradycyjnie na stołach podczas uczt weselnych.
Podobnie pi(e)rożki – mniejsza wersja pi(e)roga w porcji dla jednej osoby, czyli małe owalne lub okrągłe nadziewane bułeczki – mogły być robione z ciasta drożdżowego, francuskiego lub kruchego. Jako nadzienie wykorzystywano np. farsz wołowy, świeżą kapustę, świeże grzyby, suszone grzyby i szpik jesiotra, kaszę gryczaną z jajami lub grzybami, farsz rybny, świeże śledzie, ryż z jajami, marchew itd. Pierożki były podawane do zupy oraz jako zakąska czy przekąska.
Zarówno pi(e)róg, jak i pi(e)rożki mogły być pieczone lub smażone na głębokim tłuszczu. Pi(e)rogów ani pi(e)rożków nie gotuje się w wodzie tak jak polskich pierogów. Rosyjskim odpowiednikiem polskich pierogów gotowanych są wareniki.

### Bliny, blińczyki i ołady

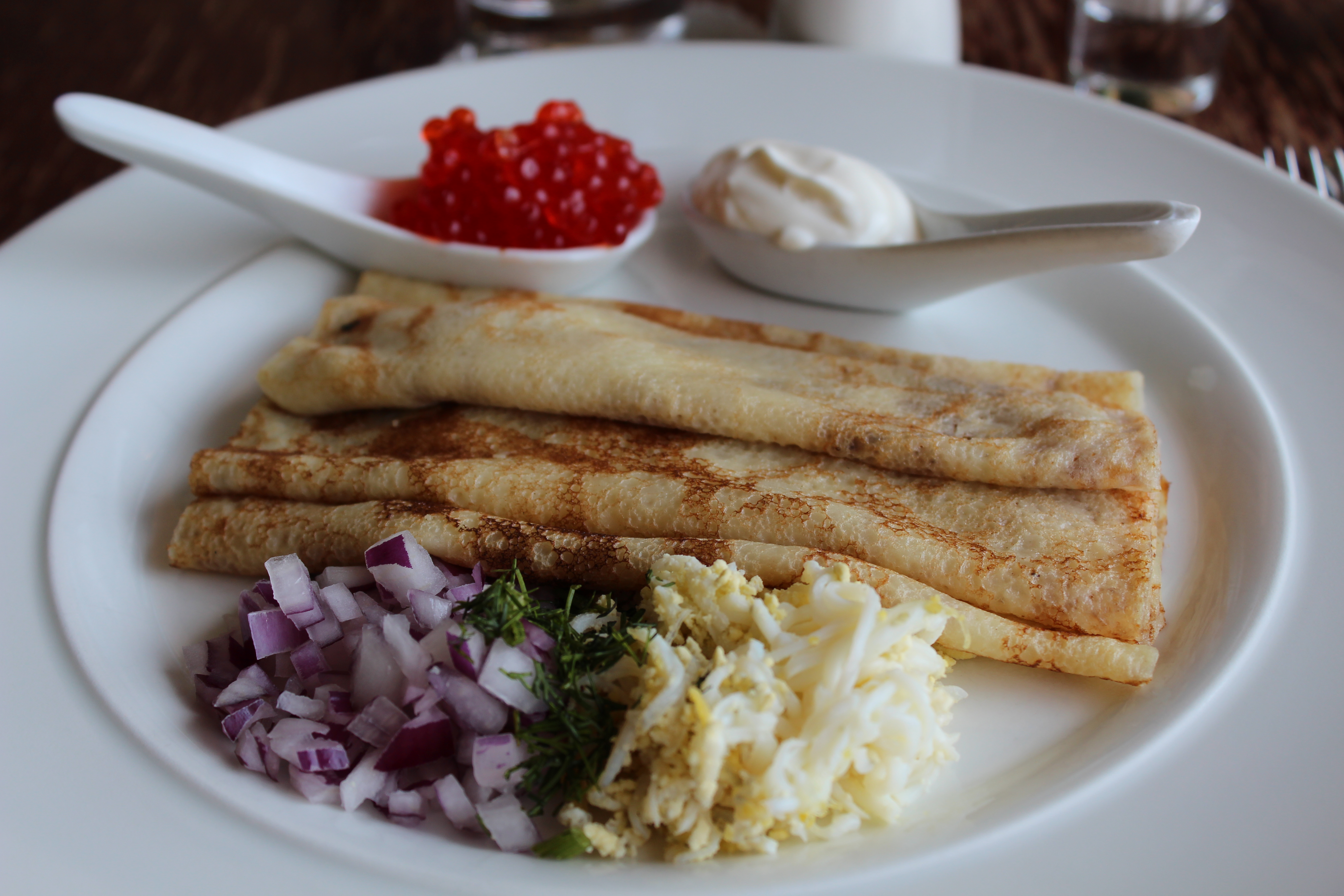
Bliny z dodatkami

Bliny (ros. блины) to tradycyjna potrawa kuchni rosyjskiej, która jest znana także poza granicami Rosji. Te okrągłe naleśniki, być może symbolizujące słońce, były spożywane podczas obchodów wiosennego święta Maslenicy. Podawano je także na stypach, ślubach i matkom po porodzie. Podczas uroczystości weselnych pierwszy blin poświęcano duszom zmarłych przodków i należało go położyć na oknie lub oddać biednemu. Obecnie bliny można znaleźć w menu prawie każdej restauracji. Są robione z rzadkiego ciasta drożdżowego i po upieczeniu układane w wysoki stos z kostką masła pomiędzy warstwami naleśników. Tradycyjnie do ich wyrobu używano mąki gryczanej, ale obecnie do ich wyrobu powszechniej używa się białej mąki pszennej. Bliny mogą być serwowane bez dodatków lub z dodatkami, np. śmietaną, kawiorem, wędzonym jesiotrem, konfiturą wiśniową czy jabłkami z cynamonem. We współczesnej kuchni rosyjskiej istnieje ich wiele odmian, np. pieczone na drożdżach lub bez, gryczano-pszenne, gryczano-żytnie, z mąki żytniej, kukurydzianej, owsianej, jęczmiennej, ryżowej, a nawet kokosowej. Bliny należy jeść, gdy są jeszcze ciepłe i wilgotne. Lew Tołstoj lubił jeść bliny z miodem.
Cieniutkie jak papier naleśniki crêpe pieczone z ciasta bez drożdży i o małej zawartości mąki, to blińczyki (ros. блинчики), które są podawane jako deser lub dodatek do herbaty. Ołady (ros. oладьи) zaś to smażone placki, o rozmiarze mniejszym niż bliny, ale znacznie grubsze.

### Pielmieni i wareniki

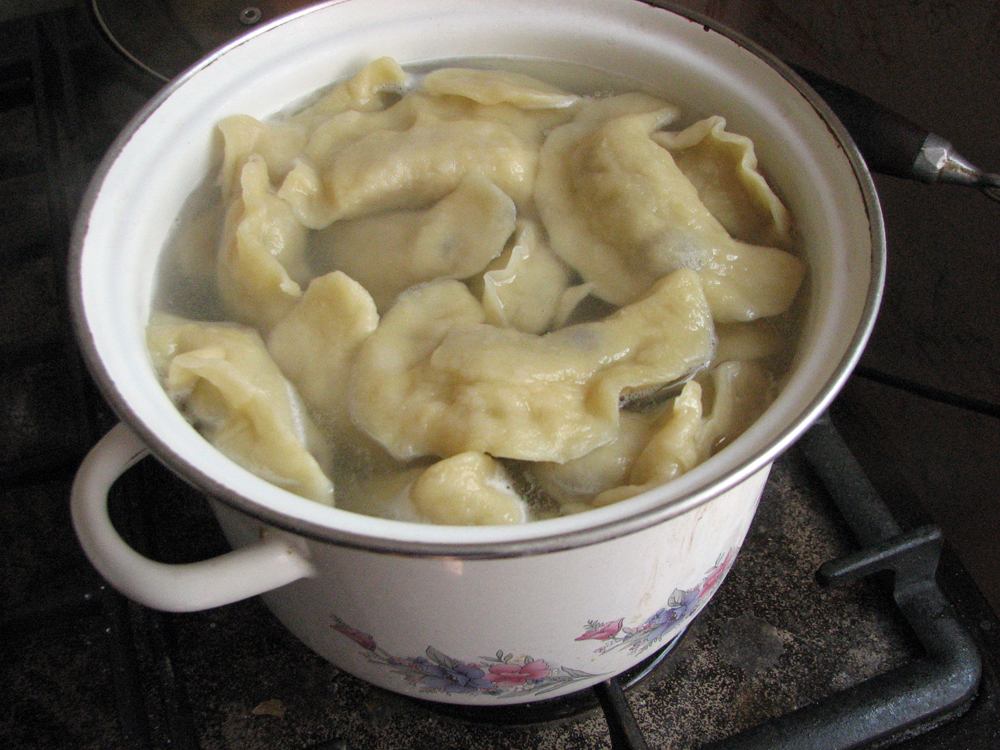
Wareniki z wiśniami

Pielmieni są w dalszym ciągu jedną z ulubionych potraw Rosjan. Są to małe pierogi z nadzieniem mięsnym, najprawdopodobniej wywodzące się z kuchni ludów zamieszkujących Syberię. Ich nazwa pochodzi z języków ugrofińskich i nawiązuje do dwóch słów: chleba i ucha. Nie wiadomo dokładnie, kiedy pielmieni pojawiły się w kuchni autochtonicznych ludów syberyjskich, ani kiedy przeniknęły stamtąd do kuchni rosyjskiej. Według innej hipotezy pielmieni mogą mieć swoje kulinarne korzenie w kuchni chińskiej, skąd wraz z Mongołami przybyły na Syberię i w rejon Uralu, po czym rozprzestrzeniły się do Europy Wschodniej. Myśliwi chętnie zabierali ze sobą zamrożone pielmieni jako odżywczą potrawę podczas długich zimowych wypraw łowieckich. Pielmieni są także tradycyjną potrawą w kuchni tatarskiej, gdzie były podawane do klarownej zupy. Tradycyjne syberyjskie pielmieni miały farsz zrobiony z koniny i były serwowane z octem. W zachodniej części Rosji pielmieni mają farsz zrobiony z mięsa wołowego i są często podawane z masłem zamiast octu.
Małe pierogi pielmieni są robione z cienko rozwałkowanego ciasta przaśnego (bez dodatku drożdży), w które oblepiany jest surowy farsz mięsny (pół na pół wołowo-wieprzowy z dodatkiem cebuli, czosnku, soli i czarnego pieprzu). Pielmieni oblepiane są na kształt półksiężyca, po czym ich rożki są ze sobą zlepiane. Są gotowane na wolnym ogniu w posolonej wodzie. Po odcedzeniu są okraszane masłem, dekorowane porcją kwaśnej gęstej śmietany i posypywane posiekaną pietruszką, koperkiem lub szczypiorkiem.
Rosyjskie wareniki są odpowiednikiem polskich pierogów gotowanych. Mają swoje odpowiedniki także w innych kuchniach narodowych, np. białoruskiej, ukraińskiej czy litewskiej. Wareniki są większe niż pielmieni. Mogą być wypełnione farszem ziemniaczanym, z ugotowanych i potłuczonych ziemniaków wymieszanych z usmażoną cebulką, świeżą kapustą sauté lub kiszoną z przyprawami, nadzieniem z odciśniętego sera twarogowego typu cottage cheese, doprawionego na słodko lub na pikantnie, grzybami, mięsem. Po oblepieniu mają wygląd półksiężyców lub trójkątów. Pierogi ruskie w Rosji znane są jako wareniki polskie (ros. вареники польские). Pikantne wareniki są po ugotowaniu najczęściej polewane roztopionym masłem lub podawane z porcją kwaśnej śmietany. Latem wareniki są nadziewane wiśniami, śliwkami lub jagodami.

### Zupy
Zupy zajmują ważne miejsce w narodowej kuchni rosyjskiej. Pierwsze gorące płynne i półpłynne potrawy, poprzedniczki zup, tzw. pachlobki, pojawiły się już w menu staroruskim. Rosjanie mają zakorzeniony sentyment do gorących płynnych potraw. Posiłek bez dużego talerza z zupą był uważany za niekompletny. Zupy pojawiały się na stole jako pierwsze danie. Wiele zup miało wysoką wartość odżywczą, gdyż zawierały duże ilości różnorodnych warzyw i mięso. Do zupy były często podawane bułeczki-pi(e)rożki. Kuchnia rosyjska oferuje bogaty wybór tradycyjnych zup. W okresie od XVIII do XX wieku asortyment tradycyjnych rosyjskich zup został poszerzony o zupy zachodnioeuropejskie: buliony, zupy krem i zupy zaprawiane z mięsem i z kaszą. Tradycyjne zupy rosyjskie to m.in. szczi, barszcz, razsolnik, ucha, solanka, botwinka i okroszka.
W kuchni rosyjskiej zupy dzielą się na:
- chłodne – spożywane na zimno latem i
- gorące – spożywane na gorąco wiosną, jesienią i zimą.

Gorące zupy dzielą się dodatkowo na:
- czyste – przezroczyste wywary z mięsa, drobiu lub ryby, czyli rodzaj bulionu, serwowane z łapszą, czyli rodzajem tradycyjnego makaronu, i
- podprawiane lub zagęszczane – zawierające mieszankę różnych warzyw ugotowanych w zupie i dodatkowo zagęszczone np. kaszą ugotowaną osobno lub zacierkami z mąki, albo podprawione zawiesiną mąki z wodą, śmietaną, mlekiem lub zasmażką. Zupy podprawiane lub zagęszczane były chętnie jedzone jesienią i zimą. W ten sposób podnoszono ich wartość kaloryczną i stawały się bardziej sycące[6].

Przykładem tradycyjnej zupy rosyjskiej, uważanej za najbardziej rosyjską z rosyjskich zup, była szczi, czyli zupa z kiszonej kapusty, która stanowiła podstawę wyżywienia ludzi mieszkających na wsi. Szczi z kiszonej kapusty była spożywana zimą. Jej wersję letnią, tzw. „leniwą szczi”, gotowano ze świeżej białej kapusty i była ona mniej zawiesista, a tym samym bardziej pasowała jako menu na letnie miesiące. Jej nazwa wzięła się stąd, że kapusta nie wymagała długiego procesu kwaszenia, aby móc z niej zrobić zupę. Tradycyjna „leniwa szczi” była wegetariańska. Istniały różne warianty tradycyjnej szczi, ale dwa składniki w zupie pozostawały niezmienne: kiszona kapusta i mięsny lub rybny bulion. Jedynie postna wersja szczi, tzw. „pusta szczi”, nie była gotowana na mięsnym wywarze, a jedynie z wody i kiszonej kapusty. Szczi była ważnym źródłem witaminy C dla mieszkańców Rusi. Na przedwiośniu oraz w latach nieurodzaju biedni ludzie gotowali surogat szczi z łobody, szczawiku, szczawiu lub pokrzywy, który mogli spożywać na gorąco i na zimno.
Zimą, obok szczi, była też gotowana zupa z suszonych grzybów. Jej składnikami były grzyby, ziemniaki i cebula. Nie zawierała mięsa. Inną zupą charakterystyczną dla kuchni rosyjskiej był barszcz, pochodzący pierwotnie z Ukrainy, występujący w ponad stu wariantach. Podstawowym składnikiem barszczu były buraki czerwone, które nadawały mu specyficzny czerwony kolor i smak, aczkolwiek liczba składników tej zupy mogła wynosić nawet 20, przy czym im bardziej na zachód go gotowano, tym więcej buraków dodawano do zupy. Barszcz serwowano gorący, na talerzu dekorowano go gęstą kwaśną śmietaną i posypywano posiekaną natką pietruszki lub koperkiem.
Z ogórków kiszonych i soku z ich kiszenia gotowano na kurze lub nerkach wołowych zupę ogórkową tzw. razsolnik. Tradycyjny razsolnik lub rosolnik (j. ros. рассол = tu słony sok z kiszenia ogórków) zawierał w swoim składzie mięso, ziemniaki i kaszę jęczmienną.
Zupa rybna ucha pozyskała sobie miano narodowej potrawy Rosjan. Różne rodzaje uchy były znane już na Rusi, np. ucha biała (z cebulą), ucha złota (z szafranem) i ucha czarna (z cynamonem i innymi przyprawami, która jednak nie miała czarnego koloru), ucha bojarska (z dużą zawartością rybiego mięsa) i ucha postna (bez kawałków rybiego mięsa). Kiedyś była ulubioną zupą wyłącznie chłopów. Do jej gotowania używało się dwóch gatunków ryb o białym mięsie, np. kombinacji dorsza i flądry albo łupacza i flądry. Ryby oczyszczało się z łusek, ale nie ściągało się skóry ani nie wyjmowało ości. Obowiązkowymi przyprawami dodawanymi do uchy już w okresie staroruskim były pieprz czarny i liść laurowy. Po ugotowaniu zupę cedziło się przez sito, a małe kawałki ryby bez ości z powrotem wkładało do zupy. Duże kawałki ryby wyjmowano z uchy i podawano osobno. Dawniej chłopi nie cedzili uchy. Na talerzu zupę ozdabiano łyżką gęstej śmietany i świeżym posiekanym koperkiem. Na Rusi gotowano też zupę rybną o nazwie „kalia” (ros. калия, wymowa „kalija”), w skład której wchodziły ryba, kiszone ogórki i cebula, oraz w późniejszym okresie osobno ugotowany ryż (był to rodzaj rybnego razsolnika), oraz zupę rybną o nazwie „jurma” (ros. юрма), była to ryba gotowana w kurzym rosole z różnymi warzywami i rzepą.
Innym sycącym i gorącym płynnym posiłkiem była rybna lub mięsna wersja zupy solanki, przyrządzana odpowiednio z kilku gatunków ryb albo różnych rodzajów mięsa, w tym także drobiowego. Obowiązkowymi składnikami zupy solanki były grzyby (w sezonie świeże, a zimą suszone – uprzednio namoczone w wodzie), kiszone ogórki oraz kapusta kiszona. Obowiązkowa obecność tych trzech składników odróżniała solankę od innych zup. Do zupy podawano czarny kwaśny chleb, który smarowano rozgniecionym czosnkiem lub rozgniecioną cebulą. W późniejszym okresie do solanki zaczęto dodawać też cytryny oraz zielone i czarne oliwki, które nie były jeszcze dostępne w okresie staroruskim na Rusi.
Zupy letnie
Latem były gotowane zupy owocowe, np. ze świeżych malin, wiśni, truskawek, jeżyn, czerwonej i czarnej porzeczki czy jabłek, które podawano do stołu na zimno. Innymi letnimi zupami, chłodnikami, spożywanymi dawniej były: chłodnik po polsku, okroszka, zupa szpinakowa z łososiem, chłodnik z zielonych warzyw (ogórka, szpinaku, szczawiu) z rybą oraz botwinka – nazywana „królową chłodników”, która pojawiła się na Rusi już na przełomie IX i X wieku wraz z upowszechnieniem uprawy buraka ćwikłowego.
Rosyjska botwinka ma w swoim składzie kwas chlebowy i ewentualnie także mąkę żytnią rozpuszczoną w wodzie i wstawioną do gorącego piekarnika na 20–30 minut, w glinianym zakrytym dzbanku. Tak ugotowaną mąkę przeciera się przez sito do emaliowanego garnka, dodaje pokrojone młode liście buraka i zaczyn kwasu, po czym odstawia na 24 godziny do zakwaszenia. Dopiero następnego dnia kontynuuje się gotowanie zupy. W pełnej wersji do botwinki podaje się osobno ugotowaną rybę o czerwonym mięsie (jesiotr, łosoś, siewruga) oraz również osobno podaje się małe kostki lodu, które podczas jedzenia dodaje się wciąż na nowo do talerza z zupą, aby ją ochłodzić. Obecnie przepisy na botwinkę, stosunkowo kosztowną i pracochłonną zupę, prawie popadły w zapomnienie.
Ogólnie wszystkie zupy spożywane latem na zimno, które zawierały w swoim składzie zieleninę, świeże ogórki i ziemniaki, oraz były zalewane specjalnym jasnym kwasem chlebowym, nazywały się okroszkami. W dni niepostne okroszki były podawane ze śmietaną.

### Potrawy mięsne

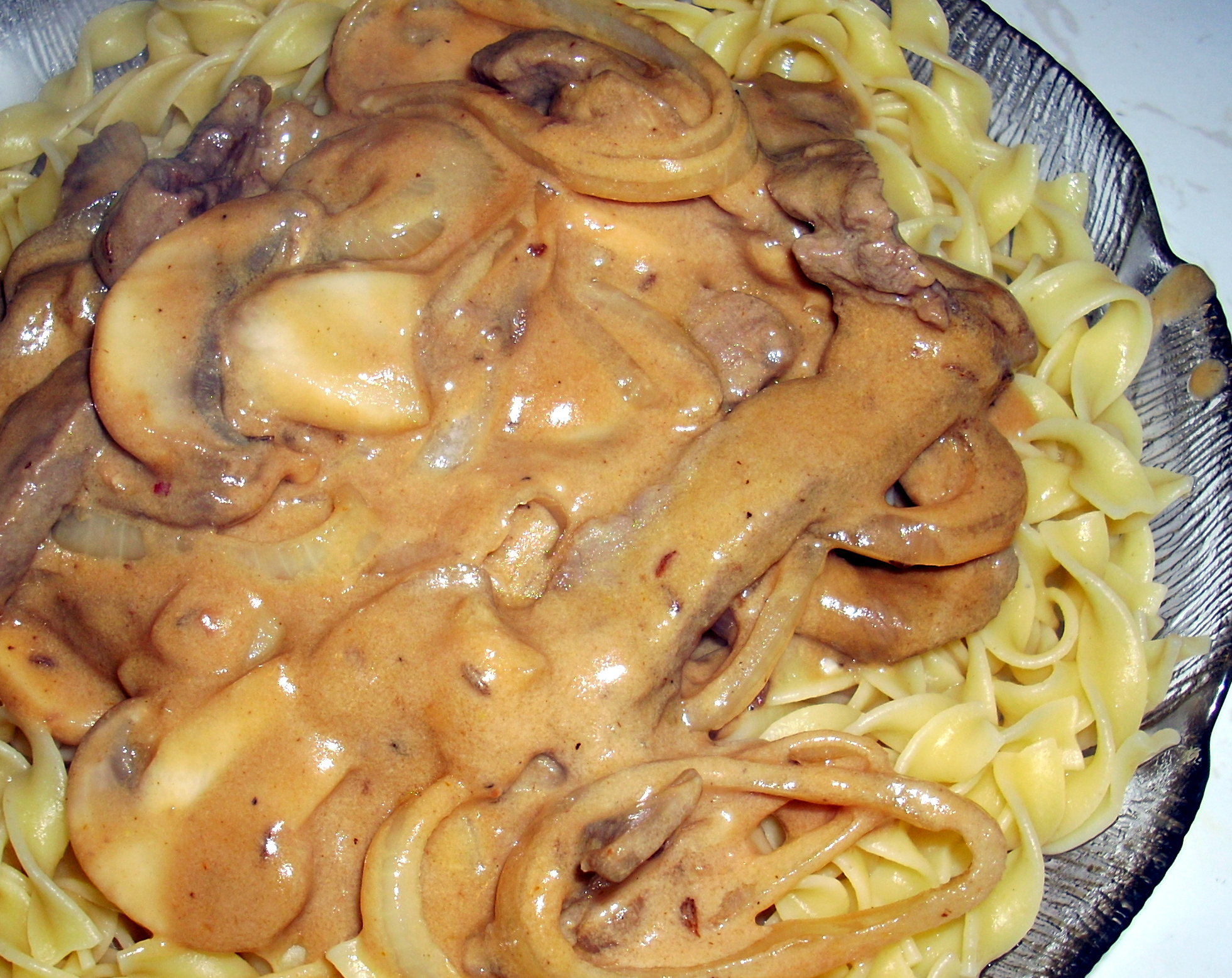
Boeuf Stroganow z makaronem

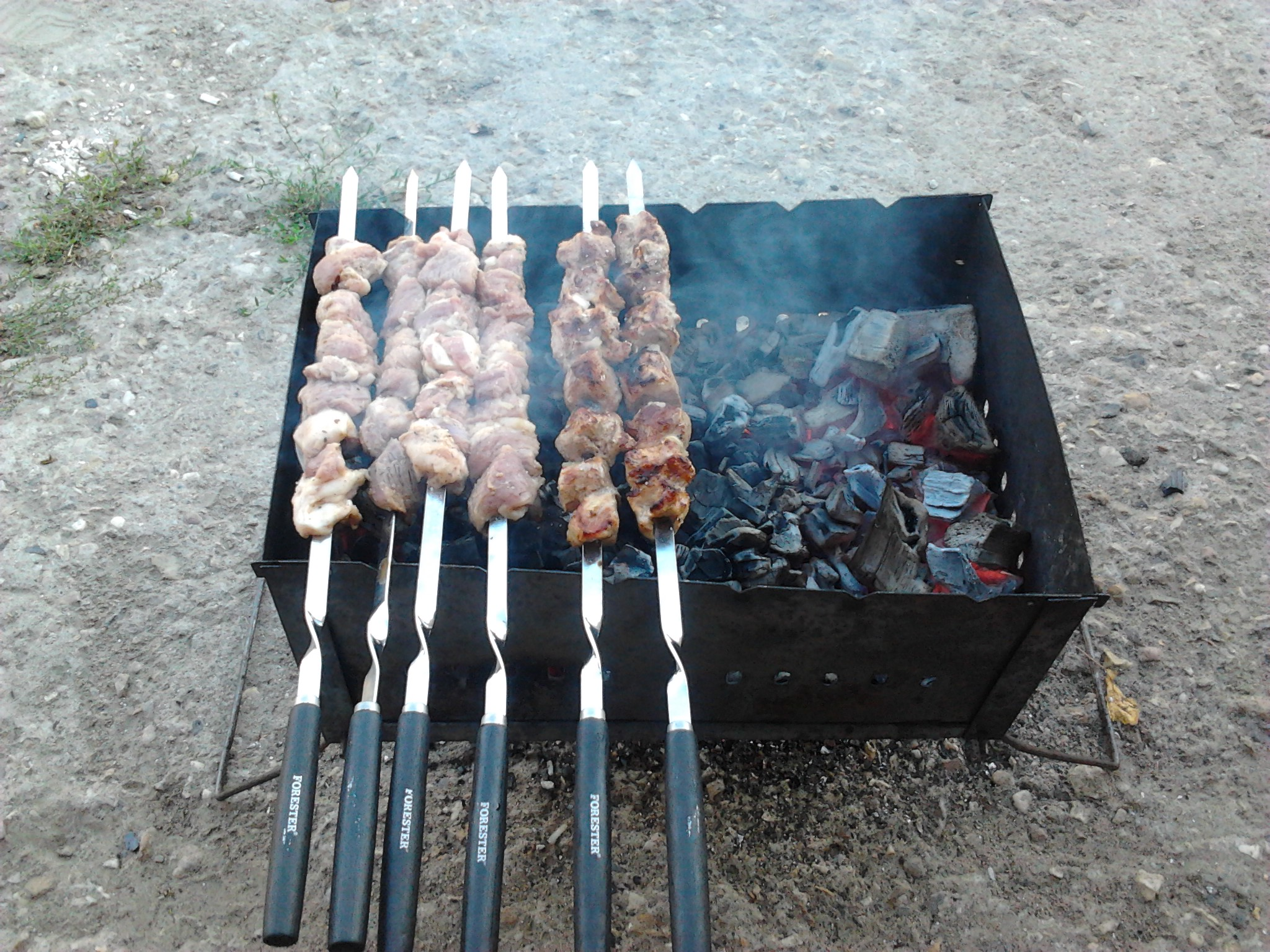
Szaszłyki, potrawa charakterystyczna dla kuchni kaukaskich, na zdjęciu grillowane w obwodzie moskiewskim, są chętnie spożywane przez Rosjan podczas wypoczynku na świeżym powietrzu oraz pobytu na daczach

Po przyjęciu chrześcijaństwa na Rusi i później w okresie Księstwa Moskiewskiego potrawy z mięsem mogły być spożywane wyłącznie w dni niepostne, czyli tłuste albo mięsne. Wcześniej, przed przyjęciem chrześcijaństwa, nie istniał podział na potrawy postne i mięsne. Przodkowie Rosjan lubili jeść mięso. Gdy tylko skończył się okres postny, to na stołach obficie gościły potrawy mięsne i praktycznie nie podawano w tych dniach dań rybnych.
Na mięso chowano bydło domowe, świnie, owce i ptactwo domowe. Najbardziej ceniono wołowinę, następnie wieprzowinę, a najmniej baraninę. Na stole gościła także dziczyzna, która uzupełniała podaż mięsa z domowych hodowli. Polowano m.in. na jelenie, dziki, gęsi, kaczki, bekasy, kuropatwy, głuszce, łabędzie, żurawie, czaple i przepiórki. Przed przyjęciem chrześcijaństwa przodkowie Rosjan polowali też na niedźwiedzie, wiewiórki, bobry i zające, których mięso według religii zostało uznane za „nieczyste”, co oznaczało, że nie należało go jeść. W okresie staroruskim nie spożywano cielęciny, gdyż uważano zabijanie cieląt za niewłaściwe i nierentowne. Bardzo ceniono drób i dzikie ptactwo za wyjątkowy smak ich mięsa; pieczony faszerowany łabędź, podawany tak jakby był żywy – pod „garniturem z piór”, stanowił ozdobę najbogatszych stołów, w tym stołu carskiego. W XV i XVI wieku potrawy mięsne przyrządzano w glinianych garnkach w piecu, a podawano w drewnianych miskach. Niechętnie używano metalowych garnków. Nie używano także przykrywek, garnki „przykrywano” kawałkami rozwałkowanego przaśnego ciasta, tzw. przykrywka z ciasta, aby podczas gotowania potrawa mogła oddychać, lecz aromat pozostawał w potrawie. Tusze (zwierzęta rzeźne po sprawieniu) w fachowy sposób rozdzielano, przy czym wykorzystywano w kuchni wszystkie części, także podroby, język, głowę, kiszki i kopyta. Z głowizny, nóżek i kawałków mięsa sporządzano chołodeć lub mięso w galarecie, do których dodawano podczas rozlewania do misek dużo czosnku w celach smakowych i konserwowania żywności. Każdy rodzaj mięsa był przygotowywany w osobny sposób. Prosięta były opiekane nad ogniem nabite na pręt. Mięso także duszono, np. z warzywami, grzybami lub cebulą, oraz gotowano w rosole, po czym podawano osobno.
Do obecnie najbardziej znanych na świecie potraw mięsnych, które przed wybuchem rewolucji gościły na stołach rosyjskiej elity, należą: kotlet de volaille, boeuf Stroganow, cielęcina à la Orłow i kotlet pożarski. Niektóre z potraw doczekały się uwspółcześnionej adaptacji, np. kotlety pożarskie były w pierwotnej wersji robione z dzikiej kuropatwy lub głuszca.
Kotlety de volaille są popularnie nazywane w Polsce „dewolajami”, zaś na Ukrainie nazywane są kotletami po kijowsku. Są to cienko rozbite płaty z piersi z kurczaka, obowiązkowo z kostką skrzydłową, posypane solą i pieprzem, w które zawinięta zostaje uformowana w wałeczek porcja masła. Tak przygotowany kotlet obtacza się w mące, rozbitym świeżym jaju i tartej bułce. Kotlety smaży się w gorącym klarowanym maśle na patelni aż uzyskają złoty kolor. Prawdopodobnie kotlet de volaille został opracowany przez słynnego francuskiego kucharza Marie-Antoine Carême, który gotował na dworze cara Aleksandra I. Tradycyjnie do kotleta de volaille podaje się purée ziemniaczane i gotowaną marchewkę w maśle. Po przekrojeniu z dewolaja powinno wytrysnąć masło, które współgra w smaku z maślaną marchewką i purée.
Oryginalnie boeuf Stroganow robiony był z kawałków najlepszej jakości wołowiny, śmietany, grzybów i cebuli, a podawany razem ze smażonymi ziemniakami pokrojonymi na grube paseczki. Potrawa została po raz pierwszy opisana w książce kucharskiej Auguste Escoffiera Le guide culinaire z 1903 roku. Nazwa potrawy pochodzi od arystokratycznej rodziny Stroganowów.
Mielonej wołowiny używa się do robienia kotletów, nadziewania warzyw i jako farszu do pierogów pielmieni.
W dalszym ciągu popularne pozostaje mięso, drób i ryby w galarecie oraz chołodeć – ugotowane świńskie golonki w galarecie, podawane jako zimne zakąski razem z musztardą lub chrzanem. Podczas pikników, wypraw i na kempingu źródłem mięsa są tuszonki.
Wędliny
Kiełbasy produkuje się zarówno z mięsa wieprzowego, jak i wołowego. Na rynku dostępne są różne gatunki kiełbas: z mięsa świeżego, z mięsa peklowanego, gotowane oraz wędzone. Plasterki kiełbasy wykorzystuje się do przygotowywania kanapek na śniadanie, lunch, a także do zakąsek i prostych przekąsek konsumowanych w ciągu dnia. Stoisko wędliniarskie, oprócz kiełbas, oferuje m.in. salami, parówki, pasztetową, szynkę, wędzoną polędwicę wieprzową i soloną wędzoną słoninę. Plasterki słoniny na czarnym chlebie są podawane jako zakąska do wódki. „Kiełbasa moskiewska” charakteryzuje się tym, że zawiera więcej tłuszczu niż mięsa. Dużą popularnością cieszy się „kiełbasa doktorska”, niegdyś zalecana przez lekarzy pacjentom cierpiącym na chorobę wrzodową, stąd jej nazwa.

### Wypieki i desery

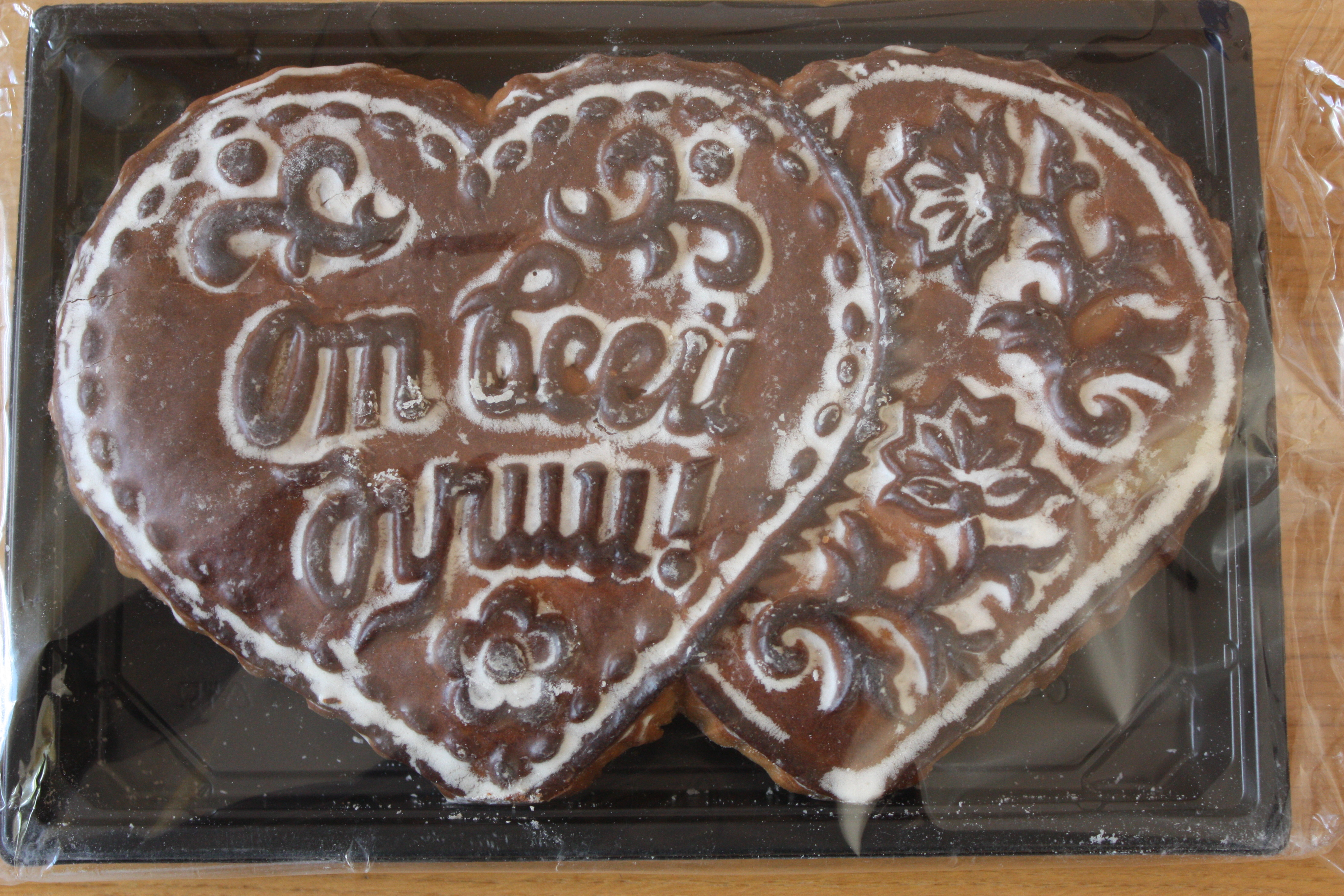
Tulskie pierniki

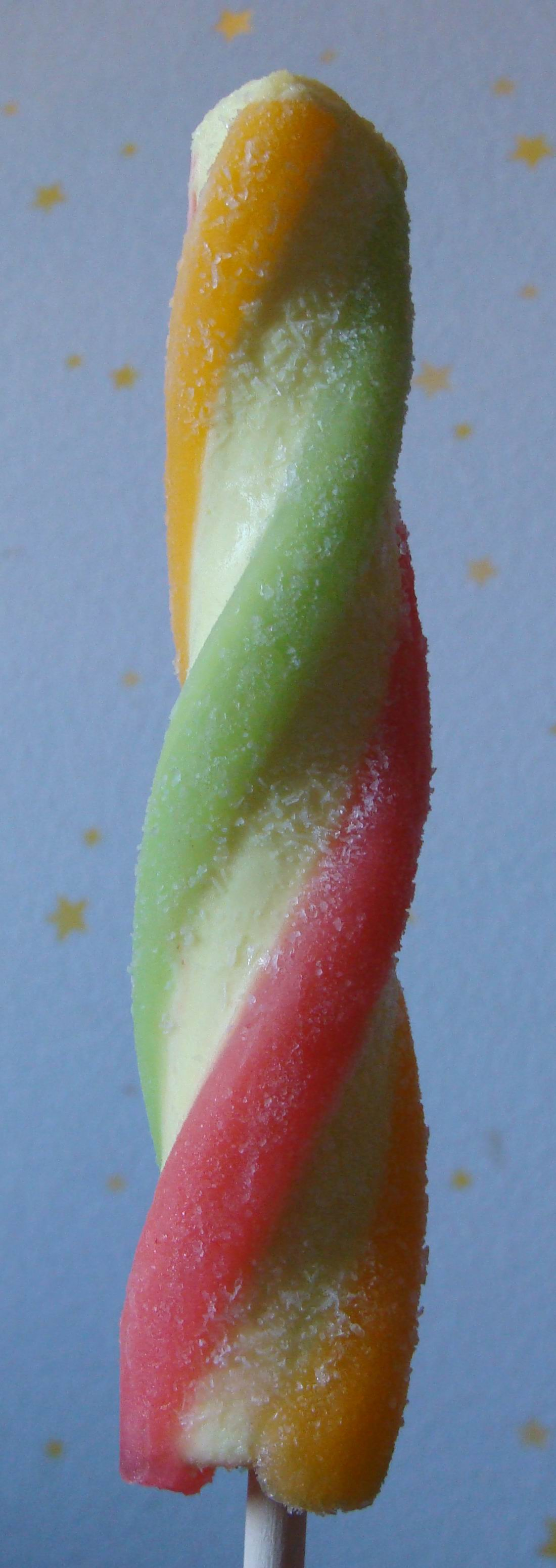
Lody owocowe (melon, kokos, jabłko i arbuz) na patyku

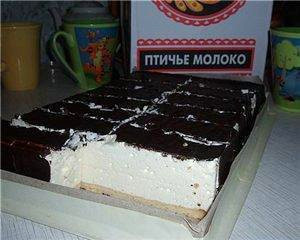
Tort „ptasie mleczko”

Współcześnie lody i torty należą do jednych z najbardziej ulubionych przez Rosjan deserów. Lody, robione z jaj, cukru i śmietany jako podstawowych składników, stały się popularne w połowie XVIII wieku, a pierwsze lodziarnie oferujące lody o różnych smakach pojawiły się w Moskwie i Petersburgu, przychodzili tam przedstawiciele wyższych sfer na degustację tego delikatesu. Obywatele ZSRR mieli do wyboru sześć podstawowych rodzajów lodów, produkowanych według rygorystycznych norm, które zaczęły obowiązywać w 1941. Lody mogły być produkowane wyłącznie z naturalnych składników i nie mogły zawierać żadnych sztucznych dodatków. Najmniejszą popularnością cieszyły się lody owocowe, chociaż były najtańsze i niskokaloryczne. Do legendy przeszły lody, które można było kupić w GUM przy Placu Czerwonym. Miały smak czekoladowy, waniliowy lub kremu brûlée i były serwowane w wafelku-rożku. Dla wielu turystów przybywających do Moskwy stoisko z lodami w GUM było „pierwszym przystankiem”. Lody je się w Rosji przez cały rok, nawet podczas srogiej zimy można je kupić w małych kioskach u ulicznych sprzedawców, np. na Newskim Prospekcie.
Czekoladki, słodycze, owocowe konfitury oraz ciasteczka są stawiane na stole do herbaty. „Grawerowane” pierniki tulskie, chrust, bardzo cienkie słodkie crêpe blińczyki są podawane jako deser, te ostatnie także razem z herbatą.
W ramach deseru mogą być także serwowane tradycyjne napoje: kompot ze świeżych lub suszonych owoców oraz kisiel. Na wsi rozróżniano dwa rodzaje kisieli: kisiel czerwony (deser na bazie mąki ziemniaczanej) i kisiel biały (potrawa na bazie mąki owsianej). Kisiel czerwony robiony z owoców i mąki ziemniaczanej pojawił się wraz z upowszechnieniem ziemniaków, natomiast kisiel biały – robiony na zakwasie żytnim lub pszenicznym z mąki owsianej namoczonej przez noc, po czym rozcieńczonej wodą i gotowanej aż do gęstości – był znany już w kuchni staroruskiej. Pierwsze wzmianki o nim pochodzą z XII–XIII wieku. Biały kisiel mógł być serwowany na gorąco z melasą lub na zimno z mlekiem z nasion maku lub miodem, a podczas dni wolnych od postu z mlekiem krowim.
Chyba najbardziej popularnym ciastem deserowym jest szarlotka – prosta i szybka do wykonania oraz niedroga. W radzieckiej i współczesnej wersji jest to ciasto biszkoptowe z kawałkami jabłek 'Antonówek' upieczonymi w środku. Ciasto występuje też pod nazwą szarlotki z jabłkami, jabłecznej szarlotki lub babki jabłecznej – tę ostatnią nazwę nakazywano używać w czasach Stalina w ramach zwalczania służalczości wobec Zachodu. Terminem szarlotki rosyjskiej (po francusku Charlotte Russe) określa się w języku polskim i angielskim zimny deser złożony z kremu umieszczonego na biszkoptowym podkładzie, otoczonego dookoła biszkoptowymi paluszkami i ozdobionego po wierzchu świeżymi owocami (truskawkami, malinami, jagodami). Autorem deseru był Marie-Antoine Carême. Deser nie jest obecnie znany w Rosji.
Pierniki były popularne już na Rusi. Ręcznie ozdobione dekoracjami z ciasta pierniki wręczano jako prezent, np. dla gościa z zagranicy lub na imieniny. Słodkie i ozdabiane rysunkami pierniki tulskie pochodzą z Tuły, miasta znanego z produkcji samowarów, gdzie są wypiekane od stuleci. Gościły podczas uczt na stołach wielkopańskich i wiejskich, i w dalszym ciągu są ulubionym przez Rosjan poczęstunkiem. Z owocowej marmolady produkowane są galaretowate cukierki marmoladki, czyli plasterki marmolady obtoczone w cukrze.
Ulubionym deserem cara Aleksandra III była kasza gurjewska. Według przekazów, kaszę gurjewską podawano mu na deser 29 października 1888, gdy pociąg carski, którym podróżował wraz z rodziną z Krymu do Petersburga, wykoleił się na terenie guberni charkowskiej. W wypadku zginęły 23 osoby, lecz carska rodzina cudem nie ucierpiała, co przyczyniło się do legendarności deseru. Nazwa deseru nawiązuje do hrabiego Dmitrija Gurjewa (1758–1825), ministra finansów Rosji, smakosza i znanego gastronoma, który sam go wymyślił albo deser został opracowany dla niego. Podstawowym składnikiem tego „burżuazyjnego deseru” jest kasza manna. Według przepisu z radzieckiej książki kucharskiej pt. Książka o smacznym i zdrowym jedzeniu z 1952, kaszę gotuje się na mleku z cukrem i wanilią. Do tak ugotowanej kaszy dodaje się masło i surowe jaja, dokładnie miesza, po czym przekłada do formy posmarowanej masłem i piecze aż do uzyskania złocistej skórki. Po upieczeniu deser polewa się konfiturami, dekoruje owocami i posypuje płatkami z prażonych migdałów. Istnieją różne warianty deseru, stanowiącego połączenie między tradycyjną domową kuchnią rosyjską i francuską haute cuisine. Warunkiem sine qua non deseru jest złocista skórka, która tworzy się na kaszy bogatej w mleko lub śmietanę podczas pieczenia. W wersji ekskluzywnej deseru tę skórkę delikatnie podnosi się i używa do przedzielania poszczególnych warstw deseru, czyli kaszy i nadzienia, którym są konfitury, miód, suszone i konserwowe owoce oraz scukrzone orzechy. Na koniec powierzchnię posypuje się cukrem i poddaje karmelizacji za pomocą palnika, podobnie jak w przypadku kremu brûlée. Ten pochodzący z końca XVIII wieku deser był modny w XIX wieku wśród klasy wyższej; został podany gościom podczas koronacji cara Aleksandra III.
Ciastkiem deserowym, które było przez Rosjan częściej kupowane w sklepie, niż pieczone w domu, m.in. dlatego, że robienie skomplikowanych wypieków w czasach, gdy kilka rodzin dzieliło wspólną kuchnię było mało realne, była tradycyjna rumowa baba (ros. ромовая баба), nazywana przez Francuzów baba au rhum, czyli mała babeczka z ciasta drożdżowego, nasączona syropem z rumem. Rumowa baba była dawniej do kupienia w każdej kawiarni i każdym sklepie piekarniczym. Do nasączenia zamiast prawdziwego rumu używano wina, likieru lub innego alkoholu i esencji rumowej. Baba au rhum jest po dziś dzień specjalnością jednej z najstarszych paryskich cukierni. Ciastko można także kupić w sklepach piekarniczych i supermarketach w Belgii. Występuje w różnych wersjach: naturalnej, z kremem, z bitą śmietaną lub z owocami.
Jako deser mogą być też podane watruszki i syrniki.

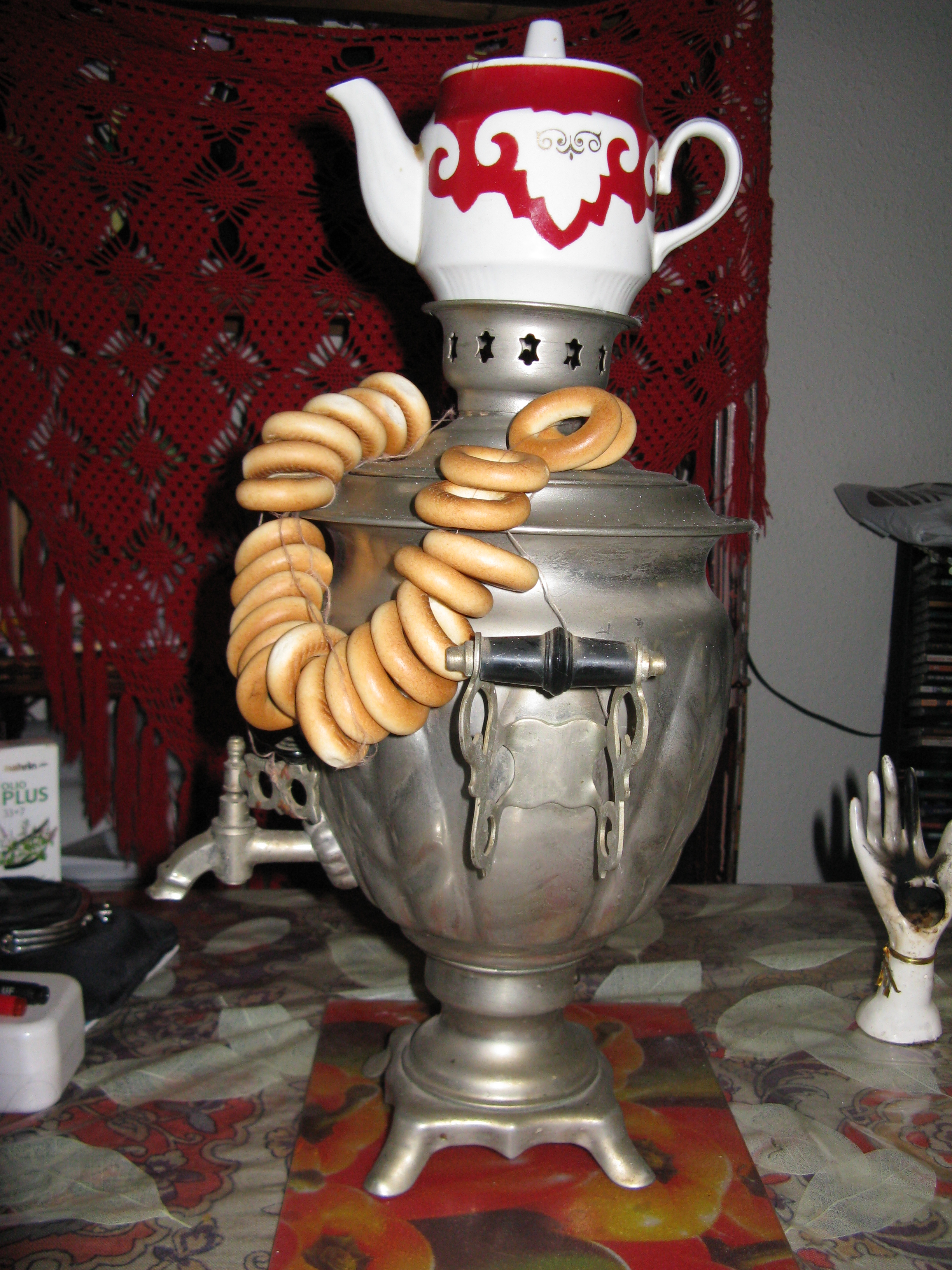
Samowar z czajniczkiem i suszkami nawleczonymi na sznurek

Suszki, baranki i bubliki
Suszki, baranki i bubliki to nazwy tradycyjnych rosyjskich wypieków o charakterze obwarzanków. Baranki pojawiły się w Rosji pod koniec XVII i na początku XVIII wieku. Masowym popytem cieszyły się już w XIX wieku. Zawsze odgrywały ważną rolę w kulturze, były wzmiankowane na kartach powieści (np. w Rewizorze i Powozie Gogola) oraz ukazywane na obrazach przedstawiających sceny z codziennego życia przedrewolucyjnej Rosji. Tradycyjnie baranki były sprzedawane i spożywane ciepłe, dlatego uliczni sprzedawcy nosili baranki w specjalnych skrzyniach obitych od wewnątrz owczą skórą. W domach sznurki z barankami wieszano na samowarach, nie w celach dekoracyjnych, ale aby były ciepłe podczas konsumpcji.
Suszki (malutkie suche baranki), baranki i bubliki (duże miękkie baranki) mają kształt pierścienia lub rzadziej pierścienia owalnego (wydłużonego) z otworem w środku. Geometrycznie są porównywane do bryły obrotowej torusa. Są produkowane z ciasta, którego podstawowymi składnikami są mąka pszenna, woda, cukier i drożdże piekarnicze. Składnikami dodatkowymi mogą być np. melasa, karmel, aromat waniliowy oraz ziarna maku, sezamu, sól lub cukier do posypania po wierzchu. Po wyrobieniu i wyrośnięciu z ciasta formuje się pierścienie, przy czym proces technologiczny produkcji ciasta do suszek i baranków jest podobny, a do bublików nieco inny. Uformowane suszki, baranki i bubliki po ponownym wyrośnięciu przyjmują okrągłą formę. Najpierw traktuje się je krótko parą wodną albo wrzuca do kotła z wrzącą wodą, czyli obwarza, po czym piecze w piecu lub piekarniku. Po upieczeniu ich powierzchnia jest gładka, złota, błyszcząca i chrupiąca. Smak jest zmienny i zależy od użytych dodatków do ciasta oraz posypek. Suszki, baranki i bubliki mogą być produkowane ręcznie lub maszynowo.
Suszki, baranki i bubliki różnią się między sobą rozmiarem, wagą i wilgotnością (zawartością wody w końcowym wypieku). Po upieczeniu bubliki charakteryzują się największą wilgotnością (22–25%), baranki średnią wilgotnością (14–19%), a suszki najmniejszą wilgotnością (9–12%). Suszki i baranki mogą być dłużej przechowywane ze względu na małą zawartość wody, natomiast bubliki należy spożywać świeże, gdy są miękkie. Jeżeli chodzi o rozmiar i wagę, to suszki, czyli drobne i suche baranki, są najmniejsze i najlżejsze (średnica pierścienia wynosi 4–6 cm, grubość wałka z ciasta 1–1,7 cm, a waga 6,5–12 gramów). Baranki mają średnie rozmiary i wagę (średnica pierścienia wynosi 7–9 cm, grubość około 2 cm, a waga waha się od 25 do 40 gramów). Bubliki, czyli duże miękkie baranki, są największe i najmiększe, ich średnica może wynosić od 7 do 10 cm, grubość 3,3 cm, a waga 50 do 100 gramów.
Gotowe dawniej nawlekało się na sznurki, przy czym 30–40 bublików, 70–75 baranków i 100–120 suszek przypadało na jeden sznurek. Nawleczone na sznurki układało się w koszach, na tacach, w płóciennych workach czy kartonowych pudełkach. Obecnie są pakowane w woreczki foliowe.
Baranki są dostępne w szerokim asortymencie, od wypiekanych z prostego ciasta chlebowego, po wypiekane z ciasta wzbogaconego w dodatkowe składniki, np. więcej cukru (do 15%), tłuszcz, produkty mleczne i jaja. Ciasto może być aromatyzowane wanilią, cytryną, kardamonem lub gałką muszkatołową. Po powierzchni mogą być posypane makiem, sezamem, kminkiem lub solą. Podobnie suszki są do kupienia w wielu wariantach: zwykłe, waniliowe, cytrynowe, z makiem, z solą lub bezsolne, z gorczycą, mleczne, z cynamonem, z kminkiem itd. Bubliki wypieka się wyłącznie z mąki pierwszego gatunku, bogatej w gluten, dającej elastyczne ciasto. Obok zwykłych bublików na rynku są bubliki wypiekane z ciasta ze zwiększoną zawartością cukru i z dodatkiem tłuszczu. Również bubliki są dostępne w różnych wariantach: z makiem, z kminkiem, waniliowe, cytrynowe itd. W Rosji i byłych krajach ZSRR suszki są jednymi z najbardziej popularnych dodatków do herbaty. Suszki nawleczone na nić tradycyjnie zawiesza się na samowarach, aby zawsze były po ręką przy piciu herbaty. Podaje się je również ząbkującym dzieciom do gryzienia.
W sklepach piekarniczych obok suszek, baranków i bublików można też kupić precle, które nazywają się krendlami. Precle krendle są duże i miękkie, mogą mieć smak słony albo słodki i być z dodatkiem rodzynek czy orzechów. Znak w kształcie dużego złotego precla był wieszany nad wejściem do rosyjskich piekarni, co stanowiło kontynuację średniowiecznej tradycji europejskich cechów zrzeszających piekarzy.

## Ryby

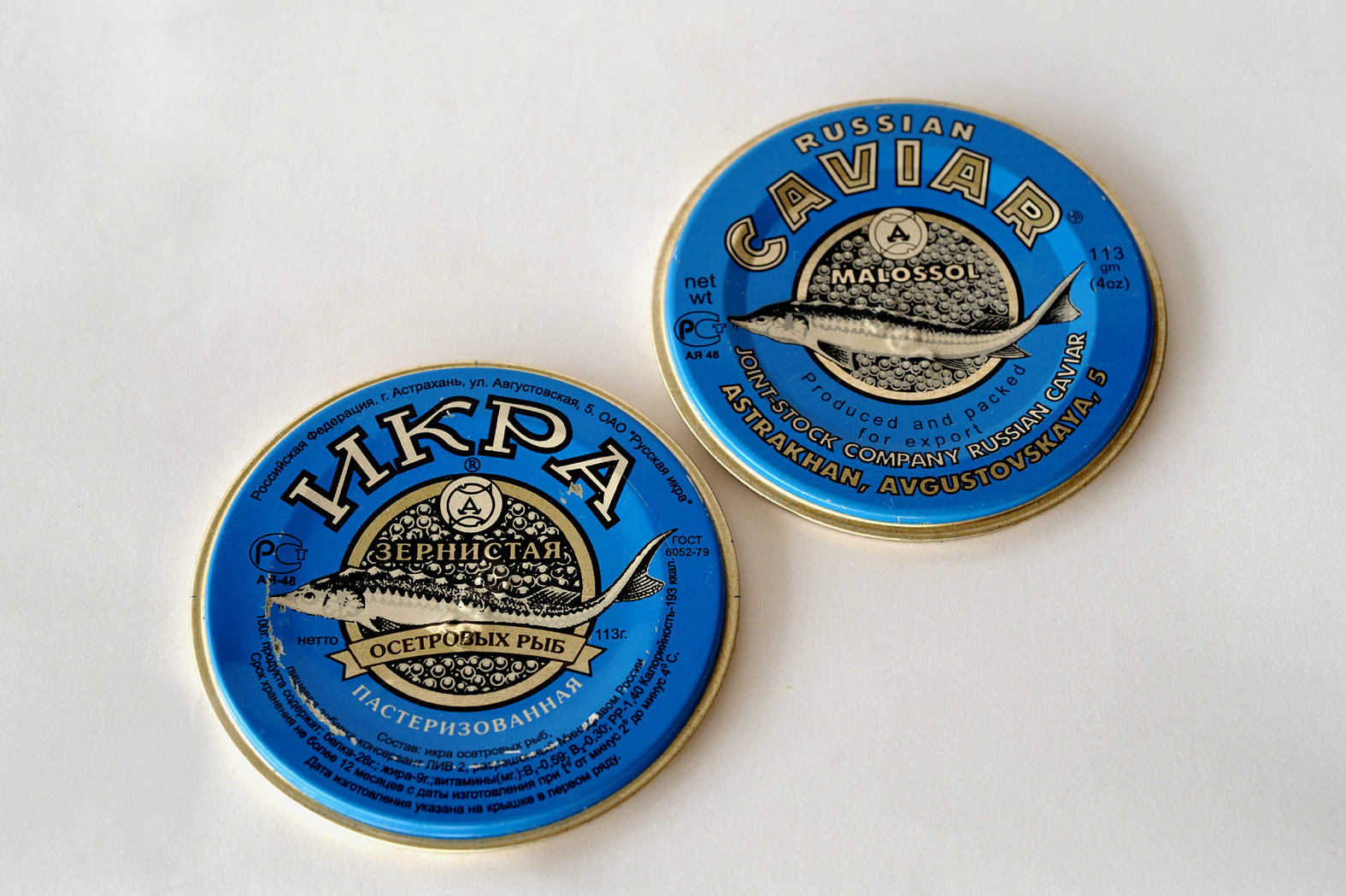
Puszki z kawiorem

Ryby odgrywały i w dalszym ciągu odgrywają ważną rolę w tradycyjnej kuchni rosyjskiej ze względu na obfite występowanie w rzekach i jeziorach, możliwość konserwowania przez solenie, suszenie lub wędzenie, wiele dostępnych sposobów kulinarnej obróbki oraz przyzwolenie Rosyjskiego Kościoła Prawosławnego na spożywanie rybiego mięsa podczas postów, przy czym w czasach ZSRR większość ludzi zrezygnowała z przestrzegania postów religijnych. Niektóre XIX-wieczne potrawy rybne zniknęły z menu, albowiem zatrucie środowiska naturalnego i przełowienie doprowadziły do zmniejszenia się różnorodności i ilości ryb dostępnych do konsumpcji. Jesiotr, który obecnie jest trudno dostępny, był uważany za najbardziej wykwintną rybę. Natomiast w czasach ZSRR na stołach pojawiły się nowe gatunki ryb oceanicznych z połowów dalekomorskich, a owoce morza były propagowane jako zamiennik dla białka zwierzęcego. Po rozpadzie Związku Radzieckiego jedzenie homarów stało się nie tylko popularne, ale także jest wyznacznikiem prestiżu. Nastała również moda na bary sushi. Jako danie obiadowe ryby są głównie podawane usmażone lub upieczone. Mogą też być duszone lub przygotowywane sauté i polane sosem. Wędzone ryby należą do popularnych zakąsek. Solony śledź z Bałtyku wchodzi nie tylko w skład licznych zimnych sałatek, ale także jest jedzony na chlebie z cebulą. Bohater opowiadania Czechowa pt. Syrena – urzędnik sądowy Żylin – uważał śledzia z cebulą i sosem musztardowym za najlepszą zakąskę. Ryby są składnikami sałatek, np. śledzia pod pierzynką. Na rybach gotowane są zupy, np. ucha czy solanka. Z ryb robi się nadzienie do pieroga i bułeczek-pierożków. Kawałki spoistego mięsa jesiotra mogą być nabijane na szpikulce i grillowane, podobnie jak szaszłyki. Tradycyjnie Rosjanie również suszyli domowym sposobem różne ryby, ale gatunkiem szczególnie cenionym ze względu na delikatne mięso jest vimba z Donu. W tym celu oczyszczone ryby nacierało się solą i cukrem po obu stronach, układało w garnku i pozostawiało na cztery dni w temperaturze pokojowej. Następnie ryby należało delikatnie wypłukać i rozwiesić na dwa lub trzy dni, aby wyschły, najlepiej na słońcu. Sucha ryba powinna być nie za twarda, ani nie miękka w dotyku. Pokrojoną ukośnie na długie paski rybę serwuje się z ugotowanymi ziemniakami i dużą ilością piwa lub kwasu.

### Kawior
Pasteryzowany i puszkowany kawior, jeden z głównych symboli Rosji, jest artykułem eksportowym. Kawior powinien być podawany do stołu w szklanym naczyniu. Można go jeść bez niczego albo na cienkich kromkach z białego chleba, ewentualnie lekko przypieczonych czy posmarowanych masłem. Niektórzy kropią kawior sokiem z cytryny, inni posypują posiekanym szczypiorkiem, a jeszcze inni nie stosują żadnych innych dodatków, aby nie zakłócać jego naturalnego smaku. Tradycyjnie Rosjanie jedli go na blinach wraz z odrobiną lekko kwaśnej śmietany. Połączenie kawioru z blinami bywa uważane za szczególnie wysublimowane smakowo i porównywane do innych perfekcyjnych kombinacji kulinarnych – jajek na bekonie czy makaronu z sosem pomidorowym.

### Wobła

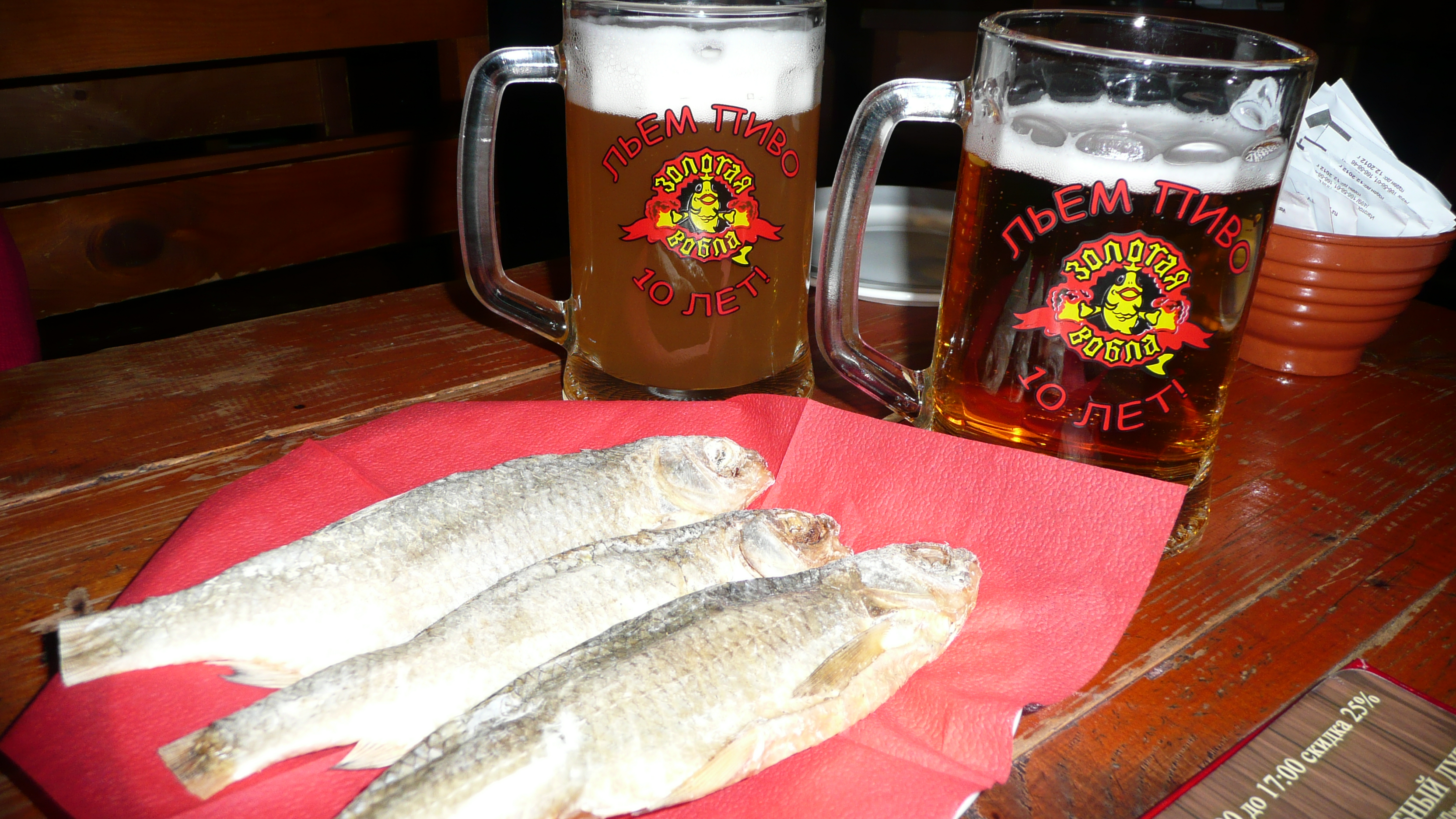
Wobła i piwo

Wobła to wysolona, wysuszona i ewentualnie dodatkowo uwędzona wobła kaspijska – mała słodkowodna ryba z rodzaju Rutilus i rodziny karpiowatych, występująca w Morzu Kaspijskim i rzekach do niego wpadających – uważana przez Rosjan za przysmak i spożywana jako zakąska do piwa. Wobłę można kupić w całej Rosji. Kulinarne połączenie suchej i słonej w smaku wobły z piwem jest porównywane do amerykańskiego połączenia piwa serwowanego z orzeszkami.
W obwodzie astrachańskim surową wobłę najpierw poddaje się procesowi wysalania w basenach przez 4–5 dni. Po wysoleniu rybę nawleka się i moczy w słodkiej wodzie przez 12–17 godzin, w tym czasie w rybie zmniejsza się zawartość soli z 15% do 8,3%, a zwiększa zawartość wody. Następnie rybę podsusza się na wieszadłach ustawionych na wolnym powietrzu, w piecu lub specjalnych suszarniach; w zależności od temperatury podsuszanie trwa od 22–24 godzin na powietrzu przy temperaturze 10–15 °C do 216 godzin przy temperaturze 0 °C, podczas gdy w suszarni proces ten trwa 20 godzin. W tym czasie ryba traci na wadze. Podsuszoną wobłę poddaje się procesowi zimnego wędzenia w piecach wędzarniczych przy temperaturze dymu do 30 °C i wilgotności do 70%. Tradycyjne wędzenie trwa 5–6 dni w zależności od pogody i właściwości surowca, zaś wędzenie na skalę przemysłową w wędzarni tunelowej trwa 51–61 godzin. Podczas wędzenia ryba traci na wadze około 20% w stosunku do wagi podsuszonej ryby.
Latem inną tradycyjną zakąską do piwa są ugotowane raki.

## Napoje

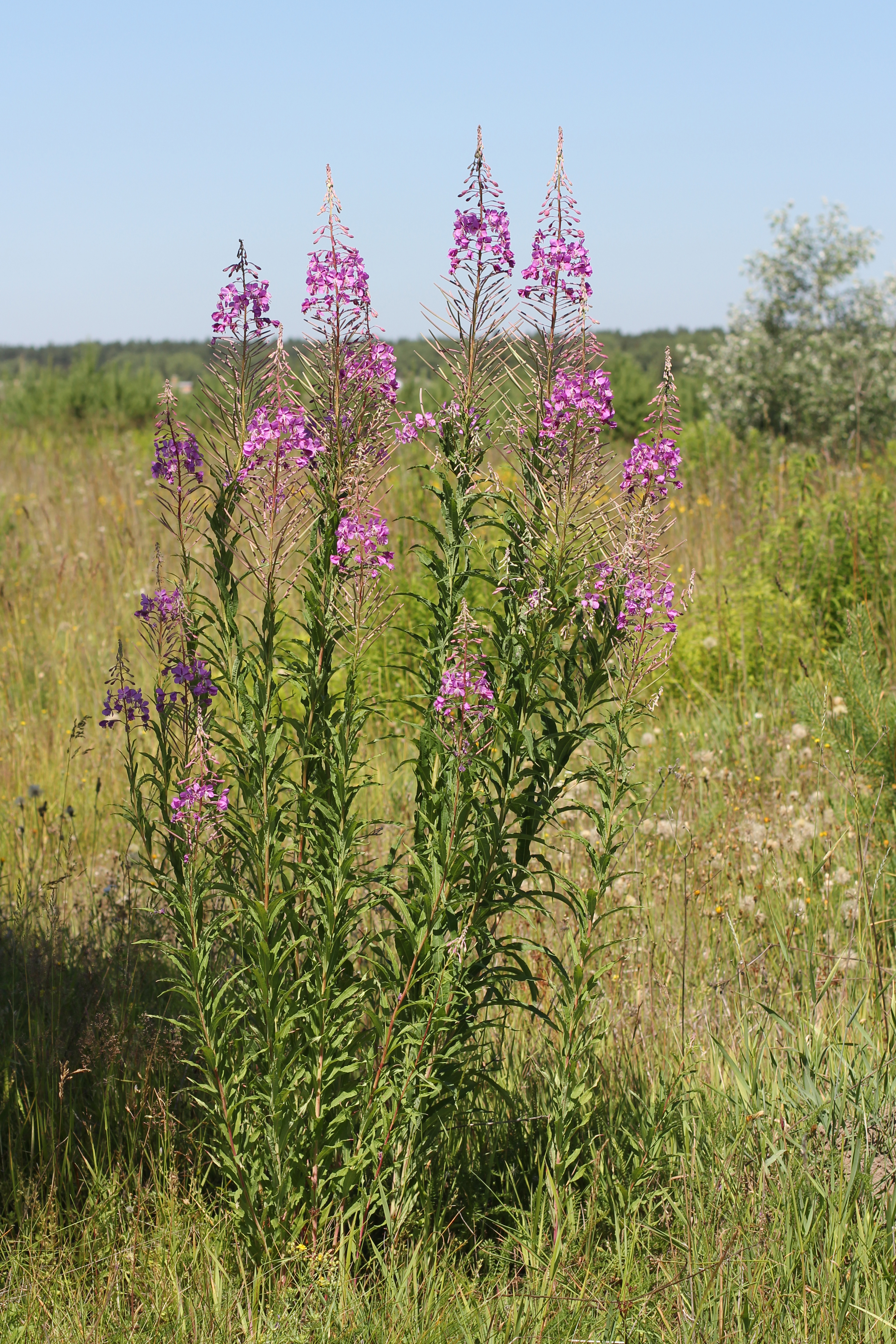
Wierzbówka kiprzyca – z jej młodych liści robiono herbatę zwaną koporską

Wbrew powszechnie panującemu przekonaniu to nie wódka, lecz herbata jest narodowym napojem Rosjan. Herbatę pije się do śniadania, lunchu, obiadu, po południu, podczas przerw w pracy i późnym wieczorem. Herbata jest serwowana bardzo gorąca, mocna, w filiżance ze spodeczkiem lub szklance umieszczonej w metalowym koszyczku, z plasterkiem cytryny i kostkami cukru. Herbatę piją nie tylko dorośli, ale również już od najmłodszych lat dzieci. Do herbaty często podawane są czekoladki, cukierki, ciasteczka, wafelki lub kawałek ciasta. Popularnością nie cieszy się natomiast ice tea.
Zanim pojawiła się i upowszechniła chińska herbata, co nastąpiło w XIX wieku, w Rosji od wieków pito napar ze sfermentowanych i wysuszonych liści wierzbówki kiprzycy. Ta herbata była potocznie nazywana herbatą koporską, Iwan czajem lub herbatą rosyjską. W prawie wszystkich ogródkach chłopskich domów rosła dawniej wierzbówka kiprzyca. We wsi Koporje, w obwodzie leningradzkim, intensywnie uprawiano wierzbówkę kiprzycę i produkowano z niej herbatę w celach komercyjnych, od nazwy tej wsi pochodzi jedna z nazw tej herbaty. Herbata koporska była także artykułem eksportowym, wysyłano ją do Anglii i innych krajów europejskich, gdzie była znana jako herbata rosyjska. Innymi powszechnymi napojami bezalkoholowymi były zbiteń, kompot i kisiel (robiony z borówek i mąki ziemniaczanej). Wśród młodszych generacji na popularności zyskuje picie zielonej herbaty. Popularne są także herbatki ziołowe, np. z rumianku i lipowa. Kawa rozpuszczalna, która zaczęła być dostępna na rynku od lat 70. XX wieku, stała się powszechnym zamiennikiem dla herbaty. Kawa filtrowana jest popularna wśród młodych ludzi zamieszkałych w ośrodkach miejskich, podczas gdy starsze generacje wolą kawę rozpuszczalną. W większych rosyjskich miastach można kupić wszystkie rodzaje włoskiej kawy (cappuccino, espresso, latte, mokka) w lokalach podobnych do Starbucks. Do współczesnych napojów bezalkoholowych, obok gorącej czarnej herbaty, kawy, tradycyjnego kwasu, kompotu i kisielu, należą również napoje gazowane, soki i napoje owocowe oraz utrwalony alkoholem mors. W sprzedaży powszechnie dostępne jest mleko (często niepasteryzowane), kefir – popularny do picia na śniadanie raz inne napoje mleczne. Mleko i kawa są w Rosji mniej popularne niż w Ameryce. Sklepy oferują klientom bogaty wybór wody mineralnej z różnych źródeł, gazowanej i niegazowanej, głównie pochodzenia syberyjskiego i kaukaskiego.
Do dawniej pitych napojów alkoholowych należały: miód pitny, kwas chlebowy, kumys i piwo z jęczmienia, do którego już od XI wieku dodawano chmiel. Wino było importowane z Bizancjum i Europy. Kwas chlebowy jest nadal bardzo popularnym napojem, pitym do posiłków i po południu dla orzeźwienia. Napoje tj. kwas chlebowy, miody pitne, mors, piwo, buza, zbiteń, oskoła, sycera i wino chlebowe – prekursor wódki, były znane i pite już w okresie staroruskim.
Młode pokolenie skłania się ku piwu, jako modnemu napojowi o przystępnej cenie. Piwo jest tańsze od wódki i intensywnie reklamowane. Po upadku ZSRR konsumpcja piwa wyprzedziła konsumpcję wódki, biorąc pod uwagę ilość wypijanego trunku.

### Tradycja picia herbaty

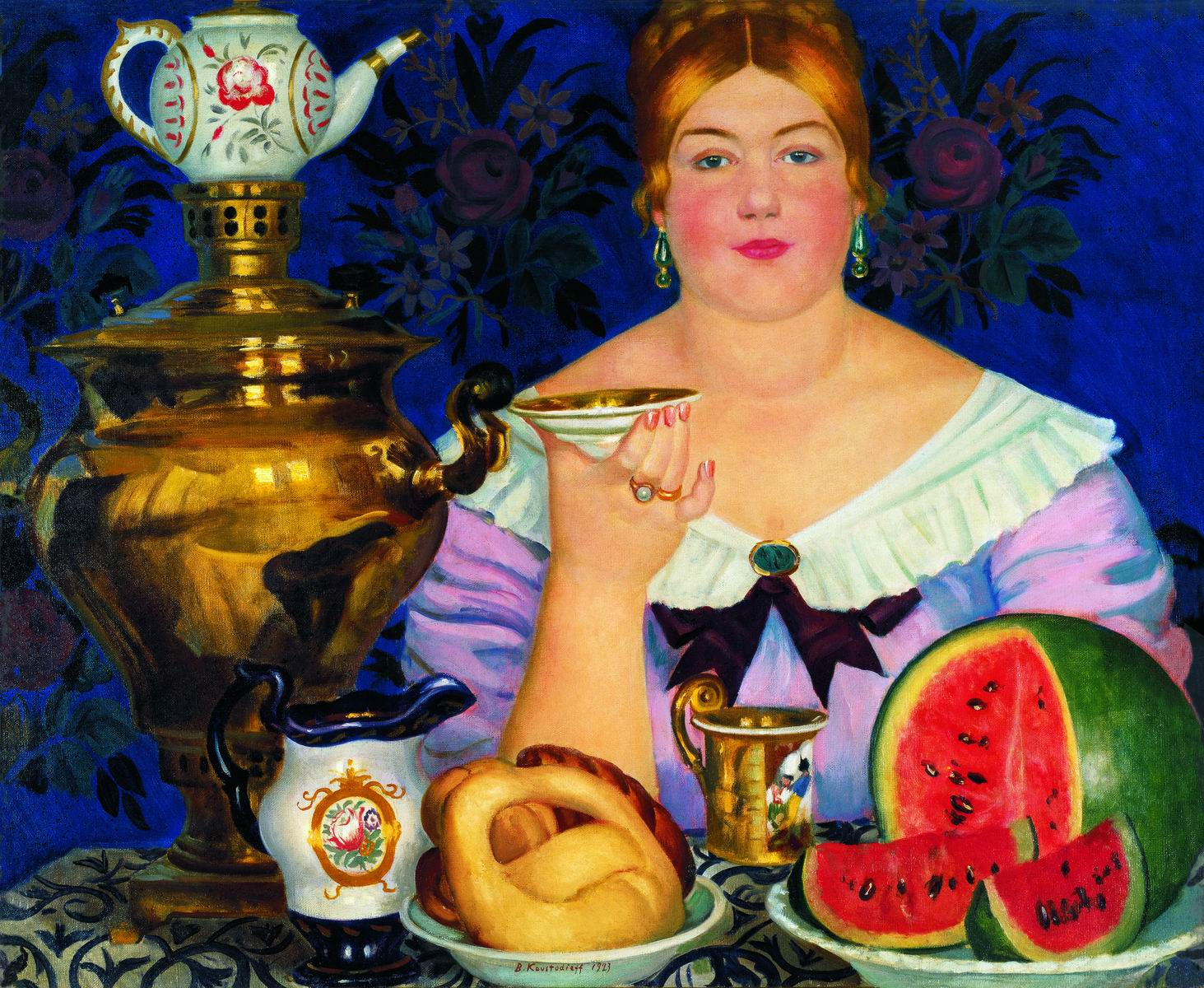
Żona kupca pijąca herbatę ze spodeczka na obrazie Borisa Kustodijewa z 1923

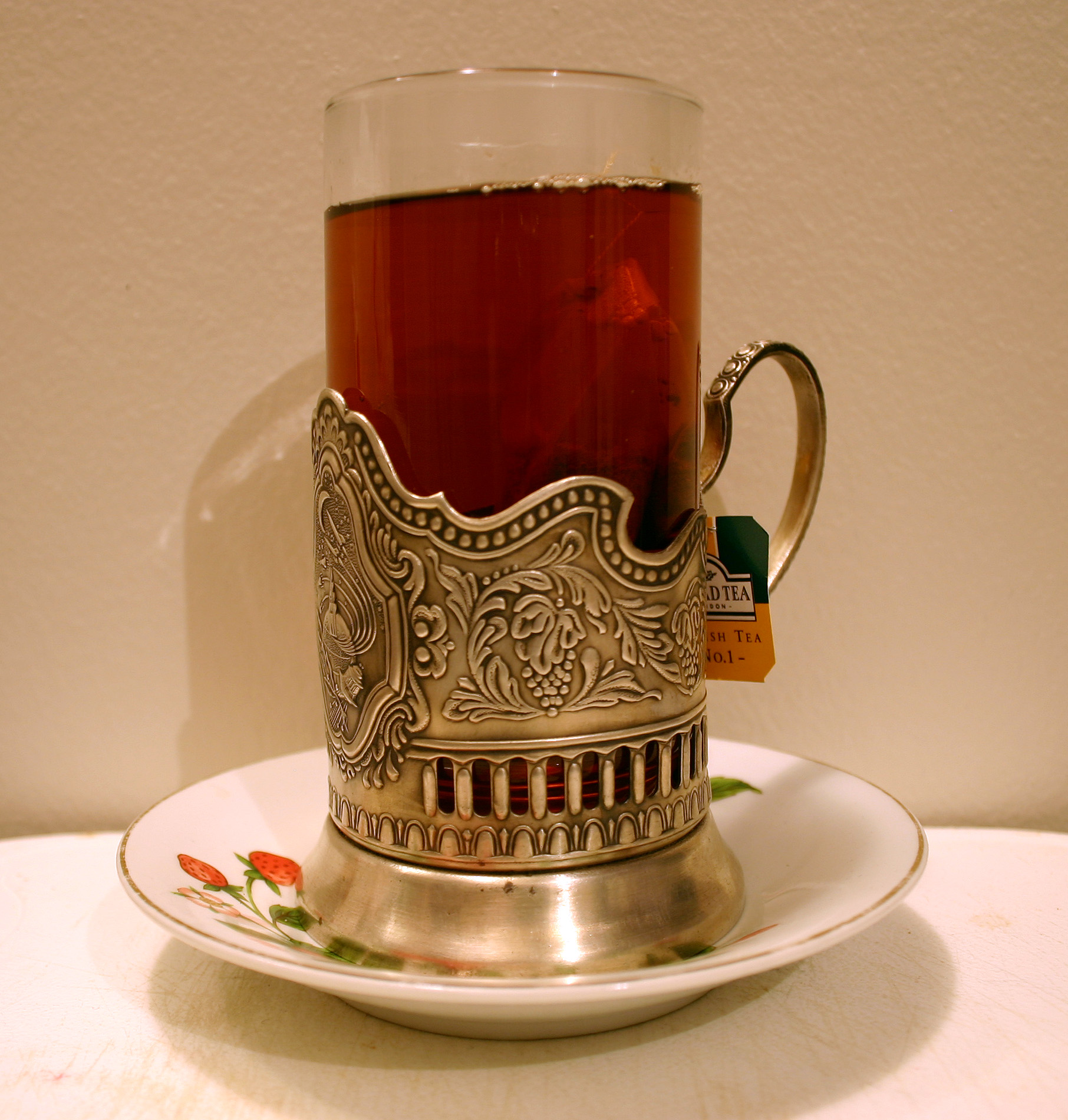
Szklanka z herbatą umieszczona w metalowym podstakanniku z czasów ZSRR

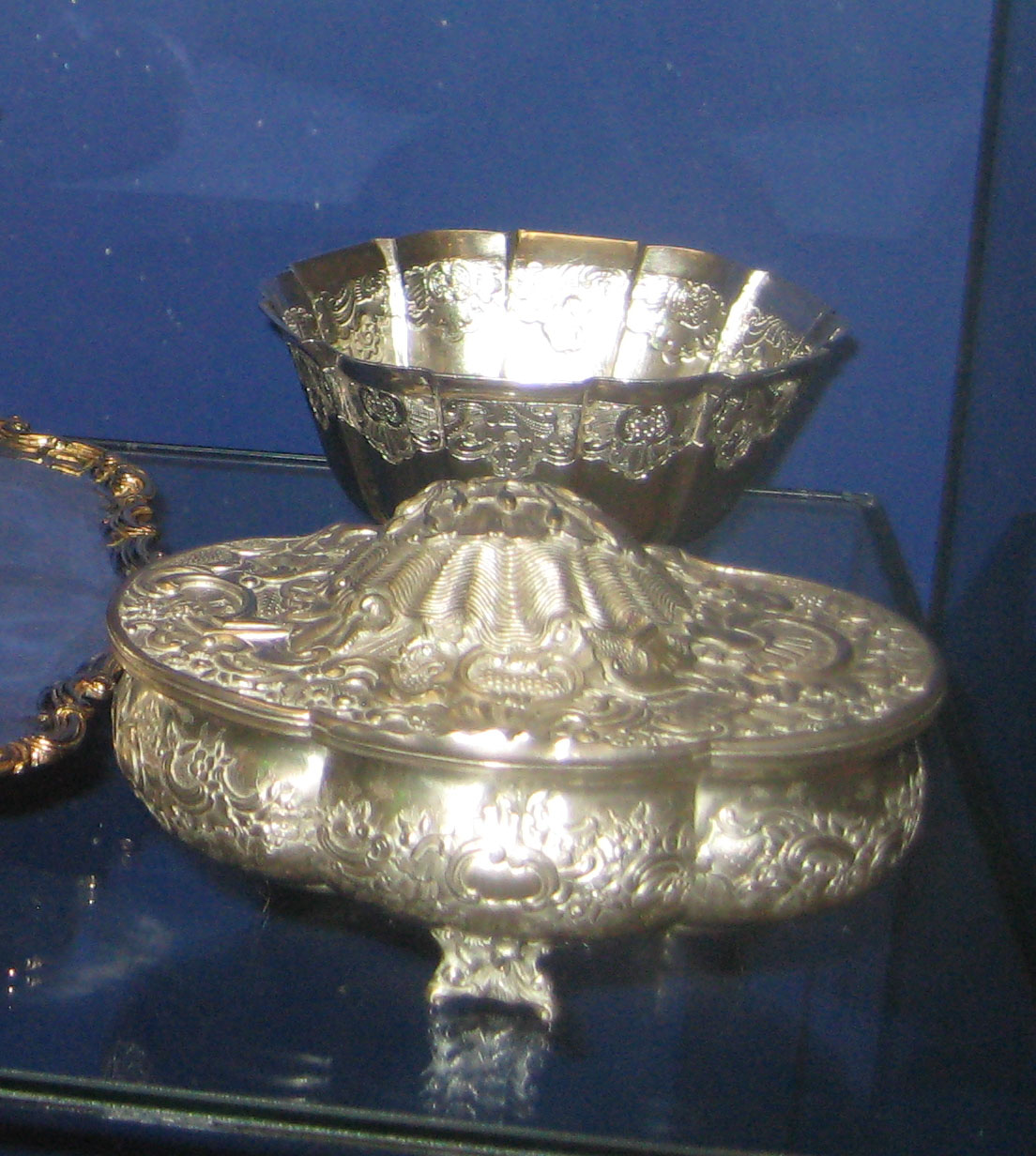
Srebrna cukiernica Katarzyny Wielkiej, 1762, Państwowe Muzeum Historyczne w Moskwie

Herbata (czaj) pojawiła się w Rosji w połowie XVII wieku – ambasador chiński w Moskwie podarował carowi Aleksemu Michajłowiczowi kilka skrzyń herbaty. Wkrótce herbata stała się jednym z artykułów najchętniej importowanych z Chin. Od 1689, po podpisaniu traktatu nerczyńskiego, karawany kupieckie mogły bez przeszkód przekraczać granicę pomiędzy dwoma mocarstwami. W tym czasie cena herbaty była bardzo wysoka ze względu na trudy, czas i koszty przewozu, więc jedynie rodzina carska i najzamożniejsi mogli pozwolić sobie na zakup herbaty. Dopiero pod koniec XVIII wieku ceny herbaty zmalały, umożliwiając jej spopularyzowanie wśród społeczeństwa. Pod koniec XVIII wieku i na początku XIX wieku w Moskwie można było kupić różne rodzaje herbaty z Chin, Indii i Japonii. Moskwianie zapraszali się w gości na czaj, do picia którego podawano słodkie wypieki i słodycze – ta tradycja z czasem upowszechniła się i istnieje do dzisiaj. Wybudowanie linii kolei transsyberyjskiej umożliwiło import herbaty na szeroką skalę. Herbata przypadła do gustu Rosjanom. Rosjanie wykreowali własną unikatową tradycję picia herbaty. Do gotowania wody i zaparzania herbaty od 1800 powszechnie używali samowaru, który stał się, obok lalki matrioszki, bałałajki, wódki i czapki uszanki, symbolem Rosji, oraz już w XIX wieku był chętnie zabierany przez przybyszów z innych krajów na pamiątkę. Wokół samowaru koncentrowało się życie rodzinne i towarzyskie. Bogate rodziny miały po dwa samowary: prosty do użytku codziennego i ozdobny, gdy w odwiedziny przyszli goście. Na górze samowaru znajdowało się miejsce na umieszczenie czajniczka z esencją herbacianą, który był jednocześnie podgrzewany jego ciepłem. Rosjanie bowiem najpierw przygotowywali esencję herbacianą, czyli skoncentrowany napar z dużej ilości liści herbaty, zalanych niewielką ilością wrzącej wody, który był odstawiany przynajmniej na pięć minut. Do sporządzania esencji herbacianej nadawały się jedynie czarne gatunki herbat liściastych z Chin i Indii, ponieważ herbaty angielskie tak zaparzane gorzkniały. Przygotowana w ten sposób esencja herbaciana była wykorzystywana w ciągu całego dnia, a nawet jeszcze rankiem dnia następnego podczas śniadania. Dawniej zgodnie z obyczajem pani domu serwowała herbatę przy użyciu samowaru domownikom i gościom. Aby zrobić filiżankę herbaty należało wlać odpowiednią ilość esencji herbacianej z czajniczka do filiżanki i dopełnić gorącą wodą z samowaru. Dawniej w każdym domu można było znaleźć samowar, a także w biurach, restauracjach, pociągach i u ulicznych sprzedawców herbaty. Współcześnie samowary nie są często używane i raczej trudno byłoby znaleźć samowar w każdym domu. Obecnie herbatę robi się używając wrzątku i małego czajniczka.
Rosjanie pili i piją herbatę podczas wszystkich posiłków, a także okazjonalnie w ciągu całego dnia oraz spotkań towarzyskich. Preferują mocne napary z czarnej herbaty. Do słodzenia używało się i używa cukru, konfitury (tzw. warenje) lub miodu. Popularne było picie herbaty ze szklanki umieszczonej w koszyczku (podstawniku). Innymi dawnymi rosyjskimi obyczajami związanymi z piciem herbaty były: dodawanie plasterka cytryny ze skórką bezpośrednio do szklanki z herbatą (najpierw popularne jedynie wśród podróżnych jako środek przeciwko chorobie lokomocyjnej, a następnie także w salonach wyższych sfer), picie herbaty z trzymaniem kostki cukru lub dżemu w ustach i picie herbaty ze spodeczka (popularne przede wszystkim wśród klasy kupieckiej oraz podczas nieformalnych spotkań ze względu na wydawany dźwięk siorbania podczas picia; ten sposób pozwalał na natychmiastowe picie nawet bardzo gorącej herbaty, która szybko ulegała chłodzeniu). W bogatych domach herbatę podawano w filiżankach, które nie były napełniane po sam brzeg, co pozwalało domownikom lub gościom dodać do niej cukru lub dżemu. W ubogich domach herbatę podawano w szklankach, które napełniano po sam brzeg, tak, aby nie można było już niczego do niej dodać. Cukier był dawniej artykułem drogim, w związku z tym, aby zaoszczędzić, to herbaty nim nie słodzono, ale wkładano do ust bryłkę krystalicznego, nierafinowanego cukru, którą trzymano cały czas podczas picia. Taka bryłka brązowego cukru powoli rozpuszczała się w ustach i mogła być powtórnie wykorzystana przy piciu kolejnych porcji herbaty. Jedynie w bogatych domach na stole obok samowaru stała ozdobna cukiernica. Tradycyjnie rosyjskie kobiety preferowały picie herbaty z filiżanki, a mężczyźni ze szklanki umieszczonej w metalowym koszyczku z uchem do trzymania tzw. podstakanniku. Herbata stała się narodowym napojem Rosjan, podobnie jak Anglików.
Sposób picia herbaty po rosyjsku dotarł do zaboru rosyjskiego, gdzie w ubogich domach, aby zaoszczędzić na cukrze, również pito herbatę trzymając kostkę cukru między zębami lub maczając kostkę w herbacie, odgryzając jej kawałek i popijając, co określano za Rosjanami jako picie herbaty w prikusku. Żartownisie wymyślili jeszcze bardziej oszczędne sposoby picia herbaty z cukrem: na prilizku (bryła cukru w formie „głowy” wisiała nad stołem i każdy mógł ją najpierw polizać, a później popić herbatą), przy czym najoszczędniejszymi sposobami było picie herbaty na pridumku (myśląc o cukrze) i  na prigladku (patrząc na opakowanie głowy cukru zawieszone nad stołem).

### Wódka
Rosyjskie słowo określające wódkę jest znane od XVII wieku i najprawdopodobniej pochodzi od wyrazu woda. Określenie wódki w języku angielskim – vodka – wywodzi się od nazwy w języku rosyjskim. Perfekcyjna wódka powinna spełniać trzy wymogi: być idealnie przezroczystym płynem bez smaku i bez zapachu.
Wódka jest najpopularniejszym napojem alkoholowym Rosjan, obok piwa, wina musującego i radzieckiego szampana (nazwa oryginalna po rosyjsku Советское шампанское).
Rys historyczny

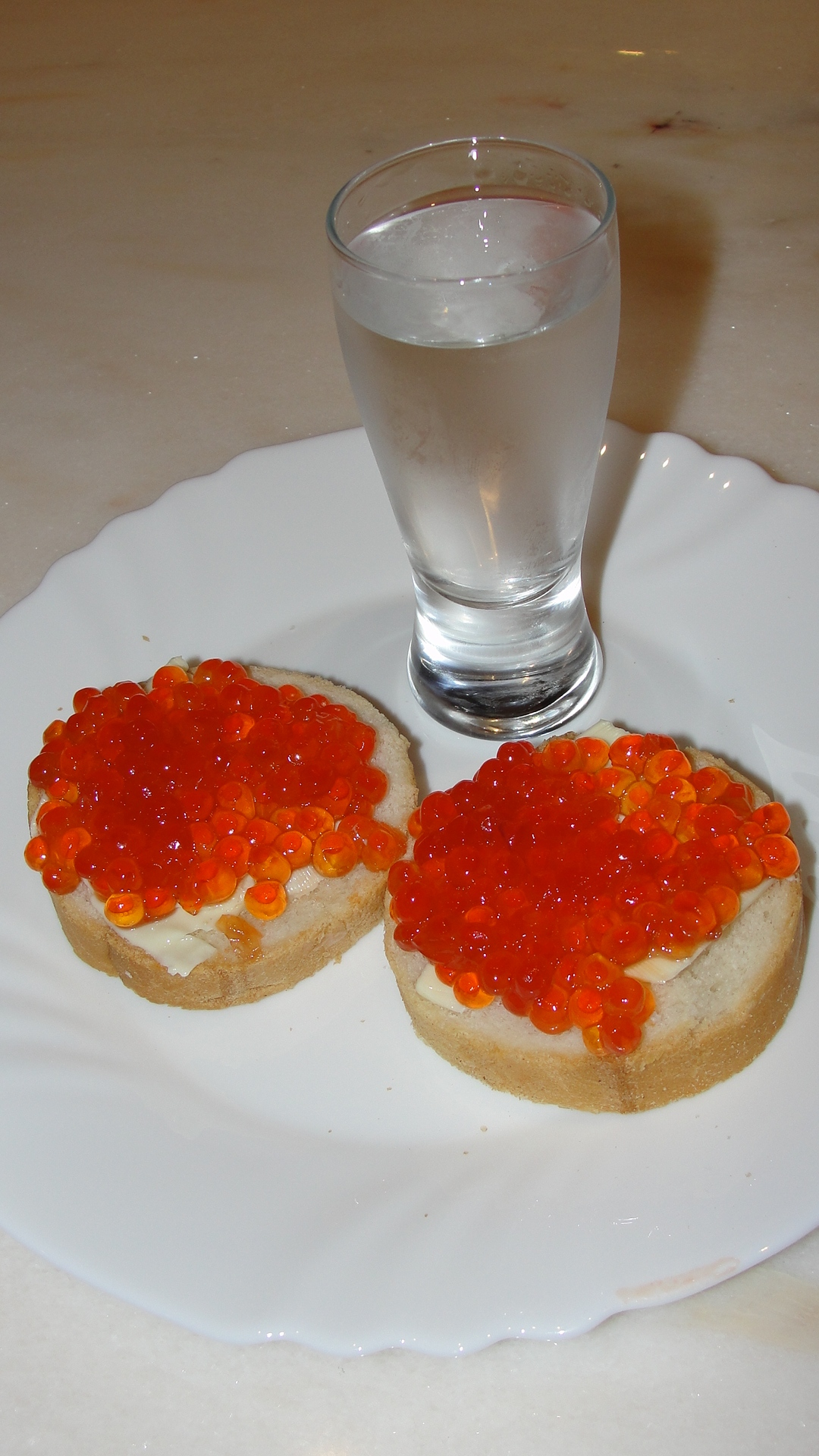
Kieliszek wódki z zakąską

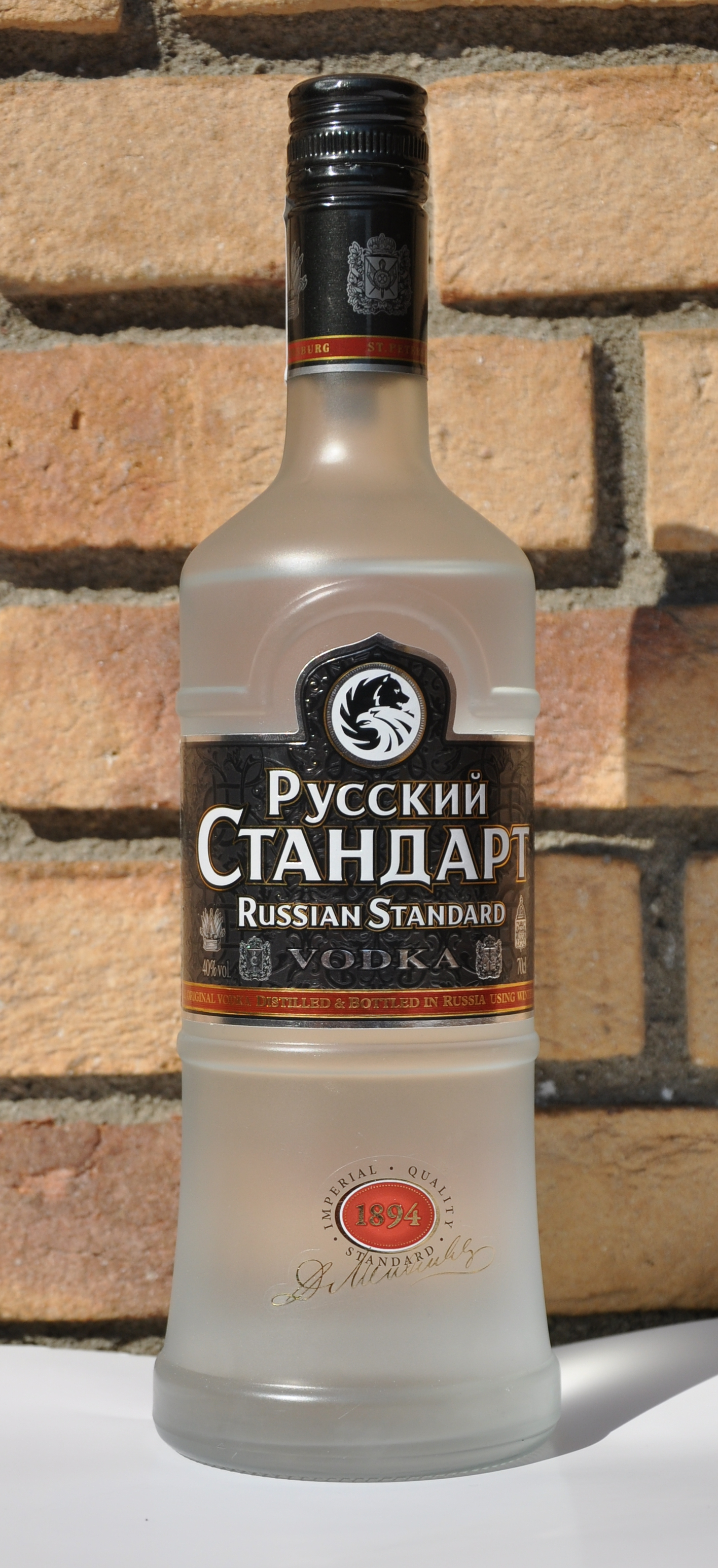
Butelka wódki Russkij Standart

W XIV wieku Izydor – mnich greckiego pochodzenia z Monasteru Czudowskiego – posiadał destylator i wytwarzał tzw. wino chlebowe. Pod tą nazwą produkt był znany w Rosji przez następne cztery wieki. Wino chlebowe wyrabiano z żyta, pszenicy lub jęczmienia, pachniało mocno ziarnem, a zawartość alkoholu etylowego wahała się od 20 do 60%. Wódką nazywano aż do XX wieku jedynie wino chlebowe z wyciągiem z ziół lub borówek, które pito ze wskazań leczniczych. Do dzisiaj można znaleźć wódkę z solą, pieprzem czy miodem wśród ludowych medykamentów. Dopiero pod koniec XIX wieku pojawiła się wódka o wyglądzie, który znamy dzisiaj – krystaliczny przezroczysty płyn przypominający wodę, lecz nią niebędący. Pierwsze destylarnie zaczęły działać w Wielkim Księstwie Moskiewskim w XV wieku. Iwan III jako pierwszy ustanowił monopol państwowy na produkcję i sprzedaż wina chlebowego w 1471. Jego następcy na przemian znosili lub przywracali państwowy monopol. Od XVII wieku władcy posiadali ciągły monopol, który później kontynuowały rządy, napełniając państwową kasę pieniędzmi z akcyzy. W 1894 Rosja opatentowała wódkę, zdefiniowaną jako napój alkoholowy filtrowany przez filtry węglowe i zawierający 40% alkoholu etylowego. Moc wódki, czyli zawartość czystego alkoholu etylowego wyrażona jego objętością przypadająca na objętość całego płynu, została ustanowiona wcześniej, bo już w 1843 przez urzędników rządowych. Według wydanego dekretu, wódka przeznaczona dla klientów musiała zawierać dokładnie 40% v/v etanolu, i na pewno nie mniej niż 38% v/v etanolu. Ustanowiony 40-procentowy standard wynikał najprawdopodobniej z chęci uproszczenia procedury naliczania podatków. Wysokość akcyzy naliczano od każdego procentu, więc zawartość alkoholu była każdorazowo bardzo dokładnie mierzona. Wszelkie machlojki związane z rozcieńczaniem wódki były surowo karane. Dzięki temu wódka sprzedawana w tawernach i sklepach z reguły zawierała obowiązkowe 40% v/v etanolu.
Wbrew krążącej opinii odkrywca prawa okresowości Mendelejew nie miał nic wspólnego z ustanowieniem 40-procentowego standardu dla rosyjskiej wódki. Standard został ustanowiony, gdy Mendelejew był zaledwie dziewięcioletnim chłopcem. Już będąc chemikiem, Mendelejew badał wysokoprocentowe roztwory alkoholowe (70% i powyżej), ale nie pod kątem rozcieńczania etanolu przy produkcji wódki, stąd być może wzięło się to nieporozumienie. Tym niemniej nieprawdziwa informacja bywa wykorzystywana w celach reklamowo-komercyjnych. Przykład stanowi etykietka na butelce wódki Russkij Standart, gdzie klient może przeczytać, że wódka odpowiada najwyższym standardom jakościowym, zatwierdzonym w 1894 przez komisję rządową pod przewodnictwem Dmitrija Mendelejewa.
Picie wódki było i jest ważnym zagadnieniem politycznym, gdyż pociąga za sobą znaczące konsekwencje socjalne i ekonomiczne. Z jednej strony konsumpcja wódki przez ludzi gwarantuje stały napływ pieniędzy do kasy państwowej, a z drugiej strony alkoholizm prowadzi do tragedii osobistych i rodzinnych, przestępstw kryminalnych, spadku wydajności w pracy. Rządzący starali się wpływać na ograniczenie konsumpcji wódki, m.in. regulując ceny, czas i miejsca sprzedaży. Po przejęciu władzy w 1917 bolszewicy rozszerzyli prohibicję, zapoczątkowaną w 1894. Lenin widział w alkoholizmie zagrożenie dla państwa komunistycznego. Od 1923 napoje alkoholowe były ponownie dostępne w wolnej sprzedaży. W czasach stalinizmu wzrosła produkcja wódki, lecz jej spożycie starano się kontrolować metodami dyscyplinarnymi. Sześć lat później, pomimo protestów dzieci w wieku szkolnym, które miały miejsce przed fabrykami i zakładami pracy i były skierowane przeciwko pijaństwu ojców, Józef Stalin nie przywrócił prohibicji, a jedynie zapoczątkował kampanię przeciwko nadużywaniu alkoholu. Rozpoczęto także wydawanie czasopisma o życiu w trzeźwości, które utrzymało się na rynku prasy aż do 1997.
Wódka jest wpleciona w rosyjską historię, ekonomię i kulturę. Podczas II wojny światowej żołnierze rosyjscy otrzymywali dzienną porcję wódki, która wynosiła 100 gramów, czyli tzw. narkomowskije sto gramów. Po wojnie konsumpcja wódki wzrastała. Nikita Chruszczow zakazał jej sprzedaży w pracowniczych stołówkach i tanich jadłodajniach, co przyczyniło się do wzrostu ceny butelki wódki do trzech rubli. W ramach pieriestrojki 17 maja 1985 Gorbaczow zainicjował kampanię na rzecz trzeźwości i przeciwko alkoholizmowi, intensywnie reklamowaną w mediach masowego przekazu, i doprowadził do zmniejszenia produkcji wódki. Wódkę można było kupować jedynie na kupony, w ilości dwóch butelek na miesiąc na osobę, w odpowiednich godzinach w ciągu dnia. Początkowe zmniejszenie oficjalnej konsumpcji wódki zostało zniweczone wzrostem produkcji nielegalnego samogonu. W 1990 restrykcje zostały złagodzone, gdyż nie przyniosły oczekiwanego rezultatu.
W 1992 Jelcyn wydał dekret, który zniósł monopol i wprowadził system wydawania licencji. Liberalizacja sprawiła, że na rynku pojawiło się mnóstwo małych firm produkujących wódkę, która często nie spełniała najwyższych standardów. W 1995 w Federacji Rosyjskiej było ponad 1200 producentów wódki, podczas gdy w ZSRR jedynie 123. Ostatecznie pod koniec pierwszej dekady 2000 roku kilku firmom udało się ugruntować pozycję na rosyjskim rynku napojów alkoholowych. W listopadzie 2003 została wylansowana nowa wódka Putinka, której nazwa jest zdrobnieniem od nazwiska Władimira Putina. W 2006 rząd wprowadził regulacje dotyczące alkoholu etylowego, tym samym zwiększając swoją kontrolę nad przemysłem spirytusowym. Dzięki regulacjom prawnym rynek stał się bardziej spójny, ale nie doszło do zmniejszenia konsumpcji. W 2009 Dmitrij Miedwiediew skrytykował nadmierną konsumpcję wódki. W następnych latach rząd podjął działania mające na celu przeciwdziałanie nadmiernej konsumpcji przez ograniczenie dostępności, m.in. zakazano nocnej sprzedaży mocnego alkoholu, zmniejszono liczbę punktów sprzedaży, ustanowiono minimalną cenę butelki wódki i podniesiono akcyzę.
Legalny obrót wódką był wart 13 miliardów dolarów amerykańskich w 2010. Jedną z najlepiej sprzedających się obecnie wódek jest Zielienaja Marka. Innymi chętnie kupowanymi markami na rynku są: Piat Ozier, Żurawli i Russkij Standart.
Aspekt kulturalno-socjalny
Wódka jest w Rosji jednocześnie powodem do narodowej dumy i wstydu. Od wieków odgrywała i w dalszym ciągu odgrywa rolę w kontaktach społecznych w pracy i w czasie wolnym. Towarzyszyła i towarzyszy ludziom, zarówno bogatym, jak i ubogim, podczas uroczystości, np. ślubu, urodzin, pogrzebu. Przez równie długi czas wódka była także „prawdziwą plagą narodową”, prowadząc do socjalnej ruiny jednostek, a nawet do degeneracji narodu. W burzliwych okresach historycznych wódka dawała możliwość chwilowej ucieczki od zawirowań politycznych, uśmierzała fizyczny ból i ułatwiała nieformalne kontakty towarzyskie. Ogólnie Rosjanie uważają, że picie wódki jest sprawą prywatną, a wszelką ingerencję oraz odgórne regulacje uznają za mieszanie się w ich prywatne sprawy.
Obecność wódki na stole sprawia, że każde wydarzenie kulturalne zyskuje miano „rosyjskiego”. Od wieków niezbędnymi elementami „kulturalnego picia wódki” są: dobrej jakości wódka, dobre towarzystwo i dobra rozmowa, czyli szczera, bezpośrednia i osobista konwersacja, która łagodzi bóle ciała i duszy, a jej temat przechodzi płynnie od pracy, przez politykę, kobiety i sztukę, aż do zagadnień filozoficznych. Ten aspekt „kulturalnego picia wódki”, jako rodzaju komunikacji międzyludzkiej, został poruszony w noweli Jerofiejewa pt. Moskwa-Pietuszki. Modelowy przebieg rozmowy, podczas spotkania trwającego od szóstej po południu do drugiej w nocy, zależny od ilości wypitej wódki, ilustruje etykietka wódki Russkij Razmier.
Motyw nietrzeźwych mężczyzn, którym udaje się pokonać często absurdalne życiowe trudności związane z realiami radzieckimi lub poradzieckimi, występował w dowcipach, karykaturach oraz filmach, np. w klasyku kinematografii radzieckiej pt. Szczęśliwego Nowego Roku czy w komedii pt. Osobliwości narodowego polowania.
W czasach Związku Radzieckiego, w latach 50. i 60., kiedy u władzy był Chruszczow, pojawił się zwyczaj picia wódki w trójkę, który polegał na tym, że trzech mężczyzn kupowało wspólnie jedną lub dwie butelki wódki, dzieląc się po równo kosztami. Zwyczaj i idiom „w trzech” tłumaczy się tym, że tak było wygodnie, gdyż butelka wódki kosztowała wówczas 2 ruble i 87 kopiejek, więc trzech mężczyzn składało się po jednym rublu, a za resztę kupowano prostą zakąskę, którą był serek topiony.
W Moskwie mieści się muzeum poświęcone historii wódki w Rosji.
Savoir-vivre picia wódki
Wódkę nalewa się do małych kieliszków, w których mieści się 50 lub 100 gramów – powszechnie wypijane za jednym zamachem porcje. Wódka była i jest serwowana razem z jedzeniem, stanowiąc część uroczystego spotkania. Wódką wznoszone są toasty, np. na zdrowie, na cześć gospodarza, za pomyślność itp. Niezmiennie od wieków w Rosji wódkę pije się czystą, tzn. bez jakichkolwiek dodatków i nierozcieńczoną, a jedynie schłodzoną do 8–10 °C. Kieliszek wypełniony wódką należy wypić jednym haustem, a nie powoli go sączyć. Rosjanie rzadko piją koktajle alkoholowe i nigdy nie piją napojów alkoholowych bez jedzenia. Natychmiast po wypiciu każdej porcji wódki spożywana jest zakąska. Większość gospodarstw domowych posiada zapas wódki w lodówce lub kredensie na wypadek, gdyby ktoś przyszedł w odwiedziny, nawet w przypadku, gdy domownicy sami nie piją jej regularnie.

## W kulturze
Literatura
W XIX-wiecznej literaturze rosyjskiej można odnaleźć opisy różnorodności i wykwintności ogromnej ilości jedzenia, obecnego na stołach najwyższych klas społecznych, np. u Gogola w Martwych duszach czy u Czechowa w opowiadaniu Syrena z 1887. Pożywienie i tradycyjne potrawy odegrały też rolę w innych utworach literackich, np. w satyrycznym opowiadaniu Gogola pt. Nos, jeden z bohaterów, cyrulik Iwan Jakowlewicz, mający apetyt na gorący chleb z cebulą, podczas przygotowywania dla siebie śniadania, przekroił na dwie części chleb i nieoczekiwanie znalazł w nim nos głównego bohatera – asesora kolegialnego Kowalewa. W opowiadaniu Czechowa pt. Agrest owoce agrestu były symbolem samozłudzenia, któremu uległ brat głównego bohatera, marzący o domu wśród krzaków agrestu, gdy jednak jego marzenie ziściło się, na stole stała miska twardawych, niedojrzałych, praktycznie niezjadliwych owoców agrestu, które właścicielowi domu wydawały się całkiem smaczne. W XIX wieku bogaci arystokraci i wysocy rangą urzędnicy chadzali do luksusowych restauracji, aby degustować najbardziej wyszukane i delikatne potrawy, opis takiego posiłku uwiecznił na kartach Anny Kareniny Tołstoj. W Annie Kareninie Tołstoj wplótł także w konwersację kobiet (Kitty, Dolly i ich matki), wspominających swoje oświadczyny, sposób przygotowywania konfitur według nowego, modnego sposobu. Aleksander Puszkin w poemacie Eugeniusz Oniegin w dwóch miejscach nawiązał do gastronomii. W księdze I wspomniał o befsztyku, pasztecie strasburskim i szampanie, a w księdze III o konfiturach i dzbanie z wodą z borówki brusznicy. Sceny związane z jedzeniem można także spotkać w twórczości Fiodora Dostojewskiego, np. w noweli pt. Sobowtór główny bohater, Jakub Goladkin, który udał się na obiad do restauracji na Newskim Prospekcie, zjadł w sumie 11 pikantnych pi(e)rożków tzw. rastiegajów. Natomiast pisarz i satyryk Michaił Sałtykow-Szczedrin, w realistyczno-fantastycznej opowieści o tym Jak jeden chłop wyżywił dwóch dygnitarzy, ośmieszył dwóch wysoko postawionych urzędników państwowych, których głód zmusił do poszukiwania jedzenia, wykorzystując konieczność codziennego spożywania pokarmu przez człowieka. Wokół jedzenia, nie zawsze ukazanego w pozytywnym świetle, rozegrała się akcja powieści Jurija Oleszy pt. Zawiść z 1927, której bohater był dyrektorem w zakładach spożywczych produkujących kiełbasę. Trudną dla zwykłego obywatela sytuację zaopatrzenia w żywność w latach 30. XX wieku w Moskwie zobrazował w Mistrzu i Małgorzacie Michaił Bułhakow. Sceny głodujących w łagrach więźniów zostały przedstawione przez Sołżenicyna w książce pt. Archipelag GUŁag. Podobnie Warłam Szałamow w Opowiadaniach kołymskich nakreślił wpływ długotrwałego głodowania w przymusowym obozie pracy na psychikę ludzką. Dużej wielkości ogórek okazał się narzędziem zbrodni w jednej z miniatur prozy absurdu Daniiła Charmsa pt. Wypadki.
Baśnie
Jadło chłopskie często pojawiało się w rosyjskich baśniach ludowych, nawet jako główny motyw, np.
- rzepa, która urosła tak duża, że dziadek nie mógł jej wyrwać z ziemi, odgrywała główną rolę w bajce o Rzepce; rzepy odegrały też rolę w baśni o Chłopie i niedźwiedziu[6],
- ożywiony bochen rumianego chleba, który uciekał, bo każdy chciał go zjeść (babcia i dziadek, zając, wilk, niedźwiedź i chytra lisica), był bohaterem bajki o Kołaczyku[6],
- odmładzające jabłka, które w cudowny sposób potrafiły uleczyć z choroby i przedłużyć życie, wystąpiły np. w baśni z cyklu o Iwanie Carewiczu pt. Iwan Carewicz i Szary Wilk, w której Żar-ptak zerwał nocą z drzewa wszystkie odmładzające jabłka; na motywach tej baśni w 1974 powstał film animowany dla dzieci pt. Odmładzające jabłka w reżyserii Iwana Aksienczuka,
- ucha, ta tradycyjna zupa rybna stała się popularna, gdy na początku XIX wieku poeta Iwan Kryłow napisał o niej bajkę pt. Demjanowa ucha[54][148], której morał, wysłowiony na końcu utworu, mówi, że Wszystko jest dobre z umiarem[54],
- kasza, jej gotowanie stało się głównym motywem ludowej baśni pt. Kasza na siekierce (ros. Каша из топора), na podstawie której w 1982 powstał film animowany pod tym samym tytułem[149]; baśń wykorzystano także współcześnie w jednym z odcinków serialu animowanego dla dzieci pt. Bajeczki Maszy, będącego spin-offem rosyjskiego serialu animowanego pt. Masza i Niedźwiedź[150],
- korowaj, ten wypiekany na specjalne okazje kołacz odegrał rolę w bajce o carewnie-żabie, w której stary car, aby przekonać się, który z jego trzech synów-carewiczów pojął za żonę tę, która była najlepszą gospodynią, rozkazał, aby synowe upiekły dla niego każda z osobna chleb-korowaj; najbardziej zasmakował mu ten upieczony przez Wasylisę Przemądrą, żonę Iwana Carewicza, w którą przemieniła się carewna-żabka; spalone chleby upieczone przez żony starszych synów car kazał oddać służbie[151],
- pi(e)róg, wokół tej staroruskiej potrawy rozegrała się akcja filmu animowanego pt. Pierożek (ros. Пирожок), o morale mówiącym, że Bez pracy nie ma kołaczy (pi(e)rogów).

Tekst rosyjskich baśni często kończył się stwierdzeniem: Zrobili ucztę dla całego świata (ros. Устроили/сделали пир на весь мир) lub I ja tam byłem, miód i piwo piłem (ros. И я там был, мёд пиво пил).
Język i przysłowia
W języku rosyjskim istnieje wiele przysłów związanych z chlebem, np. Chleb jest źródłem (podstawą) życia. Synonim słowa gościnność i gościnny stanowi połączenie słów chleb i sól. Funkcjonuje też wiele przysłów związanych z kaszą, mówiących, że np. nie można zepsuć smaku kaszy zbyt dużą porcją masła, czy że osoba za słaba do pracy nie zjadła wystarczającej ilości kaszy. Matki zachęcają dzieci do zjedzenia kaszy, przekonując je, że będą po niej silne jak Bogatyr – bohater starorosyjskich legend. Z języka rosyjskiego słowo kasza zostało zapożyczone do języka angielskiego (w pisowni kasha), gdzie – w odróżnieniu od języków słowiańskich – jego znaczenie zostało zawężone do kaszy gryczanej.
Film
W komedii pt. operacja „Y”, czyli przypadki Szurika obiad pracującego za karę na budowie chuligana Fiedii, na który składały się wielka miska zupy, kawał chleba, szaszłyk oraz kompot, kontrastował ze skromnym pożywieniem dorabiającego sobie na budowie studenta Szurika, czyli suchą bułką i mlekiem pitym prosto z butelki.
W zekranizowanej powieści pt. Złote cielę Ostap Bender, wyrwawszy z rąk Panikowskiego ogórek, wypowiedział słynne słowa: Nie róbmy z jedzenia kultu (ros. Не делайте из еды культа), po czym sam go szybko zjadł.
Leonid Gajdaj w komedii pt. Iwan Wasiljewicz zmienia zawód ukazał ucztę carską w pałacu Iwana Groźnego w Moskwie, z potrawami zrobionymi z prawdziwych składników spożywczych, w dodatku opłaconych za własne pieniądze reżysera. Do stołu słudzy podali na półmiskach m.in. całego upieczonego prosiaka i (deficytowego w owym czasie) jesiotra, ikrę czarną i czerwoną oraz inne przysmaki.
W ekranizacji powieści satyrycznej Dwanaście krzeseł z 1976, w reżyserii Marka Zacharowa z Andriejem Mironowem w roli głównej, której akcja rozgrywała się w latach 30. XX wieku, znalazła się scena gotowania w wielkim kotle od bielizny kaszy dla staruszek z domu starców. W jadalni, w powieści udekorowanej propagandowymi hasłami (m.in. sloganem mówiącym, że spożywanie mięsa jest szkodliwe ros. Мясо есть вредно), staruszki posilały się kaszą okraszoną, zdaniem dyrektora Jakowlewicza, prawdziwym śmietankowym gospodarskim masłem, którą jadły z metalowych misek, zaś pięciu osiłków – czterech braci zarządcy domu dla staruszek i jeden krewny jego żony – dodatkowo zażerało się kwaszoną kapustą i podgryzało kiszonymi ogórkami, zakrapiając alkoholem, podczas gdy na stole w gabinecie dyrektora, do którego został zaproszony inspektor ochrony przeciwpożarowej (w tej roli Ostap Bender), stała wódka Żubrówka, różne zakąski, chleb, ukraiński barszcz, pieczona kura, świeże i kiszone warzywa oraz domowej roboty suflet.

## Kuchnie Federacji Rosyjskiej
Kuchnie spotykane pomiędzy granicami Federacji Rosyjskiej są bardzo różnorodne i złożone ze względu na olbrzymi obszar tego państwa, zróżnicowanie klimatyczne, etniczność, wielokulturowość, regionalność zwyczajów kulinarnych oraz przemieszczania grup etnicznych w okresie Związku Radzieckiego, ale jednocześnie wykazują wzajemne podobieństwa. W Federacji Rosyjskiej mieszkają potomkowie przybyszów z krajów nordyckich, ludów słowiańskich z Europy Wschodniej, ludów tureckich z Azji, tubylczych koczowniczych plemion syberyjskich, imigrantów koreańskich, ludów perskich ze Środkowego Wschodu, ludów mongolskich z Mongolii, Czukczów i innych ludów. Większa część populacji żyje w europejskiej części państwa, w tym duża liczba potomków ludów słowiańskich i skandynawskich. Etniczni Tatarzy zamieszkują tereny położone bardziej na wschód, a ludność pochodzenia tureckiego zajmuje środkową część kraju i części południowe. Tereny najbardziej wysunięte na północ są domem dla Czukczów. Kuchnie każdego z tych rejonów różnią się od siebie etnicznymi tradycjami kulinarnymi. Typowy Rosjanin to człowiek, który wie, jak poradzić sobie w trudnych warunkach, jest niezwykle gościnny, lubi jeść gorące zupy i hołduje tradycjom rosyjskiej cerkwi prawosławnej. W kuchniach spotykanych na terenie Federacji Rosyjskiej można doszukać się wpływów słowiańskich (zupy), wschodnioazjatyckich (grillowane mięsa), perskich (dania z ryżem), francuskich (klasyczne dania z europejskiej części Rosji) i syberyjskich (mięso renifera). Niektóre wpływy kulinarne objęły swoim zasięgiem obszar całego państwa, inne ograniczyły się jedynie do regionów początkowo objętych danym obcym wpływem, np. wpływ kulinarny Imperium Osmańskiego ograniczył się praktycznie do obszaru nad Morzem Kaspijskim i byłej Republiki Kazachstanu, i pozostawił niewiele dowodów w rejonie nad Bałtykiem czy na Syberii. Długie i mroźne zimy oraz krótki okres wegetacji roślin, cechy charakterystyczne dla północnych części Europy Wschodniej i północnej Azji, wchodzących w skład Federacji Rosyjskiej, zmusiły mieszkających tu ludzi do opracowania skutecznych metod przechowywania żywności, aby zimą pokryć zapotrzebowanie pokarmowe tym, co udało się wyhodować, upolować, zebrać czy złowić w cieplejszych miesiącach roku. W tym celu stosuje się kiszenie (np. kapusty), marynowanie (np. grzybów), peklowanie (np. mięsa), wędzenie (np. ryb) i zamrażanie żywności (np. pielmieni). Warzywa korzenne, kapusta, ziemniaki i ziarna zbóż (chleb, kasze) stanowią podstawę diety i wchodzą w skład licznych przepisów kulinarnych, gdyż nadają się do uprawy w powyższych warunkach klimatycznych. Jedzenie w tej części Federacji Rosyjskiej jest pożywne i wzbogacane w tłuszcz dodatkiem śmietany i masła, dając pożądane w chłodnym klimacie uczucie sytości i ogrzania ciała. Przeciwnie, w południowych rejonach Morza Kaspijskiego łagodny klimat sprawia, że serwowane potrawy są znacznie lżejsze.

### Kulinarna mapa Rosji

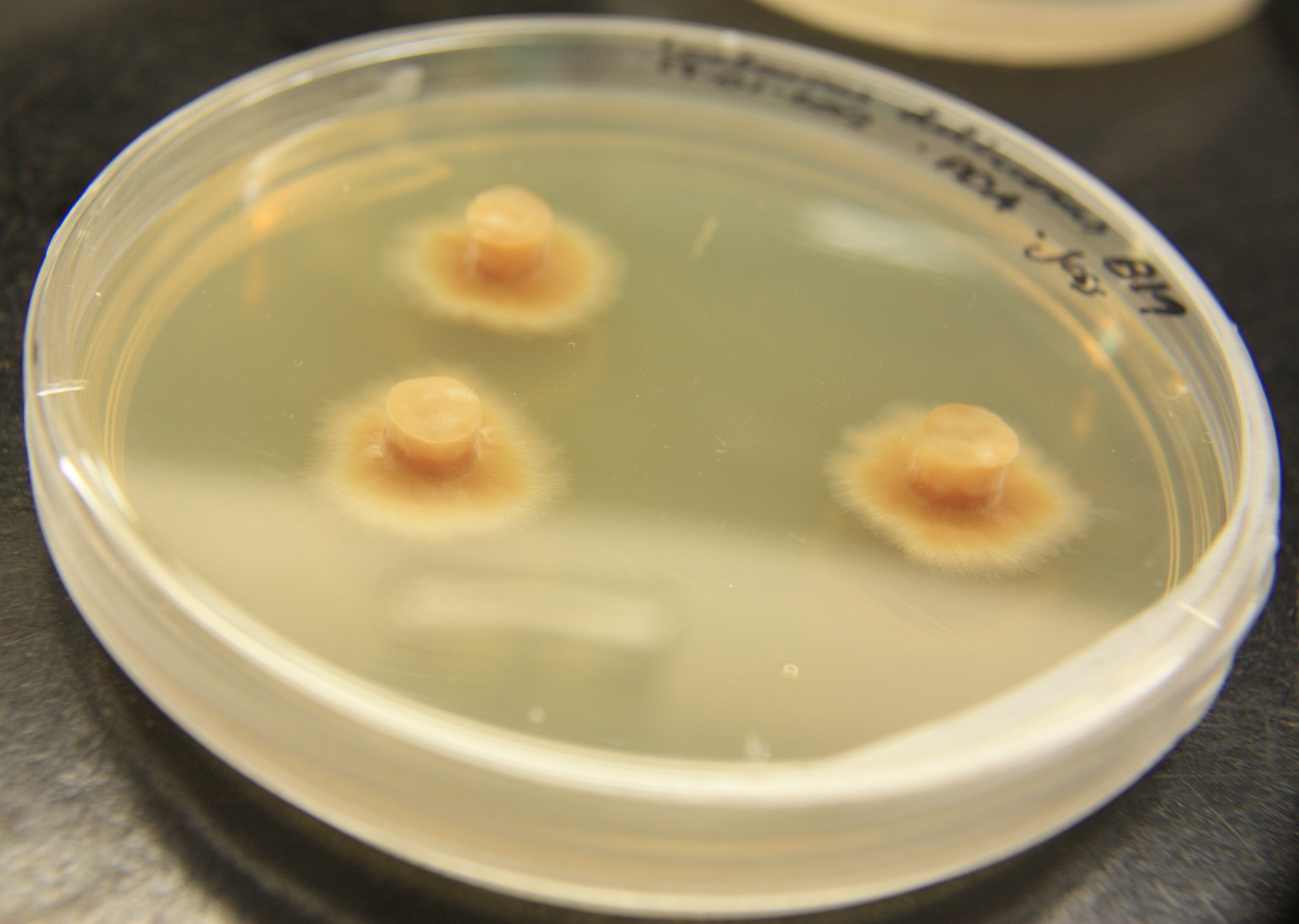
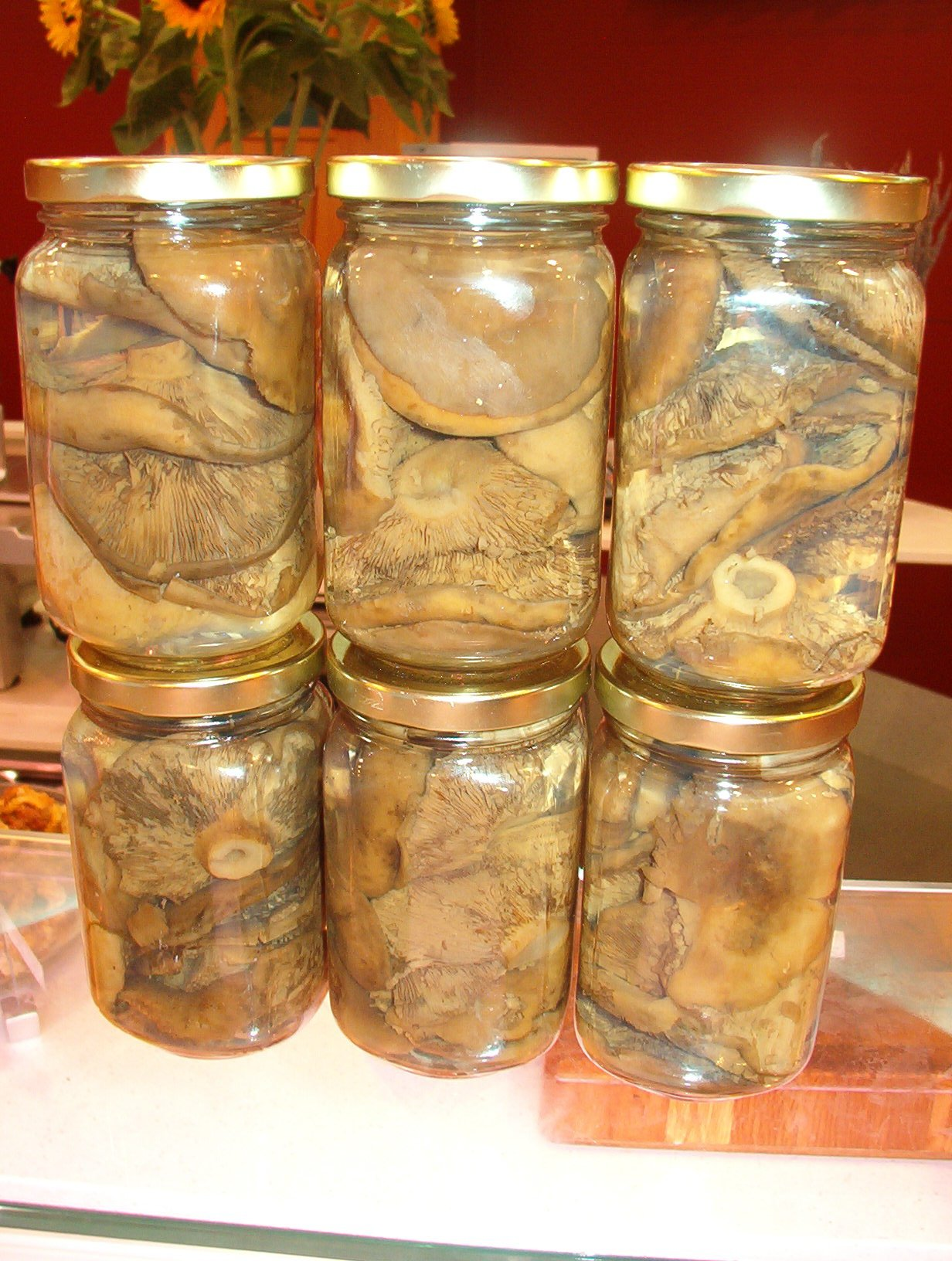
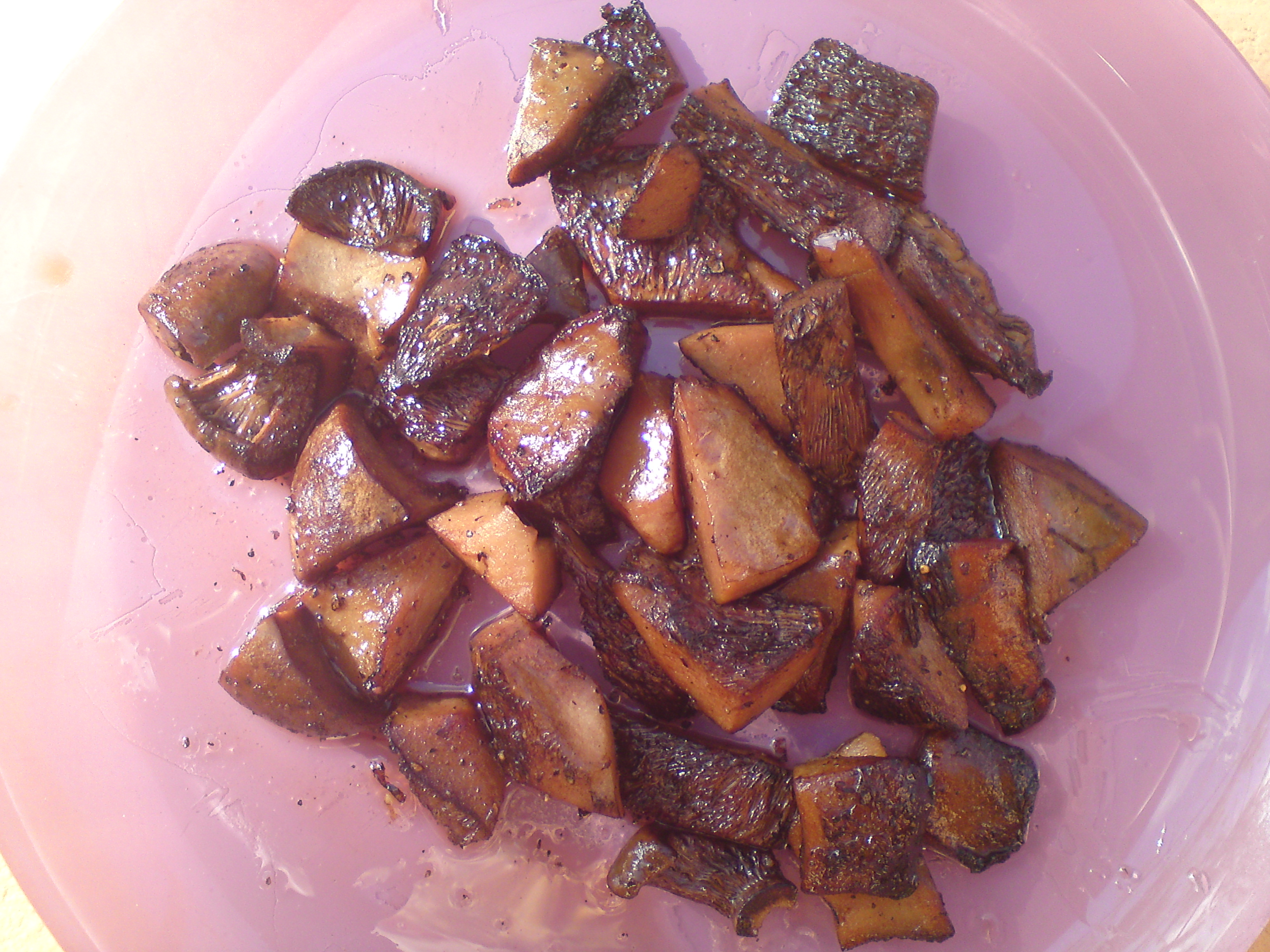

Głównie z myślą o rozwoju rodzimej turystyki kulinarnej powstała kulinarna mapa Federacji Rosyjskiej. Na mapie wyszczególniono miasta lub regiony i zaznaczono charakterystyczne dla nich tradycyjne potrawy lub artykuły spożywcze, np. pierniki z Tuły, arbuzy z Kamyszyna, rybę Osmerus eperlanus eperlanus m. spirinchus z okolic Pskowa, sery żółte (rosyjski i poszechoński) i chrzan z obwodu jarosławskiego, uralskie pielmieni, masło z obwodu wołogodzkiego („masło wołogodzkie”), muromskie kołacze, wiatskije rydze i ogórki z obwodu kirowskiego, kraby z Kamczatki, „malowane” pierniki z Archangielska tzw. kozule, musztardę z Wołgogradu, rybę omul z Bajkału, pomidory z Minusińska, ałtajski miód i kwas chlebowy z Nowogrodu Wielkiego. Ponadto na kulinarnej mapie Rosji znalazły się: czerkieski ser, miód i beszbarmak z Baszkortostanu, ałtajska kalina koralowa, stroganina z Jamalsko-Nienieckiego Okręgu Autonomicznego, czelabiński pieróg z nadzieniem z owoców kaliny koralowej, ryba barbata z Krymu, karelskie kalitki, czarna sól i ser żółty kostromski z Kostromy, olej słonecznikowy z Krasnodaru, deser kasza gurjewska z obwodu leningradzkiego, pastyła z obwodu moskiewskiego, sachaliński łosoś i kawior, słodki czak-czak z Tatarstanu, kotlet pożarski z obwodu twerskiego, ryby (czyr i coregonus) oraz stroganina z Jakucji.

Miklosich twierdzi, że wyraz jest pierwotnie słowiański. Korsch znowu w Jagicza Archiv für slavische Philologie (IX, 517–518) powiada: „Prawdopodobnie odwieczny to wyraz Wschodni, szeroce rozpowszechniony”.

… gniecione pod zębami jajeczka rozwierają się w polifoniczną kompozycję smaków, w której słodycz zmieszana ze słonością podkreślana jest krótkimi kontrapunktami cierpkości przygotowującymi drugą, potężną falę aromatów szumiących morską bryzą aż do następnego kieliszka wódki i następnej łyżki.

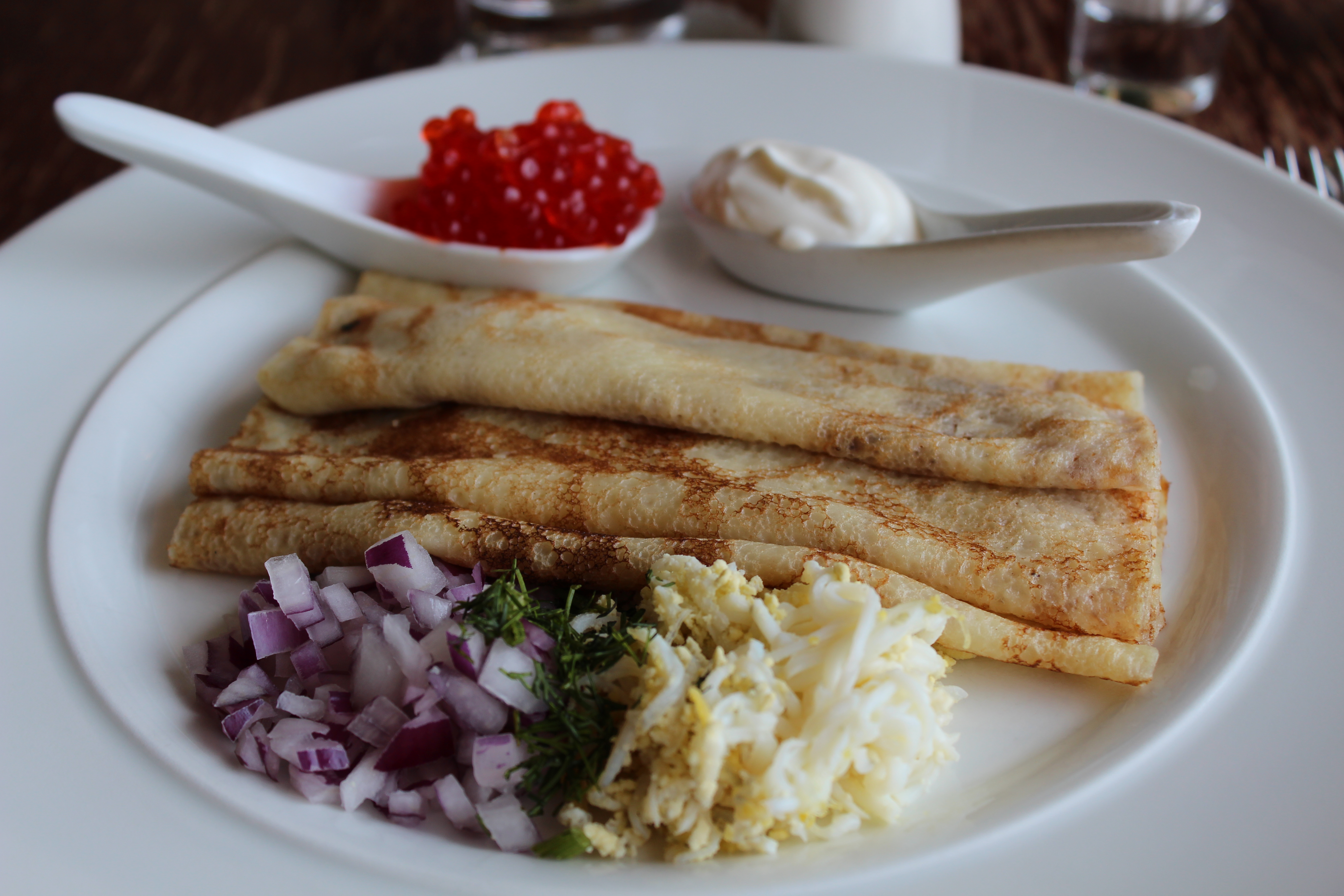
Bliny z kwaśną śmietaną i czerwonym kawiorem
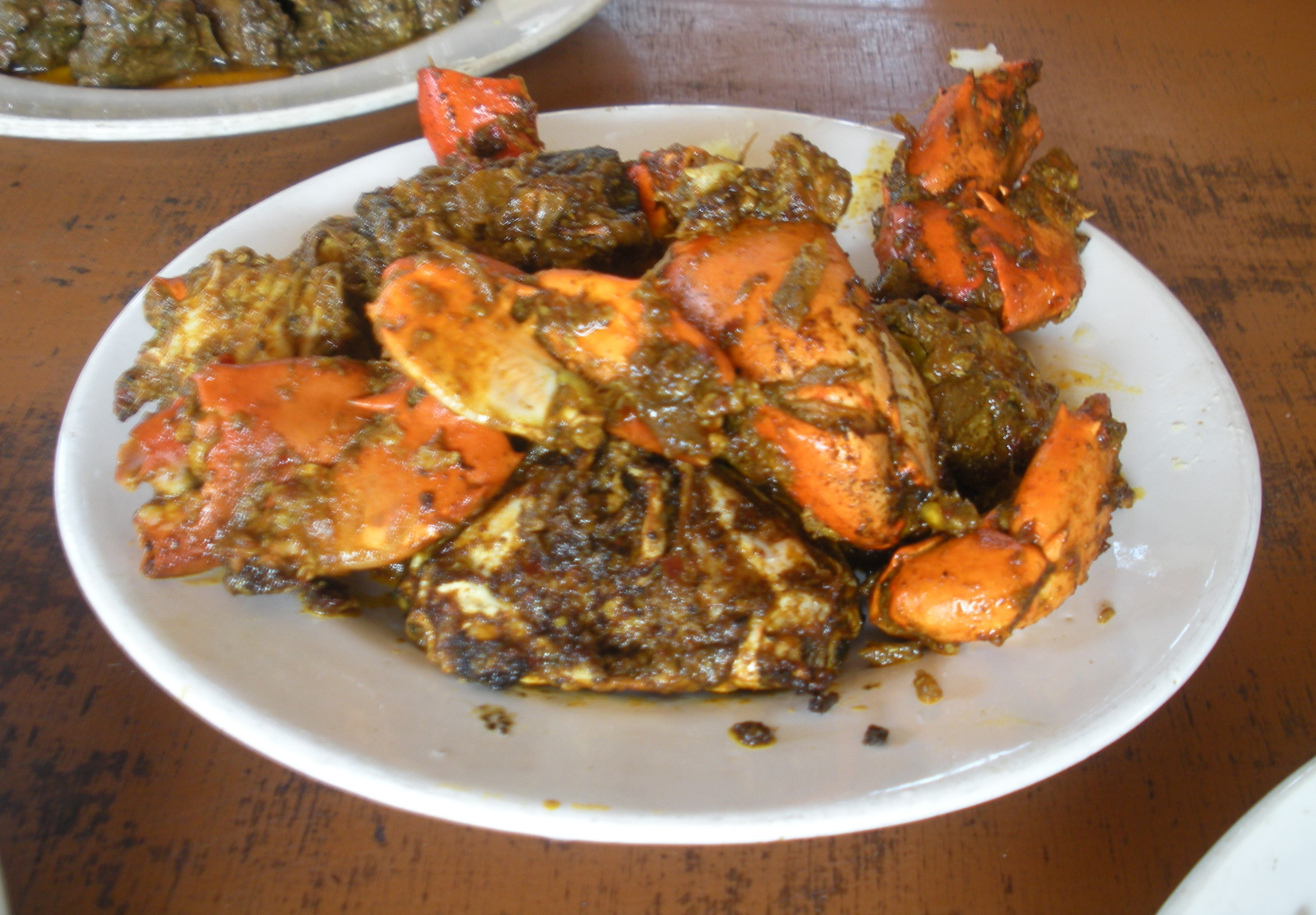
Kraby w pikantnym sosie